# Волинська губернія
50°15′16″ пн. ш. 28°39′28″ сх. д. / 50.254444444444° пн. ш. 28.657777777778° сх. д.
Воли́нська губе́рнія (рос. Волынская губерния) — адміністративно-територіальна одиниця Російської імперії (1797–1917), УНР, Української Держави (1918) та Української СРР (1919–1925). До 1920 року розташовувалася на землях історичної Волині (територія сучасних Рівненської, Волинської, більшої частини Житомирської областей, а також північних частин Тернопільської та Хмельницької областей).
Створена указом Павла І на території Волинського намісництва (окрім Радомишльського повіту) і Кременецького, Базалійського та Дубенського повітів Подільського намісництва.
Адміністративними центрами губернії були міста Новоград-Волинський (1797–1804) та Житомир (1804–1925).
За Ризьким мирним договором 1921 Волинська губернія була поділена: Новоград-Волинський, Житомирський, Овруцький, Ізяславський, Старокостянтинівський та частина Острозького повітів увійшли до складу УСРР, решта західних повітів – до Польщі, яка на їх території утворила Волинське воєводство, що існувало до 1939.
Волинська губернія була ліквідована постановою ВУЦВК і РНК УСРР від 3 червня 1925. Замість неї утворені Житомирська, Коростенська і Шепетівська окру́ги УСРР.

## Географія

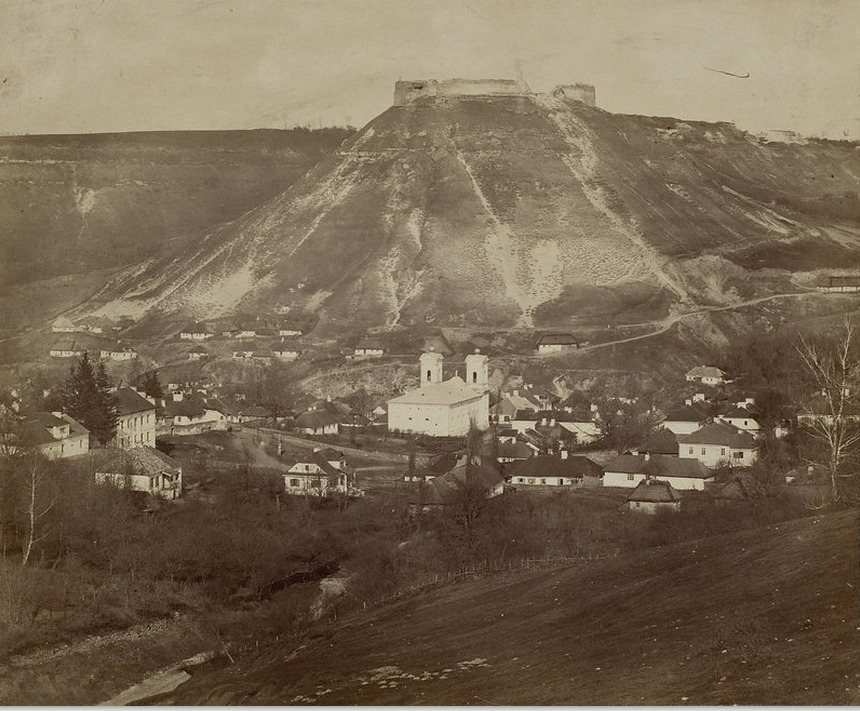
Найвища точка Волинської губернії, гора Бона поблизу Кременця з руїнами замку, 2-га половина XIX століття

Волинська губернія займала площу[коли?] 63 137 кв. верст (71 736 км²). Найбільша протяжність з заходу на схід була 416 км, з півночі на південь — 293 км. На півночі межувала з Гродненською та Мінською губерніями, на заході з Холмською (до 1912 року — з Люблінською та Седлецькою губерніями), на сході — з Київською, на півдні з Подільською. На південному заході Волинська губернія прилягала до кордону з Австро-Угорською імперією (Королівство Галичини та Володимирії). В межах колишньої Волинської губернії зараз розташовані Волинська, Рівненська, більша частина Житомирської, а також північні частини Тернопільської та Хмельницької областей.

### Рельєф

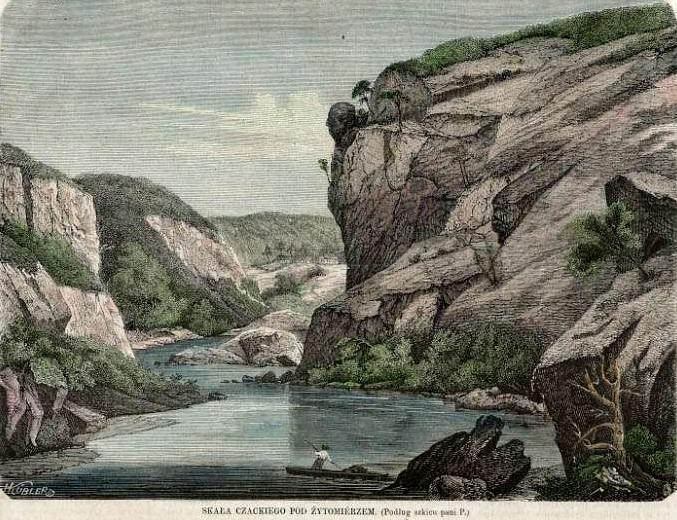
Скеля Чацького біля Житомира, 1870-ті

Рельєф Волинської губернії був переважно рівнинний. Лише в південній частині губернії знаходилися відроги Карпат, з Авратинської височиною, яка поблизу Кременця досягала 405 м і була найвищим місцем губернії і одним з найвищих у негірських районах європейської частини імперії. Північна частина губернії (Полісся) була пласкою, болотистою низовиною, покритою торф'яними болотами і лісами.

### Клімат
Клімат губернії більш помірний, ніж у східніших губерніях аналогічної широти, зими порівняно теплі, літо прохолодне. Літня спека на півночі пом'якшувалася лісами та болотами, на південному заході — значною висотою над рівнем моря. Зима на заході губернії тепліша, ніж на сході, весна наставала раніше, осінь більш тривала. Середньодобова температура губернії в зимові місяці −10 °C, у весінні та осінні +12 °C. У літні місяці температура могла досягати і +38 °C, а найнижча зафіксована температура взимку −31 °C. Вітри переважали західні та північно західні, в залежності від пори року. Скресання річок відбувалося найчастіше в березні, іноді наприкінці лютого, замерзання — у листопаді.
Для Полісся були дуже характерні тумани, особливо восени. Опадів у губернії випадало достатньо — понад 500 мм на рік, на південному заході до 600 мм. Найбільш дощовий місяць — липень. Тривалих посух не спостерігалося.

### Водні ресурси

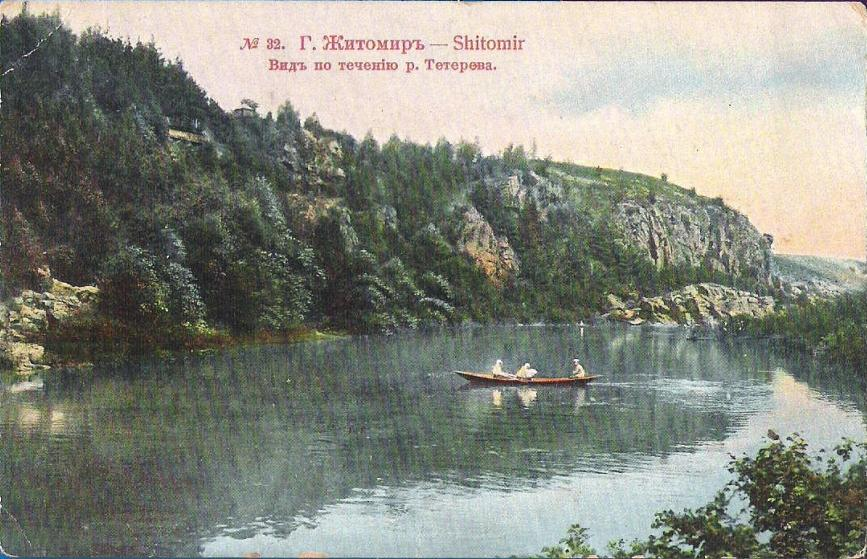
Річка Тетерів в околицях Житомира, початок XX століття

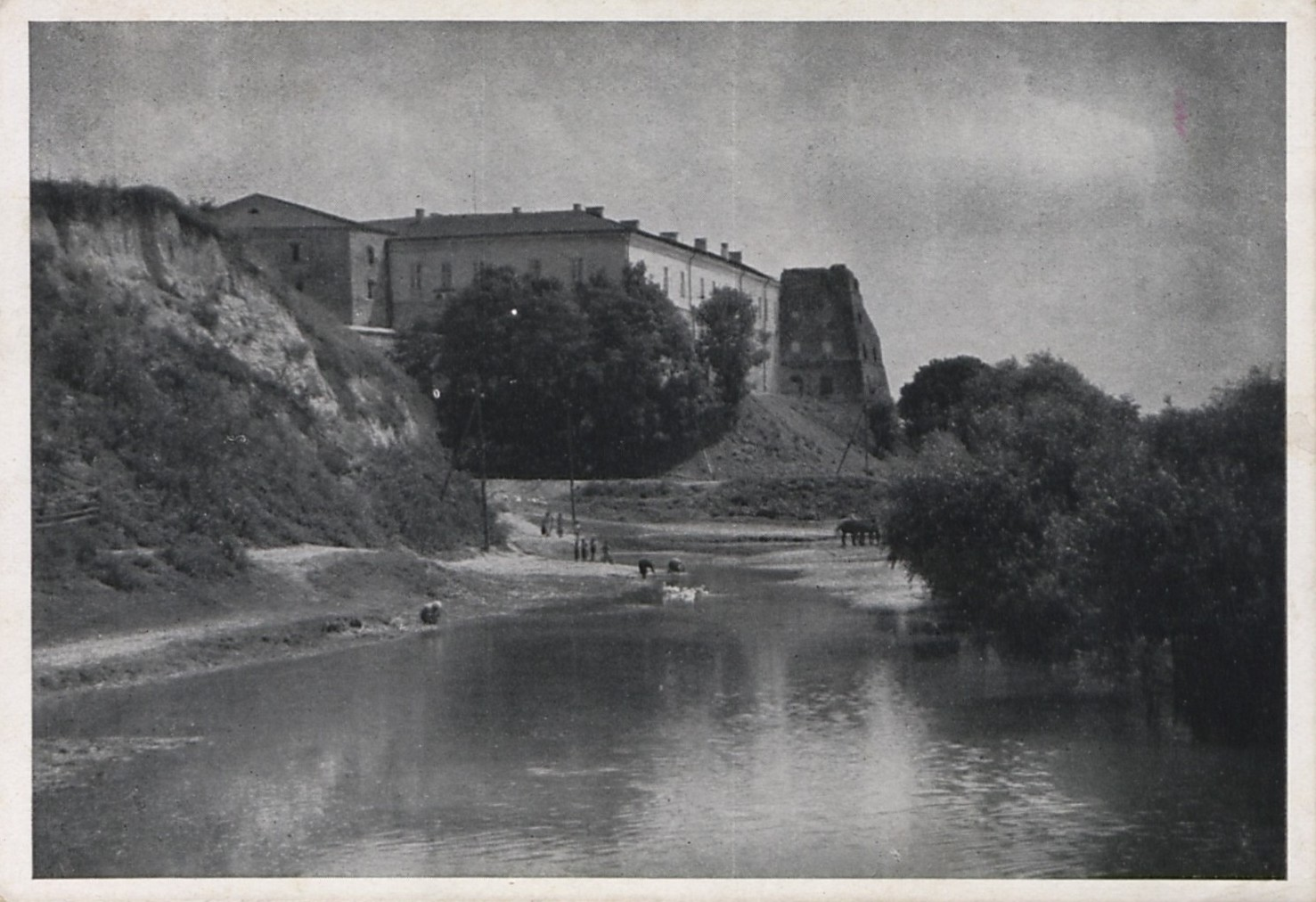
Річка Стубла (Стубазка) біля Клеванського замку, початок XX століття

З водних ресурсів у південній частині губернії переважали річки та джерела, на півночі — болота і озера. Усі річки, за винятком Західного Бугу, належали до басейну Дніпра. При цьому тільки Тетерів впадав безпосередньо в Дніпро — інші належали до правих приток Прип'яті. Характер більшості річок губернії одноманітний, з вузькими долинами у верхів'ях та широкими — на півночі, берега здебільшого низинні та болотисті.
Річки губернії, особливо притоки Прип'яті, широко використовувалися у торгово-промислових цілях для сплаву різних товарів (насамперед лісу) у Дніпро, Німан та Віслу. До сплавних річок належали Західний Буг, Турія, Стохід, Стир, Іква, Горинь, Случ, Вілія, Устя, Стубазка, Уж, Тетерів та Ірма. На Західному Бузі, який у межах губернії протікав на відстані близько 180 км, було поширене судноплавство.
Озера у Волинській губернії займали площу 114 км², налічувалося їх близько 200. Найбільшими озерами були Світязьке (22,8 км²) і Пулемецьке (15,9 км²). У північній частині Ковельського повіту знаходилися так звані «водогони», по яким відбувався сплав лісу і які служили допоміжними каналами, що з'єднували річки Прип'ять та Турію з Дніпровсько-Бузькою водною системою. Найдовшим з цих каналів був Турський водогін (42,7 км), який з'єднував озеро Тур з озерами Кисобул, Горіхове та струмком Комар, а також канали Гнилий, Селище та Білозерський.

### Земельні ресурси

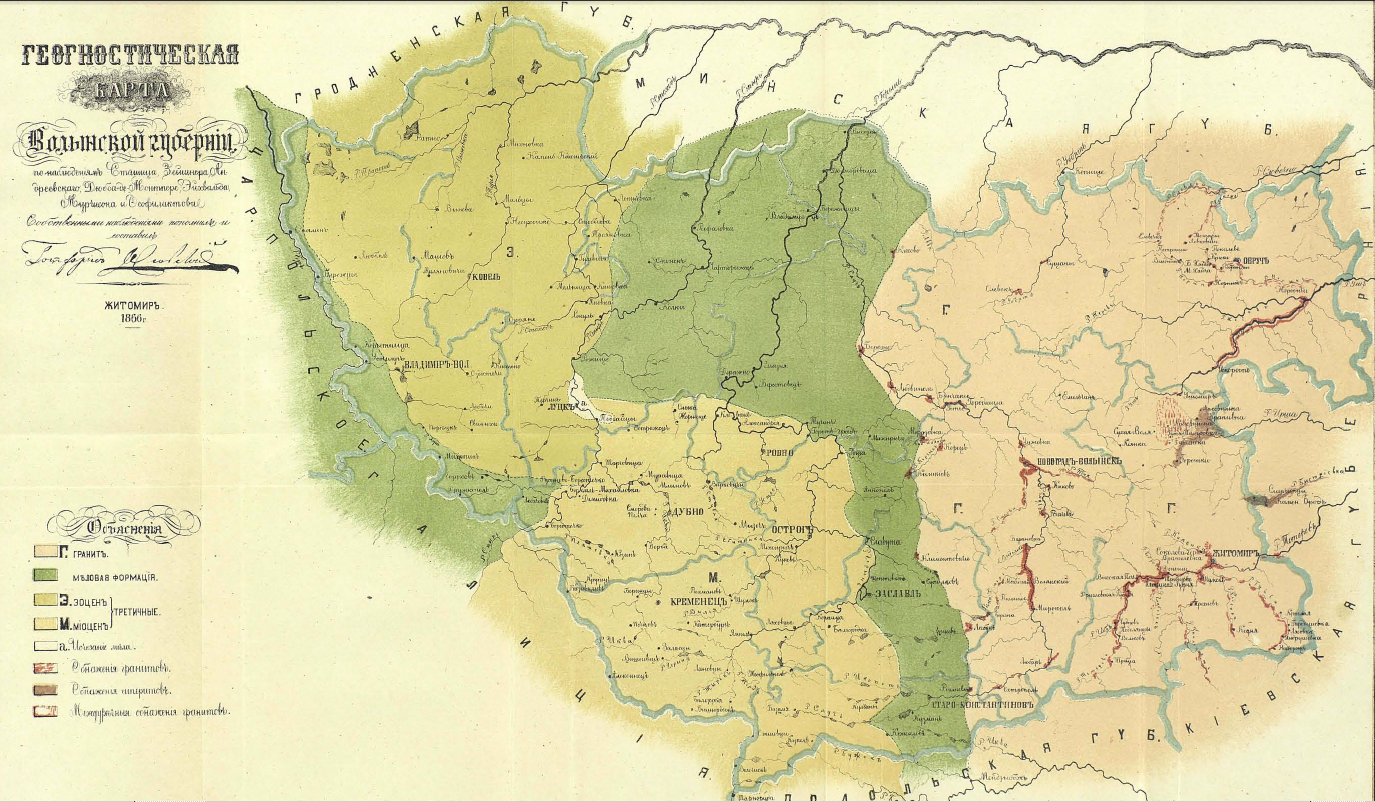
Геологічна мапа Волинської губернії 1866 року

Ґрунти Волинської губернії були переважно глинисті або піщані. На півдні, ближче до Подільської губернії, зустрічалися чорноземи, часто — змішані з глиною. В середній частині губернії — суглинні і супіщані, на Волинському Поліссі майже суто болотисті та піщані, місцями кам'янисті.
За даними Волинської казенної палати, у 1911 році з 5781,5 тис. десятин землі (включно з лісом) приватним землевласникам належали 3039,5 тис. десятин (52,6 %), селянам 2250,2 тис. (38,9 %), казні 376,3 тис. (6,5 %), чиншовикам 62,6 тис. (1,1 %), іншим 53,0 тис. (0,9 %).

### Корисні копалини
Основними видами корисних копалин у губернії були граніт, гірський кришталь, глини — вогнетривка, ліпна і порцелянова, торф, бурий залізняк і болотна руда. Були поклади графіту, кам'яного вугілля, бурштину, але вони майже не експлуатувалися.
- граніти (сірі, червоні) — переважно на берегах річок Горинь, Уж
- гірський кришталь — Житомирський повіт, між селами Дашинка і Краївщина
- мергель — Житомирський та Новоград-Волинський повіти
- крейда — у всіх повітах губернії, найбільші центри видобутку поблизу містечок Клевань та Здолбунів
- вапняки (білі, раковинні) — всі повіти губернії
- глини жовта — у всіх повітах, найбільше — у Старокостянтинівському
- глини вогнетривкі — Острозький повіт, поблизу села Комарівка
- гончарні глини — Кременецький, Острозький повіти
- каоліни (порцелянові глини) — береги річки Тетерів

### Рослинність

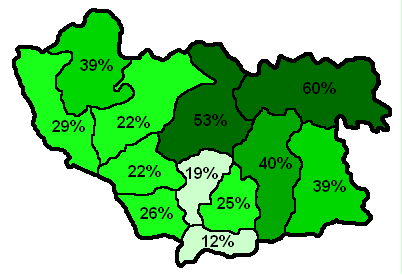
Площа лісів (без врахування боліт) у загальній площі повітів Волинської губернії за даними губернської креслярні станом на 1856 рік

Волинська губернія була багатою на лісові ресурси. За їх забезпеченістю вона виразно поділялася на 2 частини: лісостепову Волинь та Волинське Полісся. На Поліссі ліси та болота займали більшість території, на Волині же вони розташовувались тільки на крайньому заході, сході та півдні, а також між річками Іквою та Случем, у напрямку від Кременця до Полонного.
| Джерело даних                                     | Площа губернії, десятин | Площа під лісом, десятин | Під лісом |
| ------------------------------------------------- | ----------------------- | ------------------------ | --------- |
| Тенгоборський «О производительныхъ силахъ Россіи» | 6 531 840               | 2 438 856                | 37,3 %    |
| За даними губернської креслярні, 1856 рік         | 6 367 160               | 2 461 441                | 38,7 %    |
| За даними статистичного комітету за 1866 рік      | 6 130 402               | 1 772 871                | 28,9 %    |

З порід дерев найбільше зустрічалися сосна, дуб та береза. Сосни переважала на півночі, у повітах Овруцькому, Рівненському, Луцькому, Ковельському та північній частині Володимир-Волинського, тоді як дуби та інші листяні породи тут були рідкісними. Змішані ліси (сосна, дуб, клен, осика, береза) переважали на півдні губернії, у повітах Житомирському, Кременецькому, Дубенському, Острозькому, у північній частині Новоград-Волинського та південній Володимир-Волинського. На крайньому півдні губернії, у межах Авратинської височини, сосни та ялини майже зникали, натомість переважали клени, липи та дуби.
На поліській частині губернії були дуже поширені болота. Найбільше їх було на півночі Володимир-Волинського та Ковельського повітів, між верхів'ями Прип'яті та Гродненською губернією. Глибина боліт була тут настільки великою, що перешкоджала нормальному проростанню лісів.
Більша частина болотяних місць прилягала до річок; так, у Рівненському повіті на берегах Случа, були розташовані болотяні простори, на яких були розташовані кілька невеликих сіл, жителі яких майже не займалися землеробством і знаходилися на вкрай низькому рівні економічного та суспільного розвитку. У Луцькому повіті болота були поширені на берегах річки Стир. Овруцький повіт майже весь був покритий болотами та суцільним сосновим лісом, а деякі частини повіту, особливо по берегах річки Уборть, були незаселеними, на площі понад 200 км² не було жодного поселення.

### Тваринний світ
Фауна Волинської губернії, особливо Полісся була достатньо різноманітною, хоча внаслідок масової вирубки лісу та неконтрольованого мисливства, популяція тварин скорочувалася, особливо на півдні губернії. Так, вже до XVIII століття на території Волинської губернії зникли останні олені, які водилися в лісах Володимир-Волинського за Заславського повіті, а ще раніше — лісові коти та тури, від яких залишилися назви топомінів (напр. Турове болото в Заславському повіті). У багатьох повітах повністю зникли популяції ведмедів, лосів, рисів, росомах.
До тварин, що в 1860-ті роки зустрічалися по всій губернії, належали дикі кози, дикі свині, вовки, лисиці, зайці та деякі інші. В окремих повітах губернії зустрічалися також лосі (Володимир-Волинський, Ковельський, Рівненський повіти, іноді — Луцький, Острозький та Новоград-Волинський; раніше лосі водилися й у Дубенському повіті, але зникли до початку XIX століття), куниці (Овруцький, Ковельський, Новоград-Волинський, Рівненський), ведмеді (у 1860-х ще зустрічалися в лісах Овруцького та, зрідка, Рівненського повітів; у інших поліських повітах ведмеді зникли ще до початку XIX століття), борсуки (Овруцький, Володимир-Волинський, Заславський, іноді — Дубенський), видри (Овруцький, Володимир-Волинський, Рівненський, Дубенський), рисі (Овруцький, Ковельський повіти, іноді — Рівненський та Острозький; повністю зникли в Новоград-Волинському, Володимир-Волинському, Ковельському та Луцькому повітах), росомахи (зрідка, Овруцький повіт).
|      |  |      |  |         |  |
| лось |  | рись |  | ведмідь |  |

Серед птахів повсюдно зустрічалися тетеруки, пугачі, сови, орябки, куріпки, перепілки, голуби, чайки, коростелі, дупелі, бекаси, кулики, журавлі, чаплі, дикі качки, шуліки, яструби. Орли зустрічалися в Овруцькому, Володимир-Волинському, Ковельському та Заславському повітах, соколи в Овруцькому та Заславському, кречети в Овруцькому та Дубенському, дрохви в Овруцькому, Новоград-Волинському, Володимир-Волинському, Кременецькому та Старокостянтинівському повітах.

## Історія

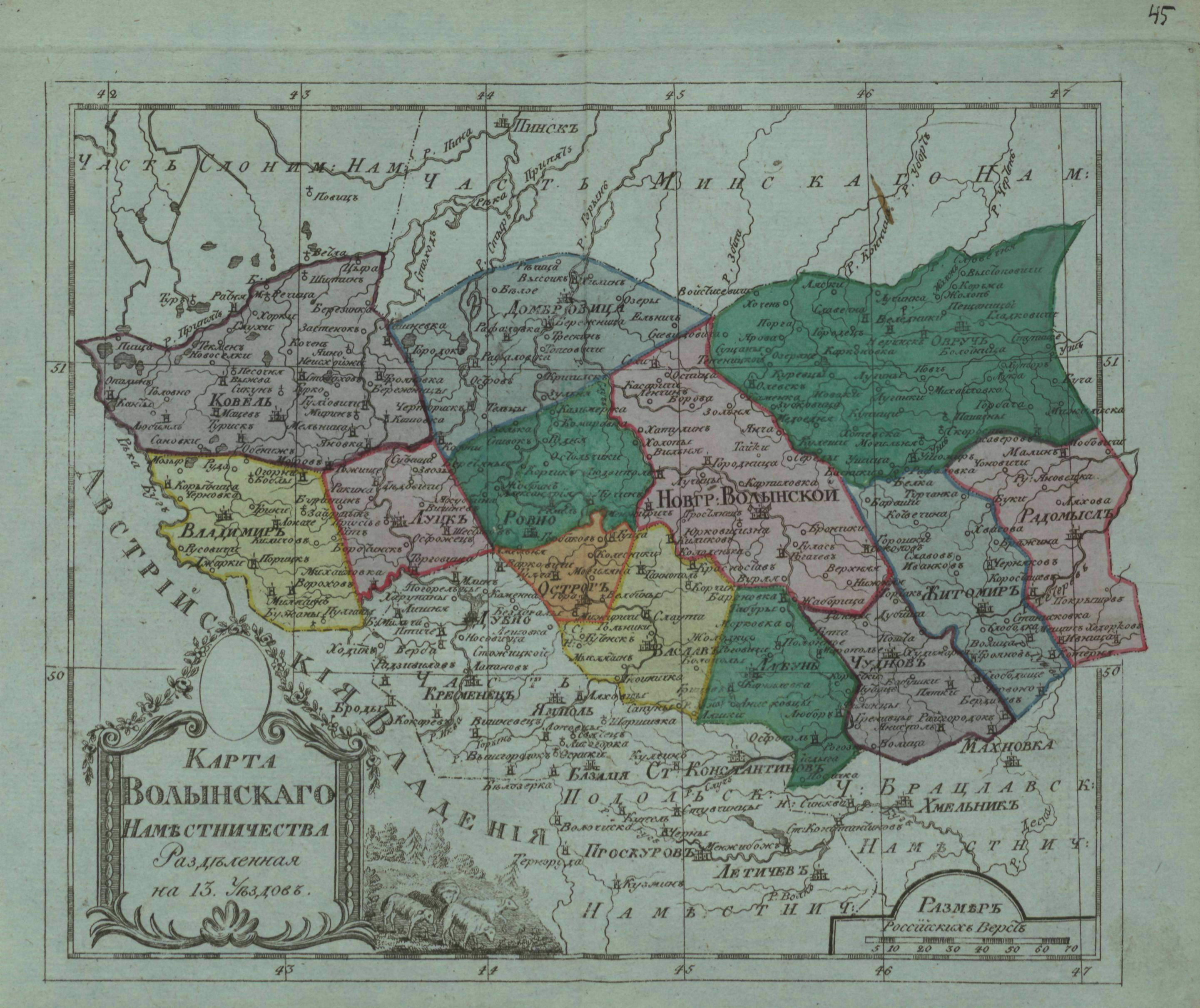
Волинське намісництво. 1796 рік

Після другого поділу Речі Посполитої в 1793 році, східна частина Волині відійшла Російській імперії і стала називатися Заславським намісництвом з центром в Заславі. Після третього поділу Польщі в 1795 році до Росії було приєднано і західну частину Волині (повіти Володимир-Волинський, Ковельський, більшу частину Луцького, Кременецького та Дубенського) і таким чином до нового адміністративного утворення під назвою Волинське намісництво у складі 13 округів з центром у Новоград-Волинському (до 1796 року — Звягель) увійшла більша частина історичної Волині, від назви якої прибрало й собі назву. Але з причини відсутності відповідних будинків для розміщення губернського управління в Новограді, у підсумку центром з 1797 року став Житомир, а саме намісництво було перейменоване на Волинську губернію.
У 1802 році Житомир був викуплений казною у графа Ільїнського, і з 1804 році призначений губернським містом, вважаючи «что в нем помещаются уже губернския присутственныя места, имеются постройки, сделанныя частными людьми и хозяйственныя заведения губернских чиновников». У тому ж 1804 році до складу Волинської губернії увійшов Старокостянтинівський повіт, який у 1795—1804 роках входив до складу Подільського намісництва..
21 лютого 1844 року містечко Бердичів Житомирського повіту Волинської губернії було приєднано до Махновецького повіту Київської губернії.

## Адміністративний устрій

### Російська імперія

Повіти Волинської губернії

Наприкінці XIX століття адміністративно територія Волинської губернії поділялася на 12 повітів, 48 станів і 201 волость. Кожен повіт складався з 2-х мирових дільниць, які об'єднували декілька волостей, і де знаходилися дільничні мирові суди. Найбільшим за площею був Овруцький повіт, на який припадало 14,7 % території губернії, найменшим — Старокостянтинівський (3,6 %). За чисельністю населенням найбільшим був Житомирський повіт (14,5 % населення губернії в 1897 році), найменшим — Острозький (5,7 %).
| Повіти                | Площа, км² | 1897      | 1911      | Густота населення, 1911 осіб/км² |
| --------------------- | ---------- | --------- | --------- | -------------------------------- |
| Володимир-Волинський  | 6431       | 277 265   | 359 600   | 55,9                             |
| Дубенський            | 3959       | 195 058   | 255 100   | 64,4                             |
| Житомирський          | 7701       | 433 859   | 578 800   | 75,2                             |
| Заславський           | 3477       | 208 742   | 259 600   | 74,7                             |
| Ковельський           | 7483       | 211 493   | 274 800   | 36,7                             |
| Кременецький          | 3329       | 219 934   | 282 500   | 84,9                             |
| Луцький               | 7468       | 252 550   | 333 300   | 44,6                             |
| Новоград-Волинський   | 7205       | 348 950   | 459 000   | 63,7                             |
| Овруцький             | 10 555     | 205 390   | 282 900   | 26,8                             |
| Острозький            | 3066       | 169 351   | 220 500   | 71,9                             |
| Рівненський           | 8611       | 273 001   | 369 200   | 42,9                             |
| Старокостянтинівський | 2556       | 193 889   | 245 100   | 95,9                             |
| Волинська губернія    | 71 742     | 2 989 482 | 3 920 400 | 54,6                             |

### Карти Волинської губернії

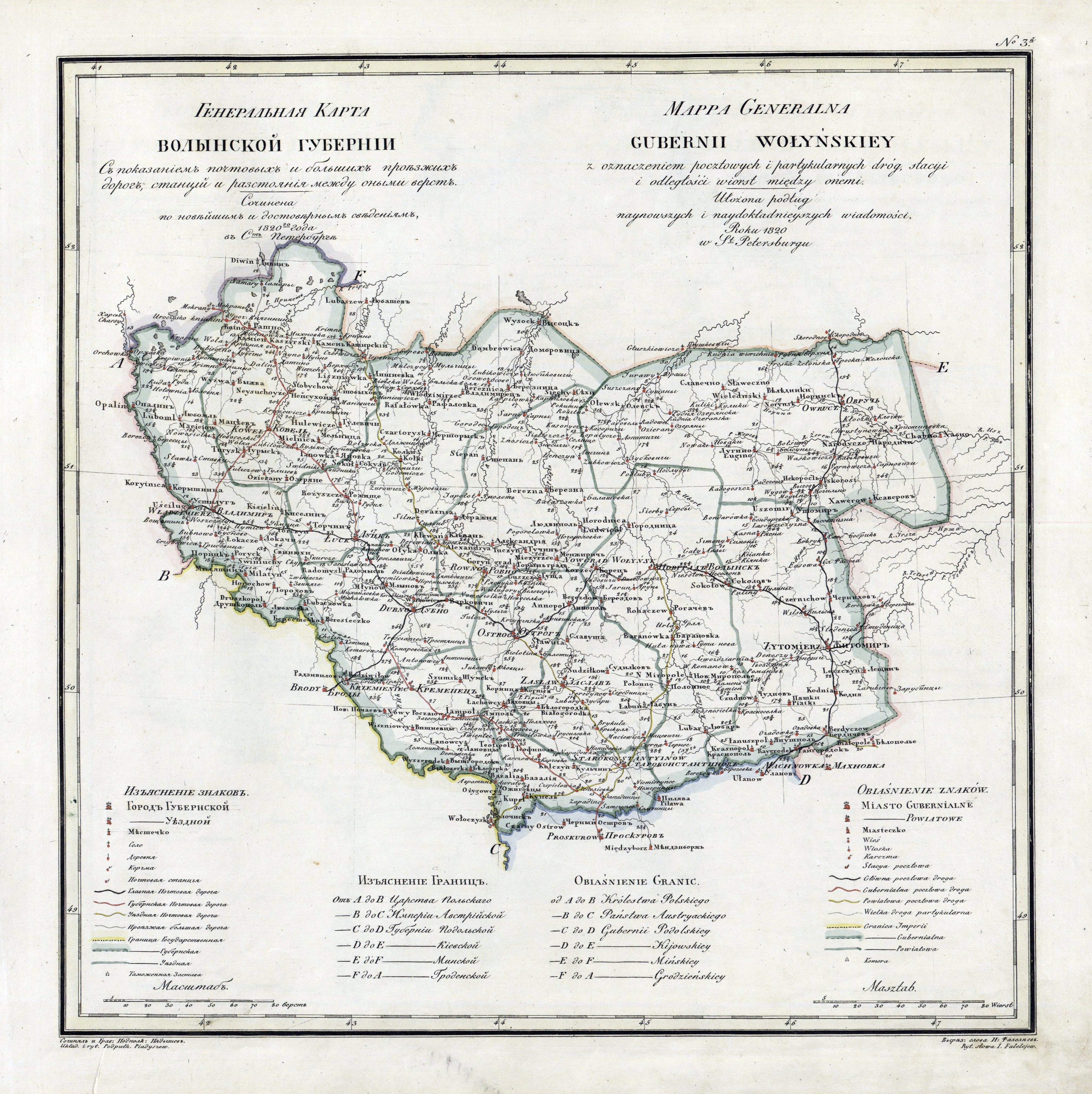
1821 рік
Кінець XIX століття
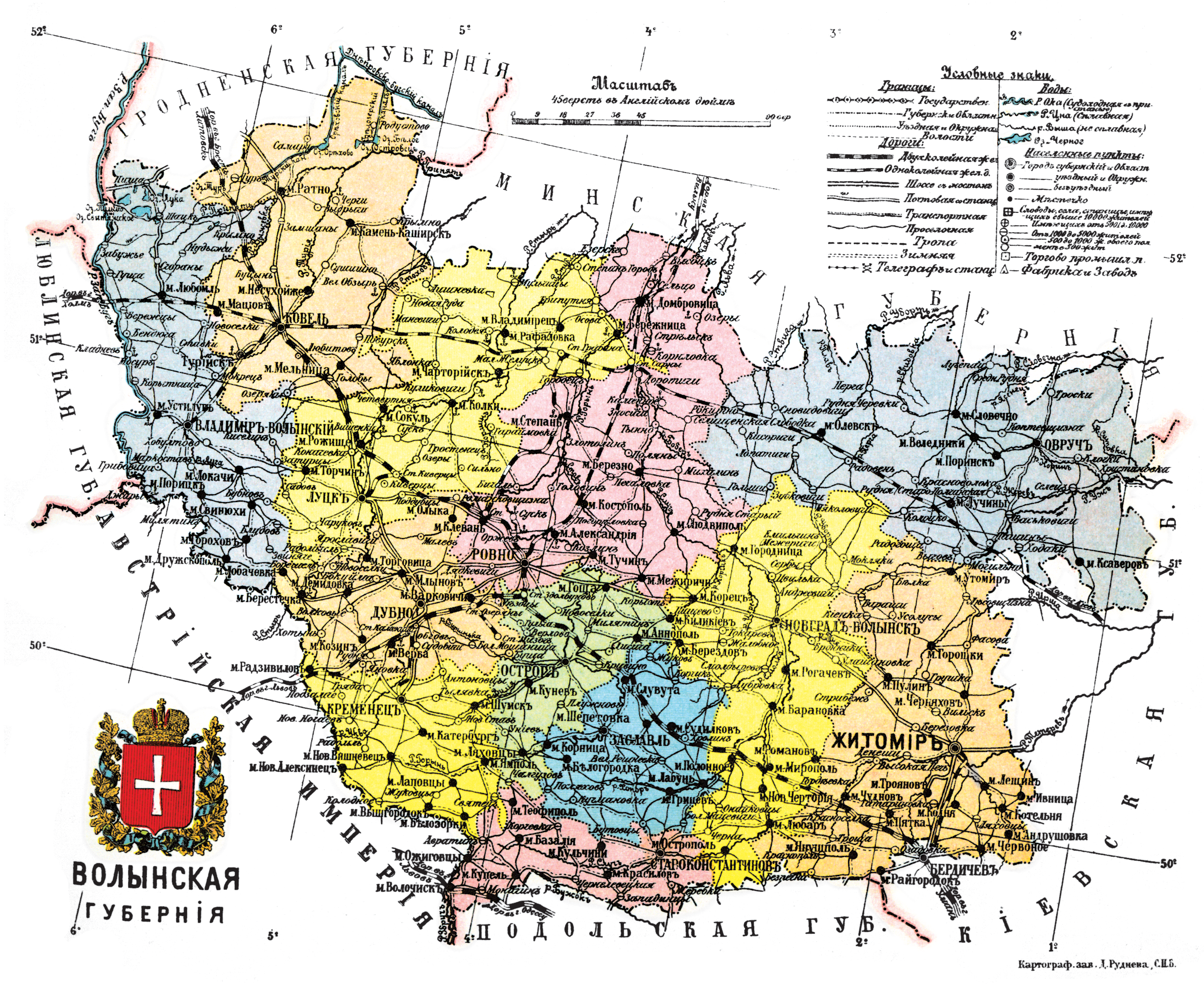
1911 рік

Станом на 1917 рік у губернії налічувалося 8239 населених пунктів, зокрема міст — 13, містечок — 143, сіл — 3416 (з них 1628 з церквами), колоній — 1210, слобідок — 296, присілків — 244, хуторів — 2603, фільварків та ферм — 314.
Землі п'яти міст губернії належали приватним власникам.
- Старокостянтинів — Абамеликам;
- Дубно — Барятинським;
- Заслав — Санґушкам;
- Рівне — Любомирським;
- Острог — удільному відомству.

Домовласники цих міст платили власникам чинш. З цих міст у Дубні була міська дума, а в Рівному й Острозі — тільки спрощене міське управління.

### 1917—1920 роки

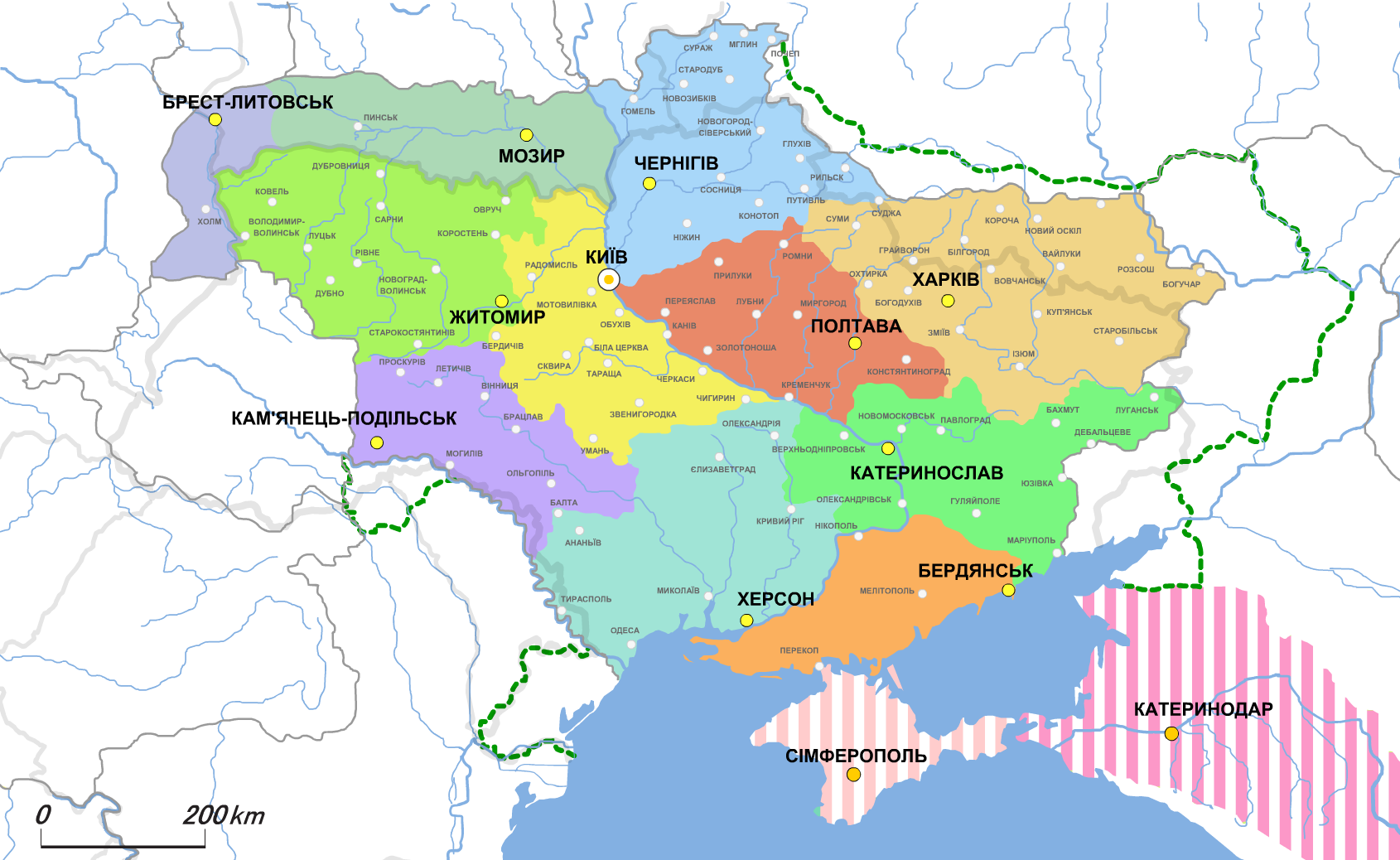
Волинська губернія у складі Української Держави, 1918 рік

Після Лютневої революції в Російській імперії царська влада на місцях впала. Царський губернатор Скаржинський пішов у відставку. Після Другого Універсалу Української Центральної Ради (3 (16) липня 1917) Волинська губернія увійшла до складу автономної України, а з проголошенням Третього Універсалу (7 (20) листопада 1917) — до складу УНР.
Після проголошення незалежності Української Народної Республіки Четвертим Універсалом 9 (22) січня 1918 року Волинська губернія стала її частиною. У цей час її губернаторм (губернським комісаром) був В'язлов Андрій Григорович. Але 28 січня (10 лютого) 1918 року він подав у відставку і покинув Житомир; боячись наступу російських більшовиків. Тому 3 (16) лютого 1918 року губернським комісаром УНР став місцевий житомирський політик Семен Куриленко який займав цю посаду до 8 травня 1918 року.
Після державного перевороту 29-30 квітня в незалежній Україні УНР була скасована і перейменована в Українську Державу на чолі з гетьманом Павлом Скоропадським. Він призначив новим губернатором Волині (губернським старостою) Дмитра Андро. В період гетьманату Скоропадського до Волинської губернії було приєднані південні повіти Мінської губернії.
Губернія мала бути складеною з 20 повітів: до наявних 12 повітів планувалось долучити 8 повітів з Мінської губернії: Пінський повіт; Гродненської губернії: Брест-Литовський повіт, Кобринський повіт; Холмської губернії: Томашівський повіт, Грубешівський повіт, Володавський повіт та Більський повіт.
Частину повітів планувалося приєднати до суміжних наявних, або новоприєднаних повітів: з Люблінської губернії: Костянтинівський повіт, Радзінський повіт і Красниставський повіт; з Гродненської губернії: Пружанський повіт; з Мінської губернії: Слуцький повіт. У серпні 1918 року з південних повітів Мінської губернії була утворена Поліська округа.
Також у документах Української Держави виділяли окремо усю Холмську губернію з доданими до неї Берестейським, Більським, Кобринським, Пружанським повітами і частинами повітів Люблінської губернії. Офіційно Холмська губернія у складі Української держави була утворена 15 листопада 1918 року.
1 грудня 1918 року влада в місті Житомирі перейшла в руки Директорії УНР. Губернським комісаром(губернатором) Волині від неї з грудня 1918 до грудня 1919 року був Федір Сумнєвич.
У січні — лютому 1919 року війська Польщі захопили Володимир-Волинський і Ковель — (Битва за Ковель).
13 березня Житомир був зайнятий військами Радянської Росії ; але 22 березня визволений військами УНР. З 31 березня до 5 травня місто Рівне стало місцем перебування Директорії УНР і уряду УНР; а з 5 по 15 травня — місто Радивилів.
12 квітня більшовики вдруге зайняли Житомир. 14 травня війська Польщі перейшли в загальний наступ проти УНР на Волині і проти ЗУНР у Галичині. 16 травня польські війська захопили Луцьк. Цим скористались війська Радянської Росії, які перейшли в наступ зі сходу і 24 травня захопили місто Рівне. Після цих подій під владою уряду УНР залишився тільки один Кременецький повіт з усієї території України. Війська УНР були змушені перейти в наступ проти російських більшовиків у Подільській губернії, щоб мати взагалі хоч якусь територію.
20 серпня Житомир вдруге звільнили українські війська ЗУНР, які діяли в спілці з УНР, але 17 вересня радянські війська втретє зайняли губернський центр.

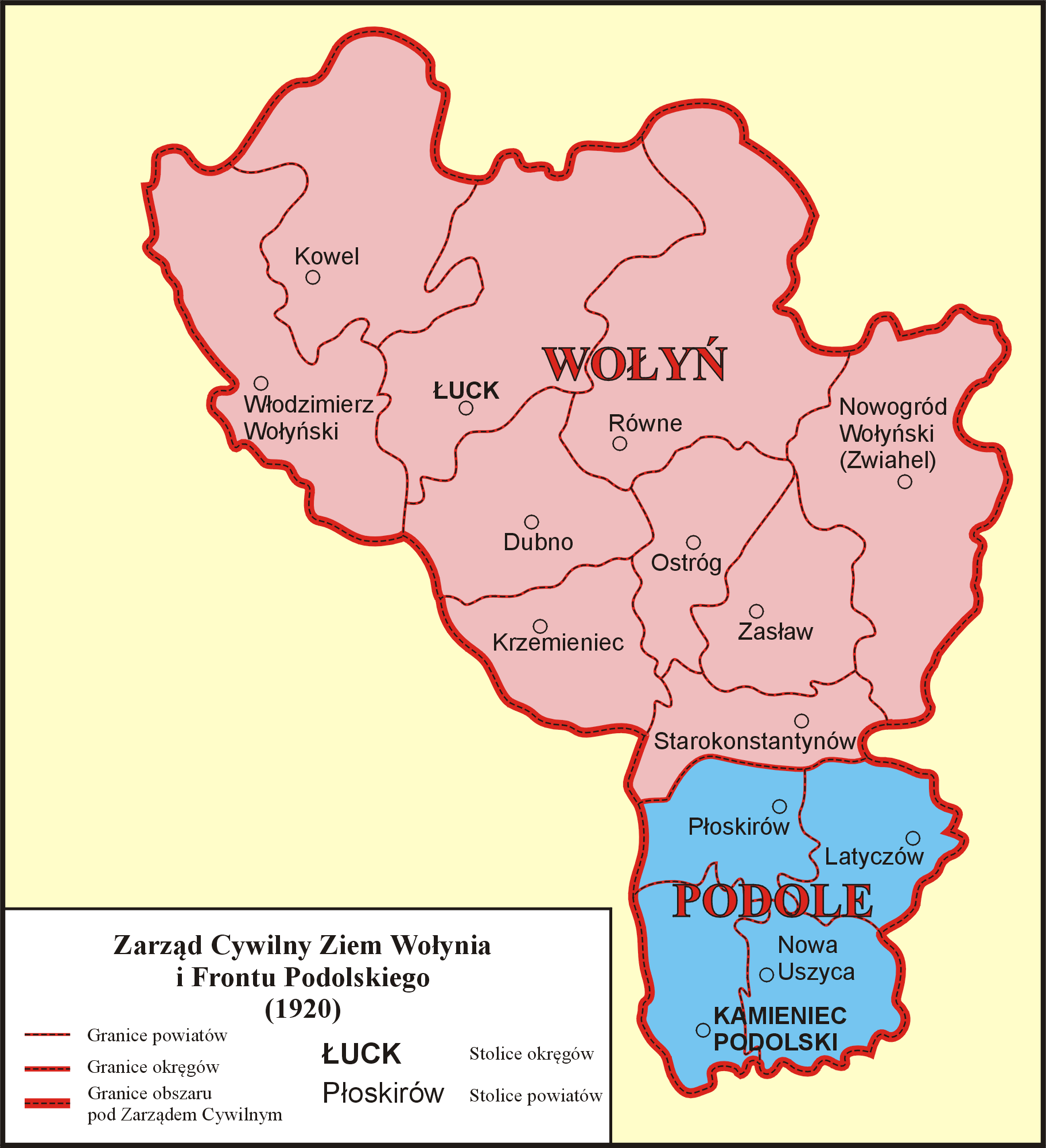

Війська Польщі в серпні витіснили радянські війська з території Кременецького, Острозького, Рівненського і Дубненського повітів. На захоплених територіях Польща утворила Волинське воєводство.
1 вересня УНР і Польща підписали угоду про перемир'я, війна між ними закінчилась. Була встановлена демаркаційна лінія між польськими і українськими військами: р. Збруч — м. Шепетівка — м. Олевськ.
До грудня 1919 року влада УНР контролювала Старокостянтинівський, Заславський та частину Новоград-Волинського і Житомирського повітів. Але через поразку у війні з білими росіянами Денікіна влада УНР фактично втратила волю до боротьби і віддала контрольовані нею території Польщі. З району м. Любар Армія УНР вирушила в Перший зимовий похід.
25 квітня 1920 року війська Польщі для виконання умов Варшавського договору між нею і Симоном Петлюрою перейшли в наступ проти радянських військ. Вже 26 квітня польські війська увійшли в Житомир. За згоди Польщі в Житомирі почала діяти адміністрація УНР. Але швидко радянські війська перейшли в конрнаступ і 12 червня 1920 року зайняли Житомир. До початку серпня Червона армія взагалі зайняла всю попередню територію Волинської губернії. Але пізніше вони зазнали поразки від поляків під Варшавою і знову відступили. У вересні польські війська зайняли більшу частину губернії, відтіснивши червоних росіян на схід від р. Случ. 19 жовтня вступило в силу перемир'я між Польщею і Радянською Росією. У листопаді — грудні 1920 війська Польщі відійшли на лінію нового кордону.

## 1920—1925 роки
1921 року західна частина губернії відійшла до Польщі. Постановою ВУЦВК від 12 жовтня 1921 року у східній частині Волинської губернії, яка залишилася у складі УСРР, було затверджено новий адміністративний поділ у складі таких повітів:
- Житомирський
- Заславський (Шепетовський)
- Коростенський
- Новоград-Волинський
- Овруцький
- Полонський
- Старо-Костянтинівський

У 1925 році у зв'язку з переходом на триступеневу систему управління (центр — округи — райони) Волинську губернію було ліквідовано, на її території залишилися Житомирська, Шепетівська і Коростенська округи.

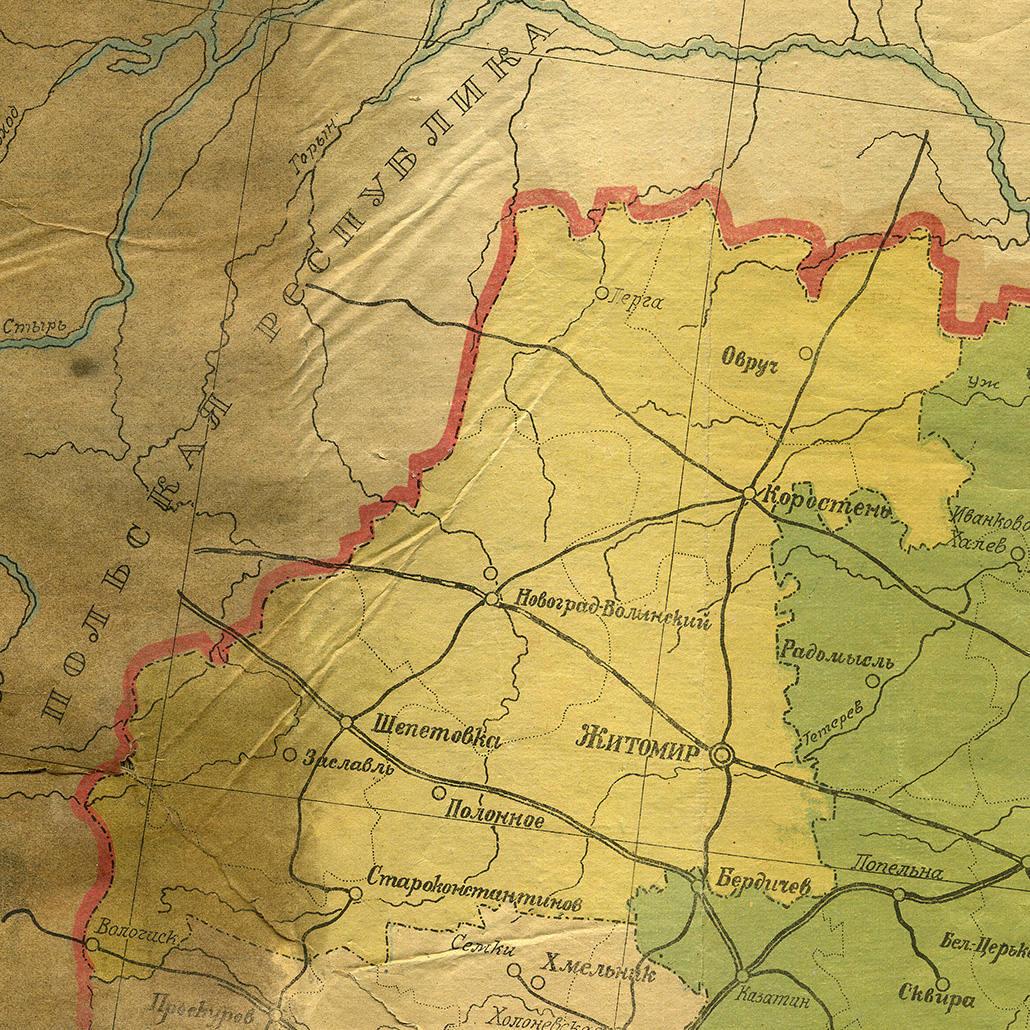
Карта Волинської губернії, 1921
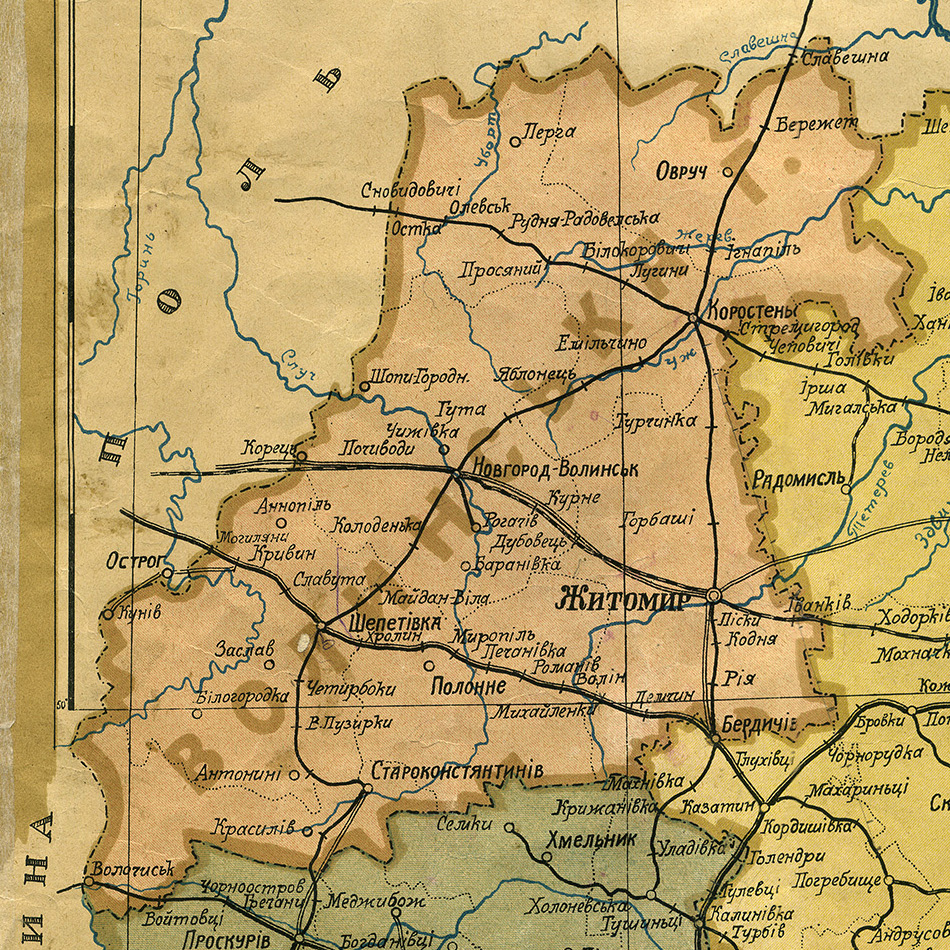
Карта Волинської губернії, 1922
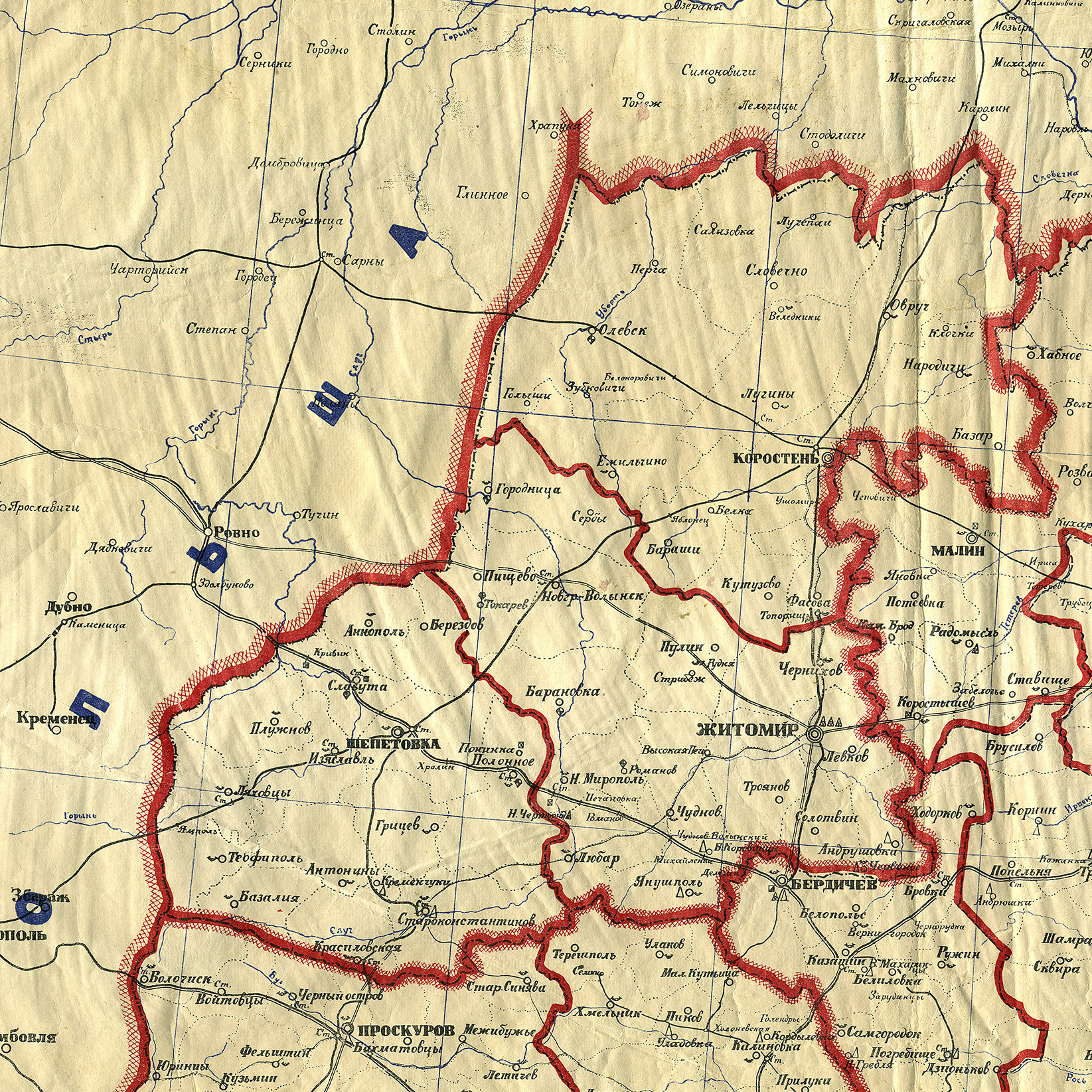
Карта Волинської губернії, 1923
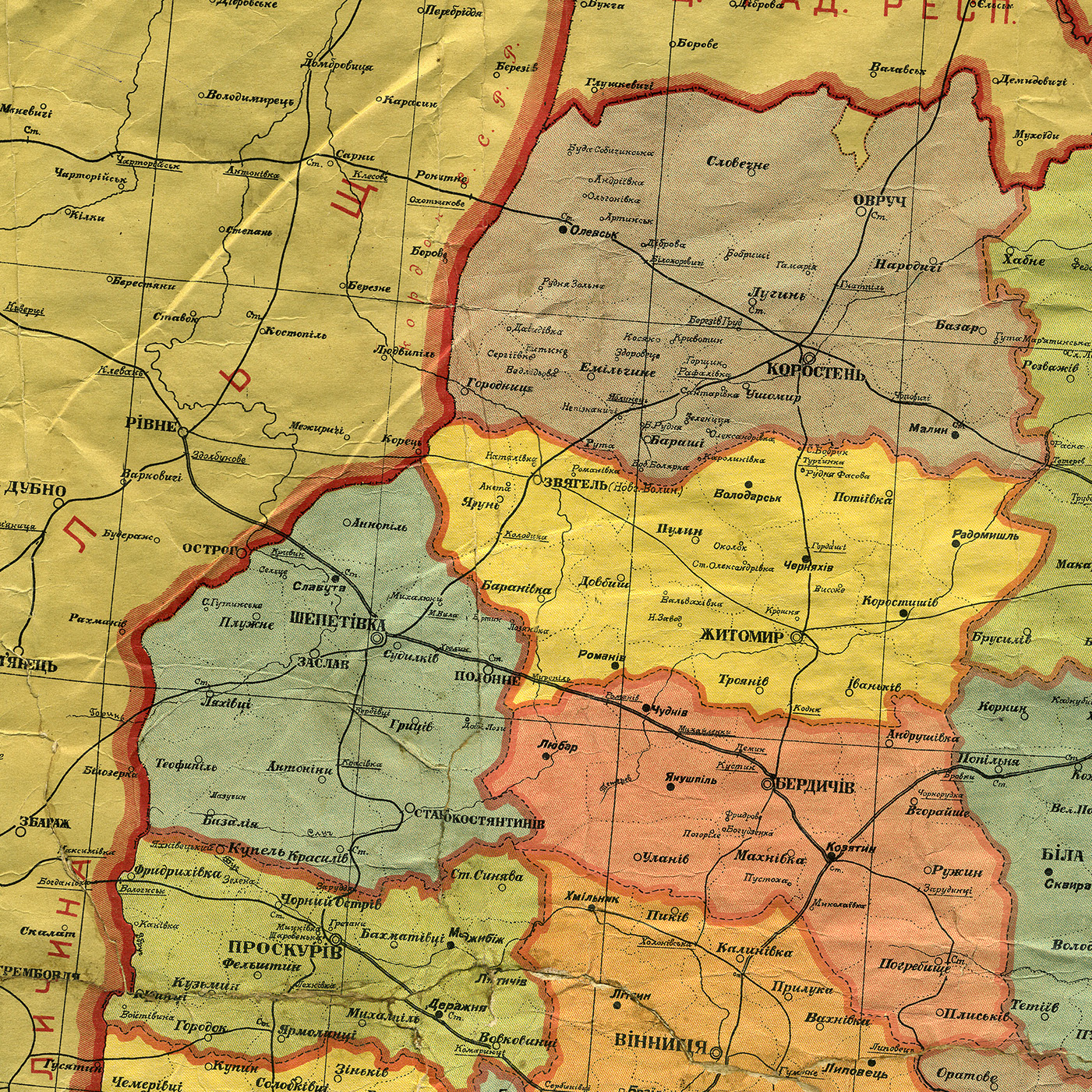
Карта території колишньої Волинської губернії, адміністративні межі станом на 1 жовтня 1925
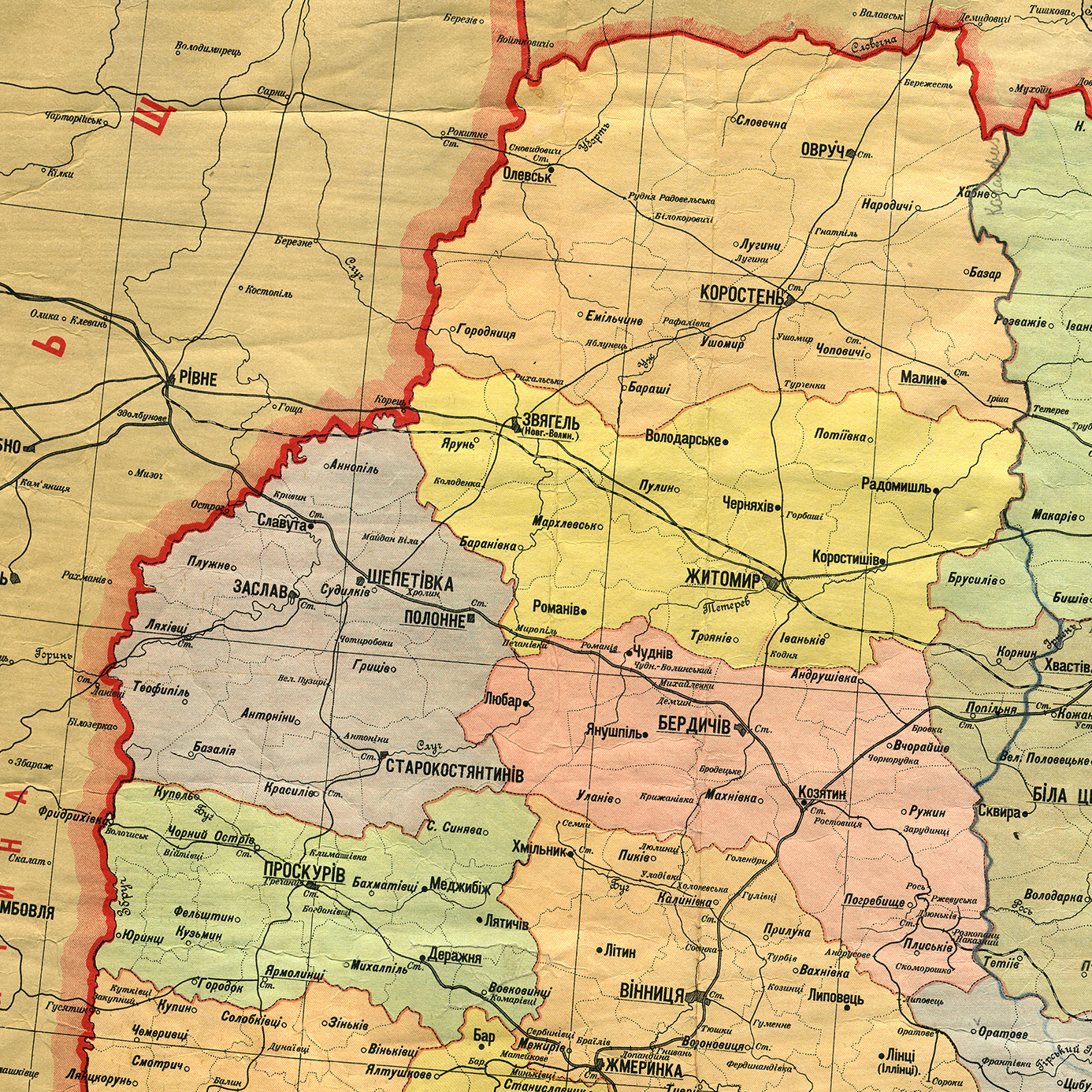
Карта території колишньої Волинської губернії, адміністративні межі станом на 1 березня 1927

## Населення

### Загальна характеристика
| Рік  | Населення, тис. осіб | Середньорічний приріст, % |
| ---- | -------------------- | ------------------------- |
| 1811 | 1212,8               |                           |
| 1838 | 1314,1               | 0,30                      |
| 1851 | 1469,4               | 0,86                      |
| 1863 | 1602,7               | 0,73                      |
| 1867 | 1643,3               | 0,63                      |
| 1885 | 2196,0               | 1,62                      |
| 1897 | 2989,5               | 2,60                      |
| 1904 | 3316,0               | 1,49                      |
| 1911 | 3758,5               | 1,81                      |

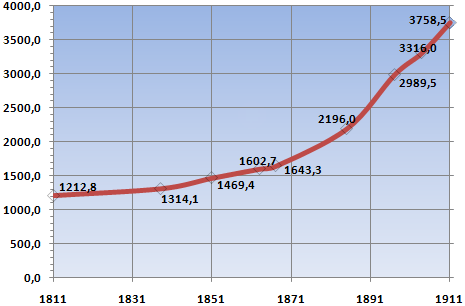
Динаміка населення Волинської губернії, 1811—1911 роки

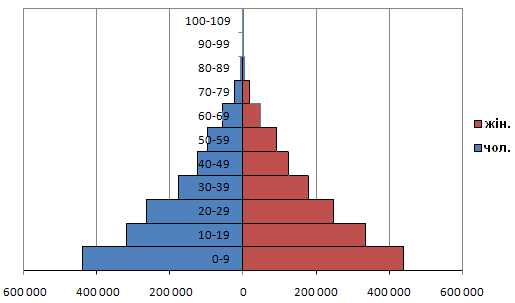
Статево-вікова структура населення Волинської губернії в 1897 році

Для Волинської губернії, як і для більшості інших губерній імперії, була характерна молода вікова структура населення. За переписом 1897 року майже 30 % всього населення (879 тис. осіб) були у віці до 9 років, тоді як населення віком старше 60 років налічувалося лише 157 тис. осіб (5,2 %). Медіанний вік населення Волинської губернії становив близько 18 років (половина населення була молодше 18 років, половина населення — старше). 51,3 % населення губернії (1534 тис. осіб) були молодше 19 років.

### Рух населення

#### Народжуваність
Середній показник народжуваності в 1861—1913 роках становив у Волинській губернії 47,2 народжень на 1000 осіб. За коефіцієнтом народжуваності Волинь посідала 24 місце з 50 губерній європейської Росії.
| 1861–1865 | 1866–1870 | 1871–1875 | 1876–1889 | 1881–1885 | 1886–1890 | 1891–1895 | 1896–1900 | 1901–1905 | 1906–1910 | 1911–1913 |
| --------- | --------- | --------- | --------- | --------- | --------- | --------- | --------- | --------- | --------- | --------- |
| 46,9      | 48,0      | 50,0      | 48,6      | 49,1      | 51,5      | 50,8      | 48,0      | 45,2      | 42,0      | 39,5      |

У 1911 році на території Волинської губернії народилося 151 409 дітей (40,3 на 1000 осіб), зокрема в містах 9336 дітей (28,0 на 1000 осіб), у селах та містечках — 142 073 дітей (41,5 на 1000 осіб). У загальній кількості народжених на міста припадало 6,2 % народжень, на повітове населення — 93,8 %. Законнонародженими (народженими в церковному шлюбі) у 1911 році були 147 684 дітей (97,5 %), незаконнонародженими (позашлюбними) — 3725 дітей (2,5 %). Позашлюбні народження були більше характерні для міського населення — у 1911 році там було зафіксовано 549 незаконнонароджених дітей, що становило 5,9 % загальної кількості народжень, тоді як у селах та містечках — 3176 (2,2 %). У 1910 році на кожен укладений шлюб у губернії припадало в середньому 4,7 народжених дітей (середнє по губерніях європейської Росії — 5,3).

#### Смертність
Середній показник смертності в 1861—1913 роках становив 29,6 померлих на 1000 жителів, що на 13 % менше ніж в середньому по європейській частині Російської імперії (34,0 на 1000 жителів). За коефіцієнтом смертності Волинська губернія посідала 14 місце з 50 губерній центральної Росії.
| 1861—1865 | 1866–1870 | 1871–1875 | 1876–1889 | 1881–1885 | 1886–1890 | 1891–1895 | 1896–1900 | 1901–1905 | 1906–1910 | 1911–1913 |
| --------- | --------- | --------- | --------- | --------- | --------- | --------- | --------- | --------- | --------- | --------- |
| 31,8      | 31,6      | 37,0      | 30,7      | 33,5      | 32,4      | 31,1      | 26,5      | 26,2      | 24,0      | 21,0      |

У 1911 році в губернії було зафіксовано 82 629 смертей, що становило 22,0 випадків на 1000 жителів. Смертність була дещо вищою серед сільського населення, серед якого було зареєстровано 77 001 випадків (22,5 на 1000 осіб), і нижчою — серед жителів міст, 5628 випадків (16,9 на 1000 осіб).
Близько третини випадків смертей припадали на дітей до 5 років, особливо високою була смертність у віці до 1 року. Проте порівняно з середніми показниками по імперії, стан справ з дитячою смертністю на Волині був задовільний — у 1906—1910 роках з 1000 народжених у віці до 1 року померли 175 дітей (в середньому по європейських губерніях — 253).За показником смертності дітей у віці до 1 року Волинська губернія була серед найкращих і посідала 10 місце з 50 губерній (1 місце — Естляндська губернія 138 померлих дітей у віці до 1 року на 1000 народжених, останнє, 50 місце — Нижньогородська губернія — 340 померлих на 1000 народжених)
|                                     | 1867–1881 | 1886–1897 | 1908–1910 |
| ----------------------------------- | --------- | --------- | --------- |
| Волинська губернія                  | 169       | 187       | 175       |
| 50 губерній європейської частини РІ | 271       | 274       | 253       |

|                                     | 1867–1881 | 1886–1897 | 1908–1910 |
| ----------------------------------- | --------- | --------- | --------- |
| Волинська губернія                  | 350       | 355       | 302       |
| 50 губерній європейської частини РІ | 423       | 432       | 389       |

#### Природний рух
Внаслідок перевищення народжуваності над смертністю, населення Волинської області збільшилося в 1911 році на 68 780 осіб (18,3 особи на кожну 1000 мешканців). Внаслідок порівняно низької народжуваності, природний приріст серед міського населення поступався приросту сільського населення. Так, у містах народжуваність перевищила смертність всього на 3708 осіб (11,1 на 1000 мешканців), тоді як у селах — на 65 972 особи (19,3 на 1000 мешканців). У загальній структурі природного приросту 5,4 % припадало на і 94,6 % на сільське та містечкове.

### Етномовний склад

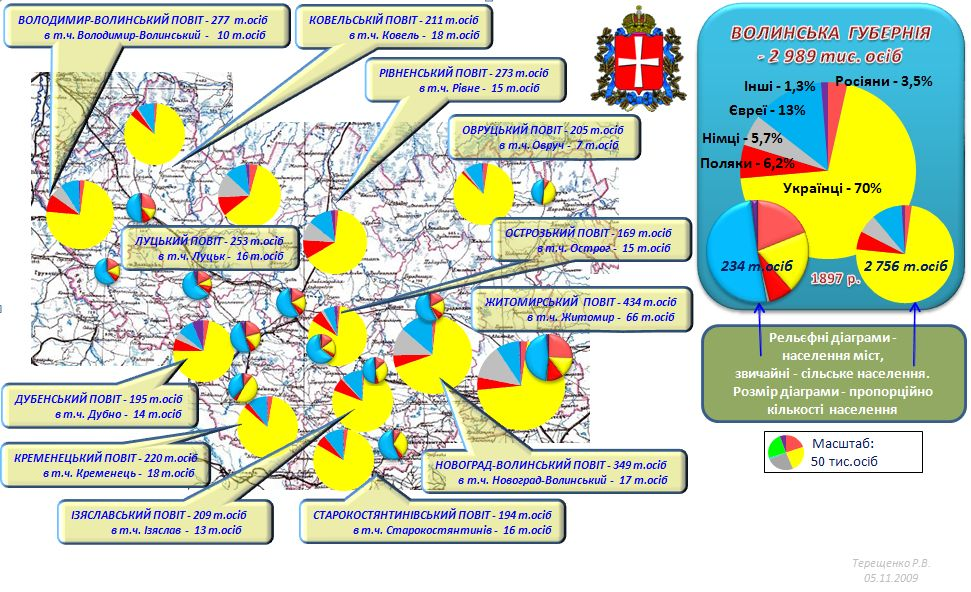
Мовний склад населення повітів Волинської губернії згідно з переписом 1897 року

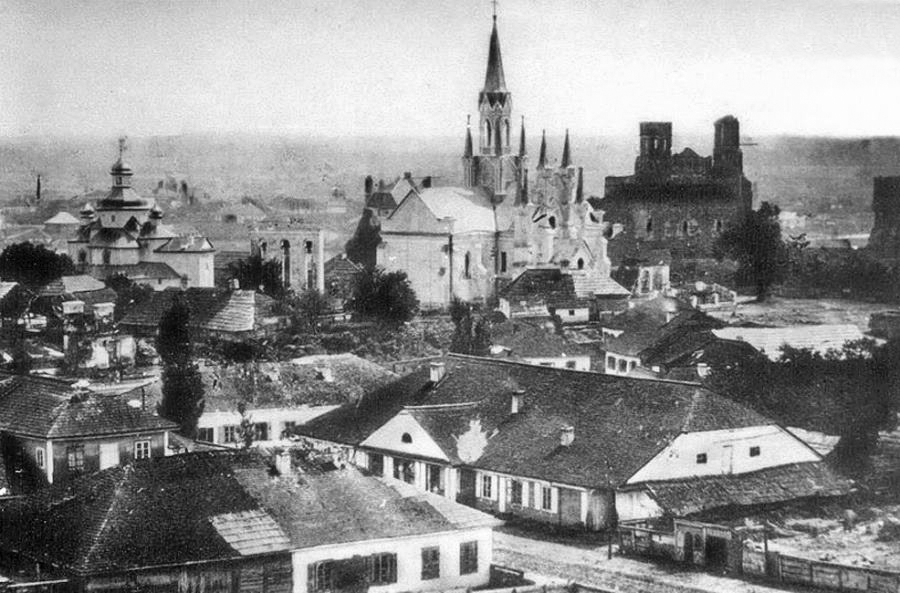
Острог, 2-га половина XIX століття

Мовний та національний склад населення Волинської губернії станом на 1897 та 1911 роки
| Мовний склад, 1897 рік | Мовний склад, 1897 рік | Мовний склад, 1897 рік | Мовний склад, 1897 рік | Мовний склад, 1897 рік |
| ---------------------- | ---------------------- | ---------------------- | ---------------------- | ---------------------- |
| Мова                   |                        |                        |                        | %                      |
| українська             | українська             |                        | 70,10                  | 70,10                  |
| їдиш                   | їдиш                   |                        | 13,21                  | 13,21                  |
| польська               | польська               |                        | 6,15                   | 6,15                   |
| німецька               | німецька               |                        | 5,73                   | 5,73                   |
| російська              | російська              |                        | 3,51                   | 3,51                   |
| чеська                 | чеська                 |                        | 0,93                   | 0,93                   |
| татарська              | татарська              |                        | 0,13                   | 0,13                   |
| білоруська             | білоруська             |                        | 0,13                   | 0,13                   |
| інша                   | інша                   |                        | 0,12                   | 0,12                   |

| Національний склад, 1911 рік | Національний склад, 1911 рік | Національний склад, 1911 рік | Національний склад, 1911 рік | Національний склад, 1911 рік |
| ---------------------------- | ---------------------------- | ---------------------------- | ---------------------------- | ---------------------------- |
| Національність               |                              |                              |                              | %                            |
| українці                     | українці                     |                              | 69,98                        | 69,98                        |
| євреї                        | євреї                        |                              | 14,08                        | 14,08                        |
| поляки                       | поляки                       |                              | 8,81                         | 8,81                         |
| німці                        | німці                        |                              | 5,35                         | 5,35                         |
| росіяни                      | росіяни                      |                              | 1,01                         | 1,01                         |
| чехи                         | чехи                         |                              | 0,65                         | 0,65                         |
| інша                         | інша                         |                              | 0,12                         | 0,12                         |

| Повіт                       | населення | українська | українська | єврейська | єврейська | польська | польська | німецька | німецька | російська | російська | чеська | чеська | татарська | татарська | білоруська | білоруська |
| --------------------------- | --------- | ---------- | ---------- | --------- | --------- | -------- | -------- | -------- | -------- | --------- | --------- | ------ | ------ | --------- | --------- | ---------- | ---------- |
| Володимир-Волинський повіт  | 277 265   | 199 871    | 72,1 %     | 28 903    | 10,4 %    | 23 225   | 8,4 %    | 15 739   | 5,7 %    | 7653      | 2,8 %     | 1643   | 0,6 %  | 70        |           | 13         |            |
| Дубенський повіт            | 195 058   | 133 086    | 68,2 %     | 22 432    | 11,5 %    | 12 748   | 6,5 %    | 6 942    | 3,6 %    | 8 285     | 4,2 %     | 10 328 | 5,3 %  | 615       | 0,3 %     | 446        | 0,2 %      |
| Житомирський повіт          | 433 859   | 270 729    | 62,4 %     | 61 963    | 14,3 %    | 24 678   | 5,7 %    | 46 922   | 10,8 %   | 25 583    | 5,9 %     | 2621   | 0,6 %  | 278       | 0,1 %     | 137        |            |
| Заславський повіт           | 208 742   | 160 450    | 76,9 %     | 27 713    | 13,3 %    | 14 608   | 7,0 %    | 1 726    | 0,8 %    | 3 661     | 1,8 %     | 335    | 0,2 %  | 89        |           | 27         |            |
| Ковельський повіт           | 211 493   | 166 032    | 78,5 %     | 25 224    | 11,9 %    | 9700     | 4,6 %    | 1920     | 0,9 %    | 7451      | 3,5 %     | 85     |        | 168       | 0,1 %     | 597        | 0,3 %      |
| Кременецький повіт          | 219 934   | 177 472    | 80,7 %     | 26 887    | 12,2 %    | 6 630    | 3,0 %    | 209      | 0,1 %    | 7 444     | 3,4 %     | 256    | 0,1 %  | 628       | 0,3 %     | 20         |            |
| Луцький повіт               | 252 550   | 143 891    | 57,0 %     | 35 712    | 14,1 %    | 24 504   | 9,7 %    | 30 255   | 12,0 %   | 12 865    | 5,1 %     | 3 818  | 1,5 %  | 969       | 0,4 %     | 292        | 0,1 %      |
| Новоград-Волинський повіт   | 348 950   | 228 537    | 65,5 %     | 54 549    | 15,6 %    | 18 231   | 5,2 %    | 38 201   | 10,9 %   | 8409      | 2,4 %     | 488    | 0,1 %  | 51        |           | 138        |            |
| Овруцький повіт             | 205 390   | 171 269    | 83,4 %     | 21 851    | 10,6 %    | 2757     | 1,3 %    | 2381     | 1,2 %    | 5 336     | 2,6 %     | 651    | 0,3 %  | 11        |           | 1 060      | 0,5 %      |
| Острозький повіт            | 169 351   | 129 923    | 76,7 %     | 18 283    | 10,8 %    | 11 198   | 6,6 %    | 2522     | 1,5 %    | 4158      | 2,5 %     | 2696   | 1,6 %  | 207       | 0,1 %     | 161        | 0,1 %      |
| Рівненський повіт           | 273 001   | 165 145    | 60,5 %     | 43 554    | 16,0 %    | 25 126   | 9,2 %    | 24 407   | 8,9 %    | 8612      | 3,2 %     | 4703   | 1,7 %  | 355       | 0,1 %     | 810        | 0,3 %      |
| Старокостянтинівський повіт | 193 889   | 149 174    | 76,9 %     | 27 703    | 14,3 %    | 10 756   | 5,5 %    | 107      | 0,1 %    | 5432      | 2,8 %     | 46     |        | 376       | 0,2 %     | 93         |            |
| Волинська губернія          | 2 989 482 | 2 095 579  | 70,1 %     | 394 774   | 13,2 %    | 184 161  | 6,2 %    | 171 331  | 5,7 %    | 104 889   | 3,5 %     | 27 670 | 0,9 %  | 3817      | 0,1 %     | 3794       | 0,1 %      |

#### Українці

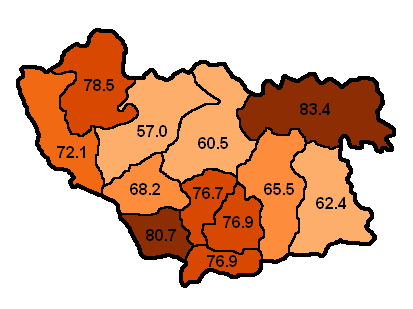
Частка українськомовного населення у повітах Волинської губернії за даними перепису 1897 року

За переписом 1897 року у Волинській губернії налічувалося 2 095 579 україномовного населення, що становило 70,1 % населення губернії. Найвища питома вага українців була зафіксована у Овруцькому повіті (83,4 %), найнижча — у Луцькому (57,0 %). У містах проживало лише 46 060 україномовних (2,2 % загальної чисельності), тоді як у селах та містечках — 2 049 477 (97,8 %). Україномовні в 1897 році становили в губернії 19,7 % населення міст та 74,4 % населення сіл та містечок. Серед міст найвища частка україномовних була зафіксована в Кременці (47,0 %) та Овручі (42,2 %), найнижча — у Луцьку (9,4 %) та Ковелі (11,8 %).
За релігійним складом серед українців Волині переважали православні (94,8 %), втім частка римо-католиків (5,1 %) була найвищою серед усіх південно-західних губерній. Особливо високою (понад 10 %) була частка католиків серед україномовного населення Житомирського та Новоград-Волинського повітів.
| Повіт                       | україномовні православні | україномовні православні | україномовні римокатолики | україномовні римокатолики |
| --------------------------- | ------------------------ | ------------------------ | ------------------------- | ------------------------- |
| Житомирський повіт          | 242 444                  | 89,6 %                   | 28 169                    | 10,4 %                    |
| Новоград-Волинський повіт   | 204 644                  | 89,6 %                   | 23 736                    | 10,4 %                    |
| Старокостянтинівський повіт | 138 017                  | 92,5 %                   | 11 124                    | 7,5 %                     |

За даними на 1911 рік, у губернії налічувалося 2 630 140 українців, що становило 70,0 % населення. У містах проживало 111 015 українців (4,2 %), у селах та містечках 2 519 125 (95,8 %). Серед міського населення на українців припадало 33,3 % населення, серед сільського та містечкового — 73,6 %.
Згідно з даними перепису 1897 року серед україномовного населення губернії 92,5 % належали до стану селян, 6,2 % до стану міщан. По 0,4 % україномовного населення Волині належали до спадкових дворян та духовенства, 0,2 % — до іноземців. Частка почесних громадян, купців та чиновників не перевищувала 0,1 %. Таким чином, україномовні в 1897 році становили 86,5 % селянства Волинської губернії, 51,0 % християнського духовенства, 44,5 % почесних громадян, 26,4 % спадкових дворян, 20,3 % міщан, 13,7 % особистих дворян та чиновників, 11,1 % іноземних підданих, 4,0 % військових козаків та лише 1,4 % купців.
Самодіяльного україномовного населення в 1897 році налічувалося 432 547 осіб (20,6 % загальної чисельності україномовних), що становило 61,5 % самодіяльного населення губернії. Сільське господарство було домінуючою сферою зайнятості, тут були зайняті 80,3 % самодіяльного україномовного населення (разом з незайнятими членами сімей — близько 89 %). Прислугою та поденниками були 6,9 %, у ремеслах та виробництвах були зайняті 4,5 %, у збройних силах 3,6 %, у торгівлі 0,2 %.

#### Євреї

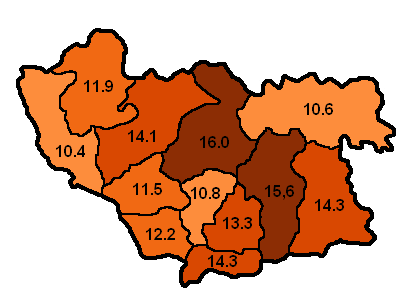
Частка єврейськомовного населення у повітах Волинської губернії за даними перепису 1897 року

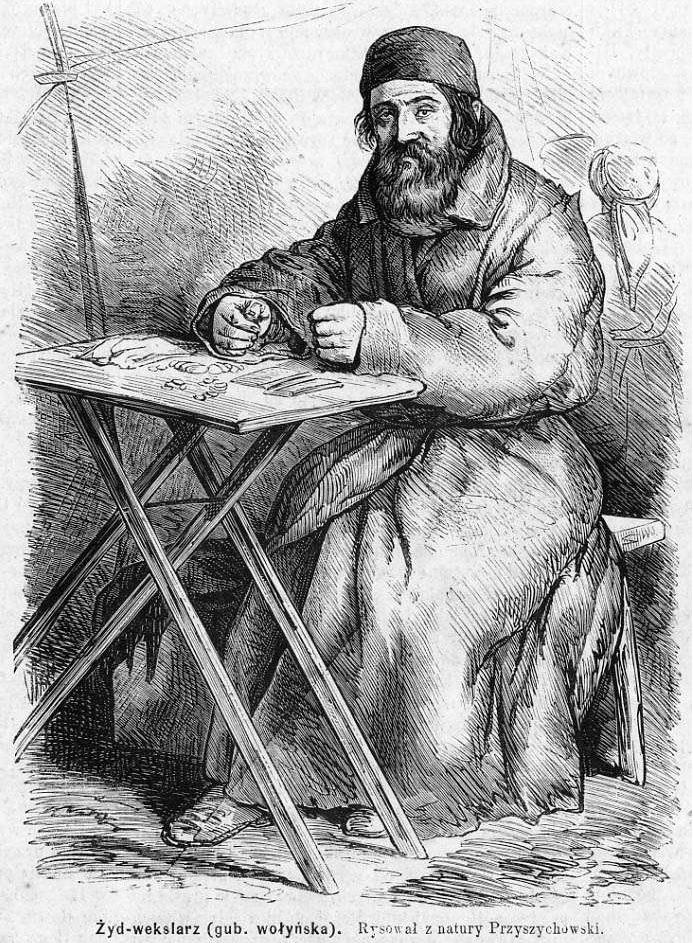
Єврей — міняйло (wekslarz, особа що займалася обміном грошей на ярмарках) з Волинської губернії

Перші відомості про євреїв на Волині датуються кінцем XIII століття. Найдавніша згадка про них у Володимирі-Волинському сягає 1288 року, 1410 року вони вперше згадуються у Луцьку, 1438 року — у Кременці. В Острозі євреї з'явилися наприкінці XIV століття, про що свідчить одна з найбільш ранніх епітафій, яка датується 1444 роком. Відомості про євреїв у Дубному сягають 1532 року, у Ковелі —до 1547 року. За ревізією 1765 року. на Волині мешкало 17 846 євреїв. Зокрема Волинський кагал налічував 1733 осіб, Дубенський — 2492, Заславський — 3891, Кременецький — 1829, Ковельський — 1516, Луцький — 1012, Люблінський — 1226, Острозький — 1777, Новоград-Волинський — 577, Овруцький — 607, Рівненський — 1186.
З 1796 року Волинська губернія увійшла до складу утвореної «смуги осілості», обмеженої території, де дозволялося селитися євреям. Високий приріст єврейського населення, пов'язаний з низькою смертністю та відсутністю значних міграцій за межі смуги осілості, призводили до швидкого зростання їх чисельності та збільшення впливу на життя губернії. На початку 1870-х років у Волинській губернії проживало 211,1 тис. євреїв, що становило 12,4 % всього населення. У містах губернії проживало 69,2 тис. євреїв (32,8 % загальної чисельності), у містечках 105,2 тис. (49,8 %), у селах 36,7 тис. (17,4 %). У 10 з 12 міст губернії вони становили абсолютну більшість населення, і лише в Житомирі та Кременці — відносну. У 1882 році були введені «Тимчасові правила», згідно з якими євреї не мали права селитися в сільській місцевості, що лише посилило їх концентрацію в найбільших містах.
Основними сферами зайнятості євреїв були торгівля, ремесло, оренда маєтків та промислових підприємств. Так, у 1871 році євреї орендували у Волинській губернії 256 маєтків загальною площею 134,2 тис. десятин (147 тис. га або 1/6 загальної площі). У промисловості євреї домінували в таких важливих галузях господарства губернії, як винокуріння, де вони орендували (або мали у володінні) близько 90 % винокурень, близько 80 % пивоварних та медоварних заводів. В оренді в євреїв знаходилося близько 90 % млинів губернії і майже вся торгівля зерном. Євреям також належали близько чверті цукрових заводів краю, основної галузі спеціалізації Волині.
| Місто                | частка юдеїв у населенні, 1871 | кількість юдеїв, 1897 | частка юдеїв у населенні, 1897 | кількість юдеїв, 1911 | частка юдеїв у населенні, 1911 |
| -------------------- | ------------------------------ | --------------------- | ------------------------------ | --------------------- | ------------------------------ |
| Житомир              | ~35 %                          | 30 572                | 46,4 %                         | 37 139                | 42,4 %                         |
| Рівне                | ~55 %                          | 13 704                | 55,8 %                         | 19 142                | 56,8 %                         |
| Кременець            | ~35 %                          | 6 476                 | 36,6 %                         | 8 617                 | 39,4 %                         |
| Ковель               | ~45 %                          | 8 502                 | 48,0 %                         | 12 365                | 42,8 %                         |
| Новоград-Волинський  | ~45 %                          | 9 363                 | 55,4 %                         | 11 063                | 52,3 %                         |
| Старокостянтинів     | ~65 %                          | 9 164                 | 56,0 %                         | 11 782                | 57,9 %                         |
| Луцьк                | ~65 %                          | 9 396                 | 59,5 %                         | 23 918                | 85,0 %                         |
| Острог               | > 80 %                         | 9 185                 | 62,3 %                         | 10 419                | 59,3 %                         |
| Дубно                | ~75 %                          | 7 096                 | 49,8 %                         | 10 642                | 46,8 %                         |
| Заслав               | ~75 %                          | 5 991                 | 47,5 %                         | 6 268                 | 43,0 %                         |
| Володимир-Волинський | ~55 %                          | 5 837                 | 59,1 %                         | 7 060                 | 44,9 %                         |
| Овруч                | ~55 %                          | 3 441                 | 46,5 %                         | 3 035                 | 28,0 %                         |

Серед єврейського населення виділялися євреї-землероби, що проживали в колоніях Рівненського, Дубенського та Луцького повітів. Ці колонії виникли в 1-й половині XIX століття, як спроба залучити єврейське населення до землеробської праці та надалі стимулювати їхнє переселення на малозаселені землі півдня. Станом на 1871 рік на Волині їх налічувалося 3274 осіб у 10 поселеннях. Але цей проєкт не мав великого успіху, до кінця XIX століття їх кількість зменшилась до 1595 осіб. У 1897 році євреї-землероби становили менше 0,5 % загальної кількості єврейського населення губернії і мали у володінні лише 3853 десятин землі.
|                 | повіт       | населення |
| --------------- | ----------- | --------- |
| сл. Мочулки     | Рівненський | 341       |
| сл. Антонівка   | Рівненський | 323       |
| с. Мале Сідлище | Рівненський | 358       |
| кол. Осова      | Рівненський | 515       |
| кол. Озеряни    | Дубенський  | 480       |
| кол. Софіївка   | Луцький     | 422       |
| кол. Гнатівка   | Луцький     | 245       |
| кол. Руденська  | Луцький     | 36        |
| кол. Жолудськ   | Луцький     | 210       |
| кол. Олізарка   | Луцький     | 344       |

За переписом 1897 року на Волині проживало 394 774 єврейськомовних, що становило 13,2 % населення губернії. У містах їх налічувалося 118 727 (30,1 % загальної чисельності), у містечках та селах 276 047 (69,9 %). Єврейськомовними були 50,8 % населення міст та 10,0 % населення містечок та сіл. У всіх містах губернії, за винятком Кременця, єврейськомовні становили більшість населення, зокрема у 6 містах (Острог, Луцьк, Володимир-Волинський, Старокостянтинів, Рівне, Новоград-Волинський) — абсолютну (55–62 %), у 5 містах (Дубно, Житомир, Заслав, Ковель, Овруч) — відносну (46–49 %).
Більшість самодіяльного єврейськомовного населення були зайняті у ремеслах та виробництвах (34,9 %) та торгівлі (31,2 %), тоді як частка зайнятих у сільському господарстві була найнижчою (1,9 % проти середнього по губернії 60 %). У збройних силах служили 2,5 % самодіяльного населення, ще 29,5 % були зайняті в інших сферах (прислуга, освіта, медицина). У 1897 році євреям у губернії належали 59 з 251 мукомольних заводів, 13 із 40 пивоварень, 50 смолокурних заводів, 40 лісопильних, 15 миловарних, 73 шкіряних (із 161), 4 деревообробних, 6 меблевих, 4 фпорцелянових, 2 сірникових фабрики.
За становим поділом у 1897 році серед єврейськомовних абсолютно переважали міщани (97,7 %), частка інших суспільних станів була незначною. Серед купців губернії єврейськомовними були 85,6 %, серед міщан 60,2 %. Єврейськомовні були відносно слабо представлені серед таких суспільних станів, як почесні громадяни (4,9 %), особисті дворяни та чиновникі (1,3 %) і селяни (0,2 %). Майже відсутні єврейськомовні були серед спадкових дворян (0,003 %), яких у Волинській губернії проживало лише 9, зокрема в Житомирському повіті — 8, у Старокостянтинівському — 1.
У 1911 році у Волинській губернії мешкало 529 257 євреїв, з них у містах 162 752 (30,8 % загальної чисельності), у містечках та селах 366 505 (69,2 %). Євреї становили 14,1 % всього населення губернії, зокрема 48,8 % міського та 10,7 % сільського та містечкового. У населення 5 міст губернії (Луцьк, Новоград, Острог, Рівне, Старокостянтинів) вони мали абсолютну більшість, у 3 містах (Житомир, Володимир, Дубно) — відносну, у 4 містах (Заслав, Ковель, Кременець, Овруч) були другими після українців, а в місті Здолбунів — лише четвертими, поступаючись українцям, полякам та чехам.

#### Поляки

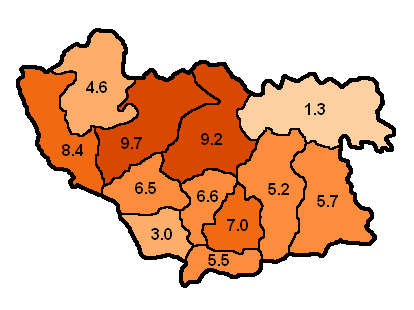
Частка польськомовного населення в повітах Волинської губернії за даними перепису 1897 року

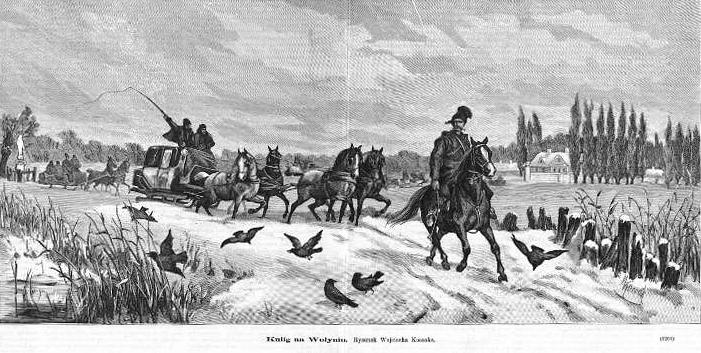
Куліг (традиційна розвага шляхти у Масницю) на Волині, XIX століття

У 1871 році у Волинській губернії проживало 132 091 католиків (7,9 % населення), більшість з яких були поляками (або полонізованими українцями). Серед католиків дворянами були 22 037 осіб (16,7 %), міщанами 34 189 осіб (25,9 %), однодворцями 45 518 (34,4 %), селянами 30 347 (23,0 %). Найвища питома вага католиків у 1871 році була зафіксована у Житомирському та Новоград-Волинському повітах (13,1 % та 11,5 % відповідно), найнижча — у Овруцькому та Ковельському повітах (4,1 % та 2,8 % відповідно). Поляки становили абсолютну більшість серед заможних верств населення губернії. У дореформенні часи у Волинській губернії полякам належали 2887 панських маєтків з 92 % всієї землі та 817 327 кріпаків (94,7 % загальної чисельності). Але після поразки польського повстання 1863—1864 років їхні економічні позиції стали гіршати. Однією з причин були дискримінаційні земельні закони, згідно з якими католики не мали права купляти землі на території західних губерній. Це призвело до того, що частка польського землеводоління у Волинській губернії скоротилася з 92 % у 1861 до 68 % у 1884 році.
За переписом населення 1897 році у Волинській губернії проживало 184 161 польськомовних, що становило 6,2 % населення губернії (3 місце). Польськомовні були досить рівномірно розселені по губернії (за винятком Овруцького повіту, де їх було лише 1,5 %) — у інших повітах питома вага поляків коливалася в межах від 3,0-4,6 %% у Кременецькому та Ковельському повітах до 9,2–9,7 % у Рівненському та Луцькому повітах. У містах проживало 9,7 % польськомовного населення, що дещо вище ніж в середньому по губернії (7,8 %). У Житомирі питома вага польськомовних була найвищою (11,3 % або 7464 осіб, майже 42 % міських поляків губернії).
Польськомовне населення, як і раніше, мало досить високий соціальний статус. За становим поділом серед польськомовних налічувалося 54,7 % селян, 26,5 % міщан, 9,3 % спадкових дворян (найвища частка серед етномовних груп губернії). Вагомою групою серед поляків були іноземці (переважно вихідці з Австро-Угорської Галичини), яких налічувалося 13 тис. (7,1 % польськомовного населення губернії). Польськомовними в 1897 році були 49,5 % спадкового дворянства Волинської губернії та 26,1 % особистого дворянства та чиновництва. Серед спадкового дворянства Володимир-Волинського, Луцького, Заславського та Старокостянтинівського повітів питома вага польськомовних перевищувала 2/3.
Становлячи лише 7,5 % самодіяльного населення губернії, польськомовні становили 31 % усієї кількості зайнятих у приватній юридичній діяльності, 28 % серед тих, хто отримує доходи з капіталів та нерухомості, 22 % зайнятих у обробці металів та винокурінні, 21 % зайнятих у бджолярстві та шовківництві, 20 % зайнятих у лікарняній та санітарній діяльності, 19 % зайнятих у науці, літературі, мистецтві, а також лісництві. Високою (18 %) була і частка польськомовних серед прислуги та поденників (переважно у фільварках), у цій сфері були зайняті 22 % всього самодіяльного польськомовного населення.

#### Німці

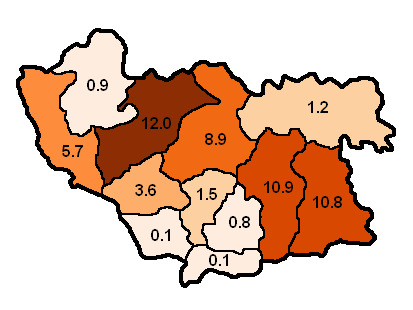
Частка німецькомовного населення у повітах Волинської губернії за даними перепису 1897 року

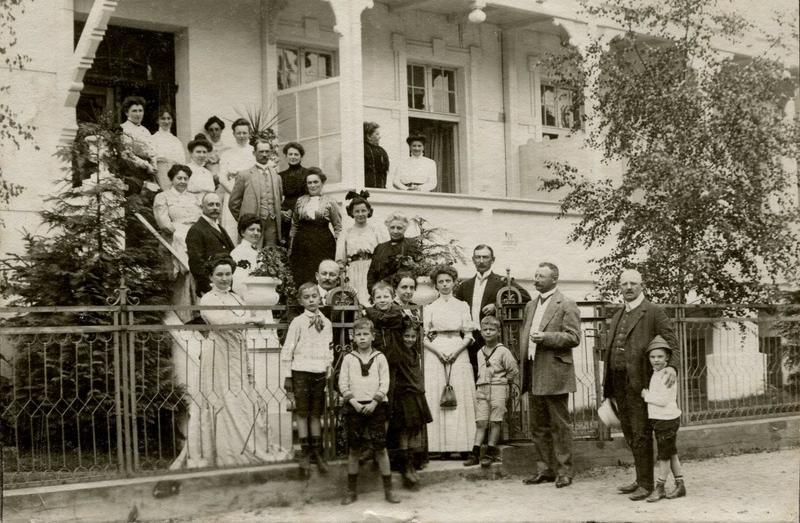
Представники німецької громади Житомира, 1913 рік

Першою німецькою колонією на Волині вважається поселення Голендрах у Володимир-Волинському повіті, засноване в 1797 році. У 1804 німці поселилися в Антонівці коло містечка Кунів, у 1817 році з'явилася колонія Вальдгойм. У Рівненському повіті першою німецькою колонією у 1811 році стала Софіївка. До 1840 року виникло близько 11 колоній, у наступні 20 років — ще 21. Найшвидший розвиток німецьких колоній розпочався з 1861 року. Протягом 1861—1871 років на Волині оселилося близько 5,5 тис. німецьких сімей. Якщо в 1862 році у Волинській губернії проживало 4247 німців, то в 1864 році — 6343, у 1866 році — 11 542, 1868 року — 20 505. Більшість колоністів були вихідцями з Пруссії та Австрії, але були і переселенці з Привіслянського краю.
Станом на 1871 рік німці проживали в 56 поселеннях Луцького повіту, 31 — Рівненського повіту, 28 — Житомирського, 22 — Новоград-Волинського, 9 — Володимир-Волинського, 8 — Дубенського (вихідці з Пруссії — меноніти). Незначне німецьке населення проживало в Заславському повіті (3 поселення). У Острозькому повіті до 1866 року існувало дві колонії Ядвінік та Карлсвальд з протестантським населенням голландського походження. У Овруцькому повіті німці проживали в колонії Горщик.
Німецькі колоністи жило замкнено, майже не контактуючи з місцевим українським населенням. Вони утворили своєрідну «державу в державі» з власним самоуправлінням, школами, храмами. Для вирішенням спірних питань з місцевим населенням залучалися дипломатичні представництва своїх країн походження (Пруссії та дрібних німецьких держав). З понад 20 тис. німців 3/4 не побажали отримувати російське підданство та продовжували проживали як іноземці. Тільки починаючи з 1870-х, після припинення заохочення німецької міграції та згортання пільг для колоністів, вони стали отримувати російське підданство, яке в 1897 році вже мали абсолютна більшість німців Волині.
За переписом 1897 року в губернії було зафіксовано 171 331 осіб з рідною мовою німецькою. Найвища питома вага німецькомовних була характерна для Луцького (30 255 осіб, 12,0 % населення), Новоград-Волинського (38 201 осіб, 10,9 %) та Житомирського (46 922 осіб, 10,8 %) повітів. Проживали вони також у повітах Рівненському (24 407 осіб, 8,9 %), Володимир-Волинському (15 739 осіб, 5,7 %) та Дубенському (6942 осіб, 3,6 %). У Овруцькому та Острозькому повітах німці становило 1,2–1,5 % населення, в інших повітах їх було менше 1 %, найменше (0,1 %) у Старокостянтинівському та Кременецькому. До 1911 року кількість німців збільшилася до 200 938 осіб, проте їх частка зменшилася до 5,35 %.
У релігійному складі серед німців абсолютно переважав протестантизм — за переписом 1897 року протестантами (переважно лютеранами та менонітами) були 98,7 % німецькомовного населення. Римокатоликів серед німців Волині налічувалося 1,5 тис. (0,89 %), православних 0,5 тис. (0,33 %). Більшість німців займалися хліборобством, тваринництвом. До сфер зайнятості Волинської губернії з найвищою питомою вагою німецькомовних у 1897 році належали тваринництво та лісництво (14–16 % зайнятого населення губернії), обробка поживних продуктів тваринного та рослинного походження (10,4 %), обробка волокнистих речовин (9,3 %).
У 1861 році у володінні німецьких колоністів знаходилося всього 0,1 тис. десятин землі в 1868 році — 20 тис. десятин землі, у 1871 — близько 45 тис., у 1884 році — 94 тис. і ще 17 тис. в орендному володінні. Станом на середину 1880-х німцям належало близько 5 % сільськогосподарських земель губернії (полякам 69 %, українцям та росіянам 24 %)

#### Росіяни

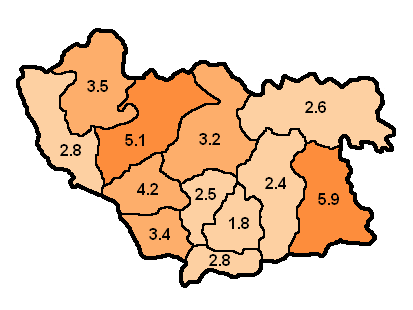
Частка російськомовного населення в повітах Волинської губернії за даними перепису 1897 року

На початку 1870-х російське населення Волинської губ. налічувало до 20 000 душ та було представлене переважно військовими, чиновниками та старообрядцями. Старообрядців-росіян у 1871 році налічувалося 3554 осіб, найбільше їх проживало в селах Заріцька Добриця (403), Чолівка (135), Бродник (159), Малинка (103) Овруцького повіту, селі Янушівка (410) Новоград-Волинського повіту, селах Пилипи (245), Довжики (107) Житомирського повіту та містечку Рафалівка Луцького повіту (249).
За переписом 1897 року у Волинській губернії проживало 104 889 російськомовного населення, або 3,5 % від загальної чисельності. У містах їх мешкало 44 351 осіб (42,3 % загальної чисельності), повітах — 60 538 (57,7 %). Найвища питома вага росіян у населенні була зафіксована в повітах з найбільшою кількістю військових та чиновників — Житомирському (5,9 %), Луцькому (5,1 %) та Дубенському (4,2 %), найнижча — у Заславському (1,8 %) та Новоград-Волинському (2,4 %). Серед міст найвищий відсоток російськомовних було зафіксовано у Ковелі (27,3 %) та Житомирі (25,7 %), найнижчий — у Старокостянтинові (8,6 %) та Овручі (8,8 %).
Чверть російськомовного населення губернії становили військовослужбовці, яких налічувалося 23 354 особи (разом з членами сімей близько 26 тис.), а в містах військовими були близько половини росіян. Серед самодіяльного російського населення на військових припадало 45,4 %, на зайнятих у сільському господарстві 11,0 %, у ремеслах та промисловості 7,3 %, у торгівлі 1,1 %, у інших сферах 35,2 %. Росіяни переважали серед зайнятих у таких стратегічних сферах, як зв'язок (пошта, телефон, телеграф) — 67 % від загальної кількості зайнятих у губернії, адміністрація, суд та поліція — 58 % зайнятих, православне богослужіння — 53 %. Особливо високою була частка росіян у даних видах діяльності сферах у прикордонних повітах губернії, на які стимулювалася міграція з великоруських губерній.

#### Чехи

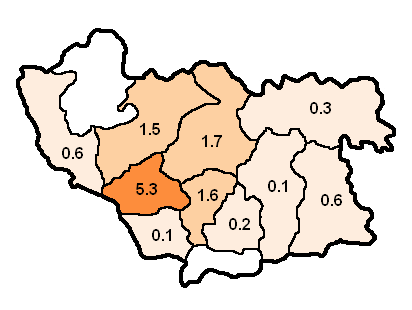
Частка чеськомовного населення в повітах Волинської губернії за даними перепису 1897 року

Перші відомості про чехів на Волині припадають на 1863 рік, коли було утворене поселення Людгардівка Дубенського повіту. Колонізація пришвидшилася з 1868 року, коли переселилися одразу 130 сімей. У 1869 році переселилися ще 449 сімей, у 1870 році — 337. На початку 1870-х років чехи проживали в 15 поселенням губернії і мали у власності 17577 десятин землі. З 1870 року чеські переселенці на Волині почали приймати російське підданство, і отримали право організовувати окремі общини та волості. Російський уряд гарантував їм свободу віросповідання і звільняв на 5 років від будь-яких платежів і податей, а також військової служби. У 1871 році найбільше чехів проживали у Дубенському повіті (2915 осіб у 12 поселенням). Значні громади мешкали також у Рівненському (1983 осіб у 8 поселеннях), Володимир-Волинському (812 у 2 поселеннях) та Луцькому (641 у 5 поселеннях) повітах. Найбільшими чеські громади в 1871 році були в Глинську (803 осіб), Квасилівці (698 осіб) Рівненського повіту та Купичеві (615 осіб) Володимир-Волинського повіту.
За переписом 1897 року на території Волині мешкало 27 670 осіб, для яких рідною була чеська мова, що становило 0,9 % населення губернії та майже 55 % всього чеського населення Російської імперії. Найвищою концентрацією чеськомовного населення відзначався Дубенський повіт, де проживало 10 328 чехів (5,3 % населення). Значні чеські громади були також у повітах Рівненському — 4703 ос. (1,7 %), Луцькому — 3818 ос. (1,5 %) та Острозькому — 2696 ос. (1,6 %).
Близько 97 % чеськомовних Волинської губернії за переписом 1897 року були жителями сіл та містечок. Переважна більшість чехів (87,8 %) належали до сільських станів. До міських станів належали 3,9 %, іноземними підданими (переважно Австро-Угорщини) були 7,8 % чеськомовного населення. Понад 70 % самодіяльних чехів (85 % з врахуванням членів сімей) були зайняті в землеробстві. Волинські чехи були широко представлені в деяких видах виробництва (наприклад, фізичних, оптичних та хірургічних інструментів, екіпажів та дерев'яних суден) та добутку руд, де на них припадало понад 5 % зайнятих губернії. Більшість чеськомовного населення губернії (66,2 %) належали до православ'я та римокатолицизму (28,6 %). Протестантами були 5,2 % чехів.
У 1911 році чехів у губернії налічувалося 24 580 (0,65 % населення губернії). Як і раніше, чехи проживали переважно в колоніях Дубенського (10 054 особи), Луцького (2808 осіб) та Володимир-Волинського (2706 осіб) повітів. У містах найвища питома вага чехів була зафіксована в Здолбунові Рівненського повіту (19,5 %, 2027 осіб), де вони посідали за чисельністю друге місце після українців.

#### Інші
Присутніми на території губернії були і татари, яких за переписом 1897 року налічувалося 3817 осіб. Понад 80 % татар губернії були військовослужбовцями і зосереджувалися переважно в повітових центрах (так, у Луцьку татарськомовні становили 2,6 % населення міста, зокрема серед чоловічого населення — 4,1 %, а серед жіночого тільки 0,5 %. У невеликій кількості мешкали і татари-старожили. У 1884 році їх налічувалося близько 400 осіб, з них близько 300 проживали в селі Ювківці Острозького повіту. За найбільш поширеною версією, вони були нащадками переселених кримських татар, які несли війську службу в одного з магнатів. До початку XX століття вони асимілювалися, майже повністю перейшли на українську мову, але здебільшого залишалися мусульманами.
У селах Ядвінік та Карлсвальд Острозького повіту проживали колоністи голландського походження, що переселилися на Волинь наприкінці XVIII століття. Займалися переважно землеробством, виготовленням сиру, обробкою тканин.

### Релігійний склад

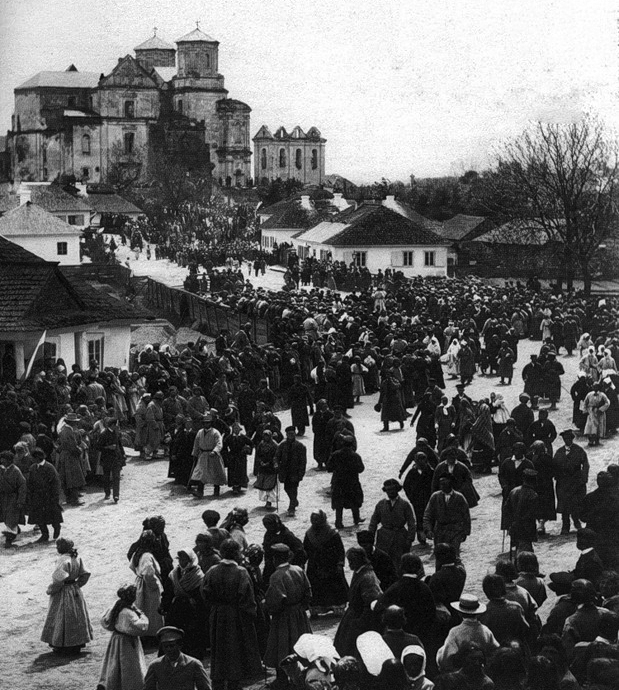
Православна хресна хода до Успенської катедри у Володимирі-Волинському 10 травня 1892 року

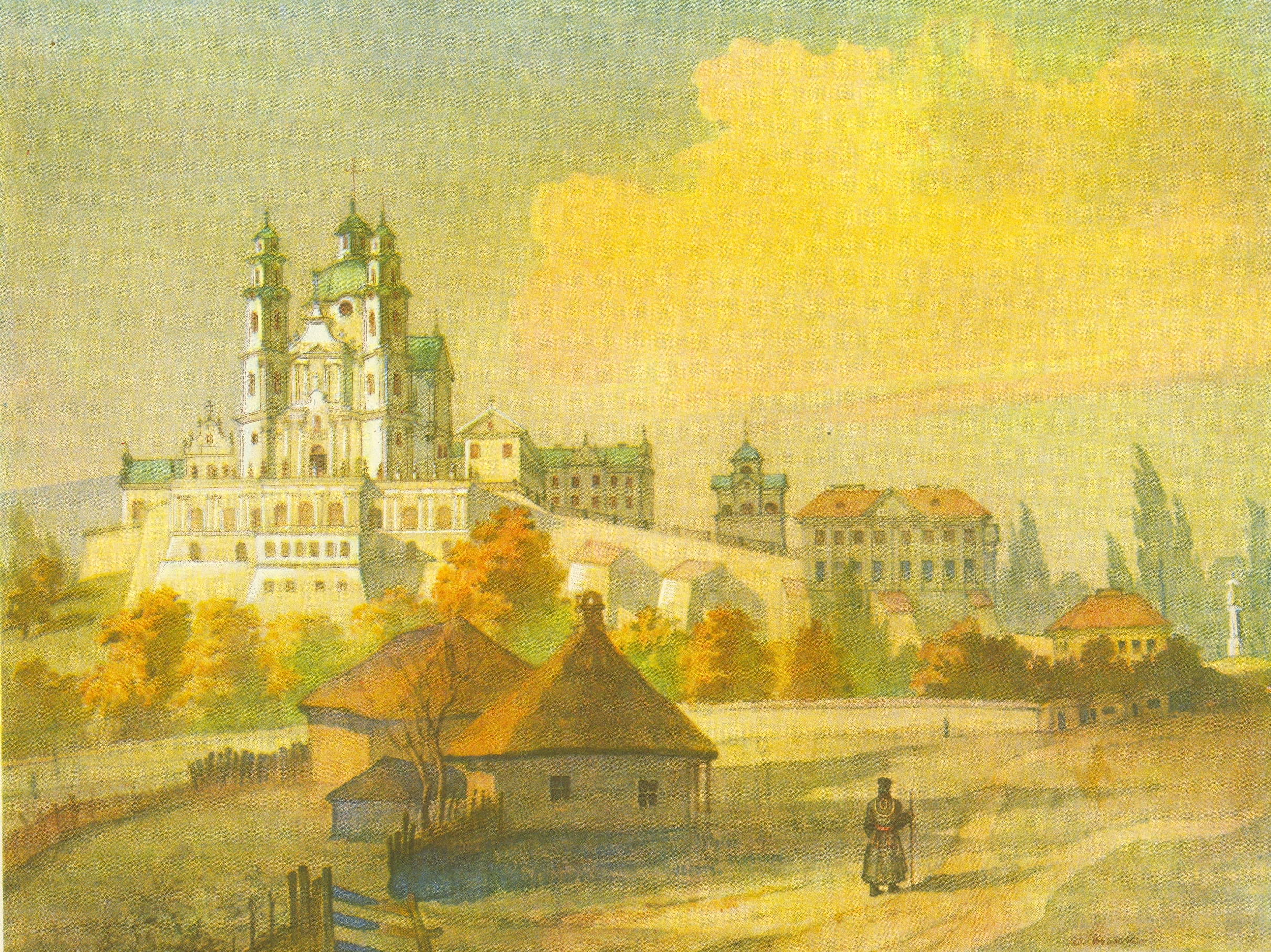
Вид на Почаївську лавру, 1830-ті — 1840-ві роки

Понад 99 % населення Волинської губернії належали до чотирьох віросповідань: православ'я, юдаїзму, римо-католицизму та протестантизму (лютеранського та баптистського напрямків). Існували також невеликі громади старообрядців, мусульман та греко-католиків.
Релігійний склад населення Волинської губернії станом на 1897 та 1912 роки
| Релігійний склад, 1897 рік | Релігійний склад, 1897 рік | Релігійний склад, 1897 рік | Релігійний склад, 1897 рік | Релігійний склад, 1897 рік |
| -------------------------- | -------------------------- | -------------------------- | -------------------------- | -------------------------- |
| Релігія                    |                            |                            |                            | %                          |
| православні                | православні                |                            | 70,46                      | 70,46                      |
| юдеї                       | юдеї                       |                            | 13,24                      | 13,24                      |
| католики                   | католики                   |                            | 9,95                       | 9,95                       |
| протестанти                | протестанти                |                            | 5,87                       | 5,87                       |
| старообрядці               | старообрядці               |                            | 0,28                       | 0,28                       |
| інші                       | інші                       |                            | 0,20                       | 0,20                       |

| Релігійний склад, 1912 рік | Релігійний склад, 1912 рік | Релігійний склад, 1912 рік | Релігійний склад, 1912 рік | Релігійний склад, 1912 рік |
| -------------------------- | -------------------------- | -------------------------- | -------------------------- | -------------------------- |
| Релігія                    |                            |                            |                            | %                          |
| православні                | православні                |                            | 70,73                      | 70,73                      |
| юдеї                       | юдеї                       |                            | 14,37                      | 14,37                      |
| католики                   | католики                   |                            | 9,13                       | 9,13                       |
| протестанти                | протестанти                |                            | 5,37                       | 5,37                       |
| старообрядці               | старообрядці               |                            | 0,32                       | 0,32                       |
| інші                       | інші                       |                            | 0,08                       | 0,08                       |

Серед міського населення найпоширенішою конфесією був юдаїзм, юдеями були 51,0 % жителів міст (без врахування військових — понад 55 %), тоді як православними — 37,1 %, католиками — 9,1 %, мусульманами (майже суто військовослужбовці-татари) — 1,1 %, протестантами та старообрядцями менше ніж по 1 %. Серед сільського населення переважали православні (73,3 %), багато було також католиків, юдеїв (по 10,0 %), протестантів, лютеран (5,9 %) та баптистів (0,4 %).
|                             | населення | православні | православні | юдеї    | юдеї   | католики | католики | протестанти | протестанти | старообрядці | старообрядці | інші | інші  |
| --------------------------- | --------- | ----------- | ----------- | ------- | ------ | -------- | -------- | ----------- | ----------- | ------------ | ------------ | ---- | ----- |
| Житомирський повіт          | 433 859   | 265 649     | 61,2 %      | 62 203  | 14,3 % | 53 062   | 12,2 %   | 47 837      | 11,0 %      | 4091         | 0,9 %        | 1017 | 0,2 % |
| Володимир-Волинський повіт  | 277 265   | 199 560     | 72,0 %      | 28 936  | 10,4 % | 31 679   | 11,4 %   | 16 837      | 6,1 %       | 88           |              | 165  | 0,1 % |
| Дубенський повіт            | 195 058   | 148 103     | 75,9 %      | 22 485  | 11,5 % | 16 983   | 8,7 %    | 6848        | 3,5 %       | 27           |              | 612  | 0,3 % |
| Заславський повіт           | 208 742   | 157 035     | 75,2 %      | 27 772  | 13,3 % | 22 176   | 10,6 %   | 1629        | 0,8 %       | 10           |              | 120  | 0,1 % |
| Ковельський повіт           | 211 493   | 173 171     | 81,9 %      | 25 243  | 11,9 % | 9997     | 4,7 %    | 2765        | 1,3 %       | 121          | 0,1 %        | 196  | 0,1 % |
| Кременецький повіт          | 219 934   | 176 432     | 80,2 %      | 26 965  | 12,3 % | 15 569   | 7,1 %    | 222         | 0,1 %       | 26           |              | 720  | 0,3 % |
| Луцький повіт               | 252 550   | 157 910     | 62,5 %      | 35 819  | 14,2 % | 26 767   | 10,6 %   | 31 107      | 12,3 %      | 58           |              | 889  | 0,4 % |
| Новоград-Волинський повіт   | 348 950   | 211 682     | 60,7 %      | 54 557  | 15,6 % | 42 393   | 12,1 %   | 38 153      | 10,9 %      | 1864         | 0,5 %        | 301  | 0,1 % |
| Овруцький повіт             | 205 390   | 168 041     | 81,8 %      | 21 843  | 10,6 % | 11 208   | 5,5 %    | 2434        | 1,2 %       | 1846         | 0,9 %        | 18   | 0,0 % |
| Острозький повіт            | 169 351   | 131 626     | 77,7 %      | 18 324  | 10,8 % | 16 441   | 9,7 %    | 2554        | 1,5 %       | 24           |              | 382  | 0,2 % |
| Рівненський повіт           | 273 001   | 173 884     | 63,7 %      | 44 016  | 16,1 % | 29 126   | 10,7 %   | 24 850      | 9,1 %       | 80           |              | 1045 | 0,4 % |
| Старокостянтинівський повіт | 193 889   | 143 428     | 74,0 %      | 27 785  | 14,3 % | 22 039   | 11,4 %   | 112         | 0,1 %       | 47           |              | 478  | 0,2 % |
| Волинська губернія          | 2 989 482 | 2 106 521   | 70,5 %      | 395 948 | 13,2 % | 297 440  | 9,9 %    | 175 348     | 5,9 %       | 8282         | 0,3 %        | 5943 | 0,2 % |

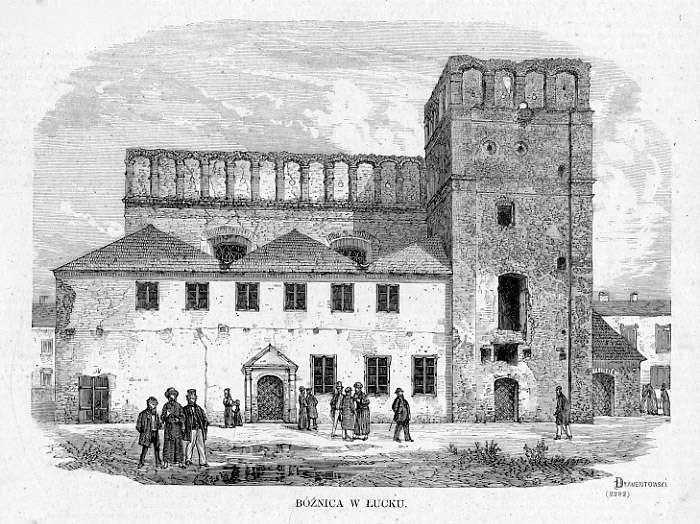
Велика Синагога в Луцьку, початок 1870-х років

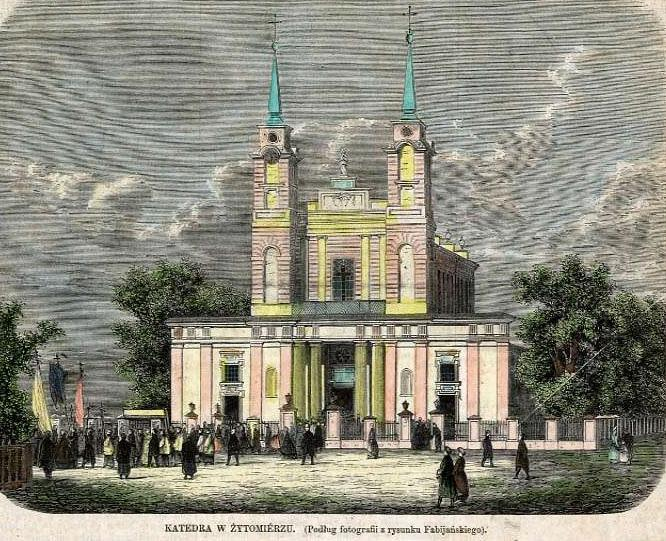
Католицька катедра в Житомирі, початок 1870-х років

Серед православного населення губернії україномовними були 94,3 %, російськомовними — 4,5 %, чеськомовними — 0,9 %. Католики губернії поділялися на дві великі групи — польськомовні становили 60,5 % всього католицького населення, україномовні — 35,6 %. Серед протестантів майже всі (96,5 %) були німецькомовними, серед юдеїв — єврейськомовними (99,7 %)
| Мова            | Релігія      | Чисельність | Відсоток населення |
| --------------- | ------------ | ----------- | ------------------ |
| україномовні    | православні  | 1 987 259   | 66,48 %            |
| єврейськомовні  | юдеї         | 394 575     | 13,20 %            |
| польськомовні   | римокатолики | 179 957     | 6,02 %             |
| німецькомовні   | протестанти  | 169 141     | 5,66 %             |
| україномовні    | римокатолики | 105 749     | 3,54 %             |
| російськомовні  | православні  | 94 278      | 3,15 %             |
| чеськомовні     | православні  | 18 323      | 0,61 %             |
| російськомовні  | старообрядці | 7954        | 0,27 %             |
| чеськомовні     | римокатолики | 7916        | 0,26 %             |
| білоруськомовні | православні  | 2837        | 0,09 %             |
| польськомовні   | протестанти  | 2731        | 0,09 %             |
| російськомовні  | римокатолики | 1733        | 0,06 %             |
| україномовні    | протестанти  | 1697        | 0,06 %             |
| німецькомовні   | римокатолики | 1525        | 0,05 %             |
| чеськомовні     | протестанти  | 1424        | 0,05 %             |
| інша            | інша         | 12 383      | 0,41 %             |

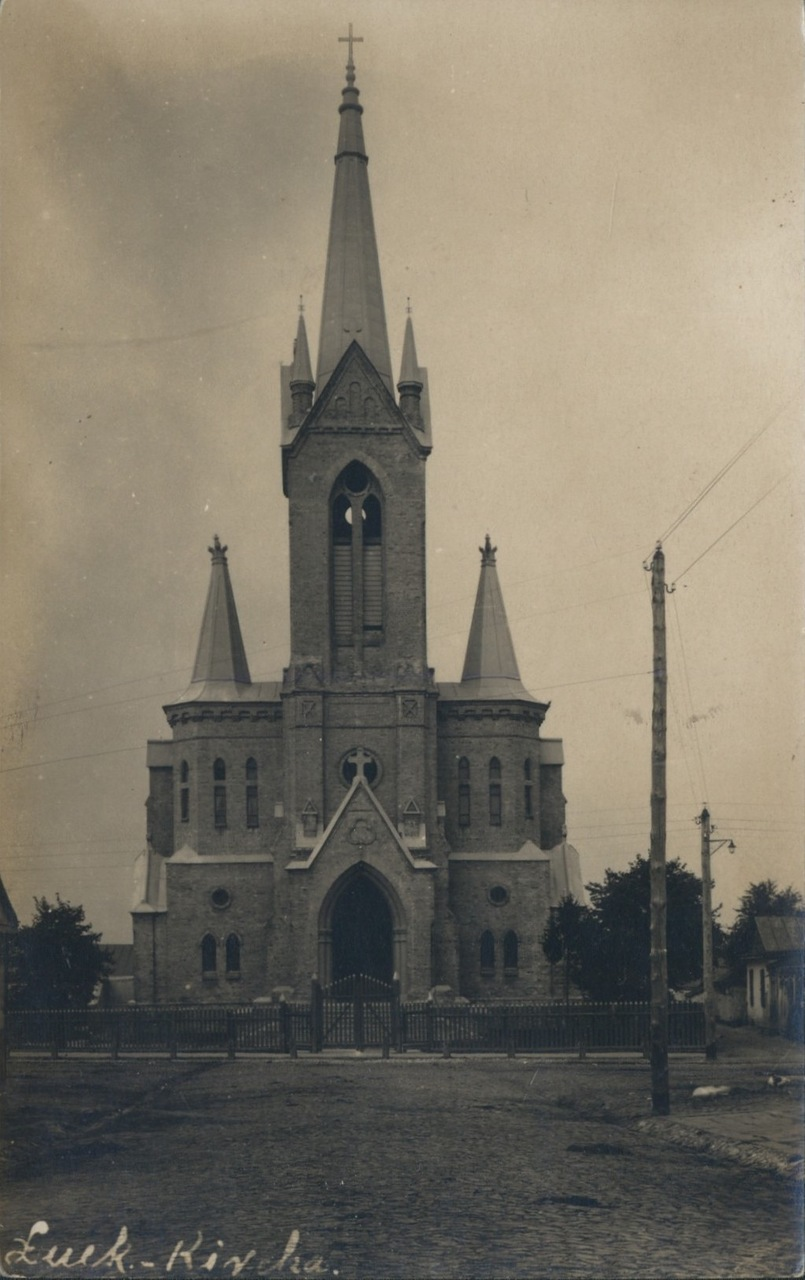
Німецька кірха в Луцьку, 1915 рік

Серед етносів губернії, православні переважали серед україномовних (95 %), російськомовних (90 %), білоруськомовних (75 %) та чеськомовних (66 %), католики серед польськомовних (98 %), юдеї серед єврейськомовних (майже 100 %), протестанти серед німецькомовних (99 %). Католицизм був також доволі поширеним серед чехів (29 %), білорусів (22 %) та українців (5 %). Протестантизм був частково поширений і серед чехів (5 %). Старообрядцями були майже 8 % росіян губернії.
| Рідна мова | Чисельність | Православних, % | Старообрядців, % | Римокатоликів, % | Протестантів, % | Юдеїв, % | Мусульман, % | Інших віросповідань, % |
| ---------- | ----------- | --------------- | ---------------- | ---------------- | --------------- | -------- | ------------ | ---------------------- |
| українська | 2 095 537   | 94,82           | 0,01             | 5,05             | 0,08            | 0,03     | 0,01         |                        |
| єврейська  | 394 774     | 0,03            |                  | 0,01             | 0,01            | 99,95    |              |                        |
| польська   | 184 161     | 0,79            |                  | 97,72            | 1,48            | 0,01     |              |                        |
| німецька   | 171 331     | 0,33            | 0,02             | 0,89             | 98,72           | 0,04     |              |                        |
| російська  | 104 889     | 89,89           | 7,59             | 1,65             | 0,2             | 0,57     | 0,09         | 0,01                   |
| чеська     | 27 670      | 66,22           |                  | 28,6             | 5,15            | 0,01     |              | 0,02                   |
| татарська  | 3 817       | 3,01            |                  | 0,05             |                 | 3,2      | 93,53        | 0,21                   |
| білоруська | 3 794       | 74,77           | 2,87             | 22,3             | 0,03            | 0,03     |              |                        |
| інша       | 3 509       | 42,22           | 0,14             | 9,66             | 6,18            | 1,04     | 30,2         | 7,56                   |

### Суспільні стани

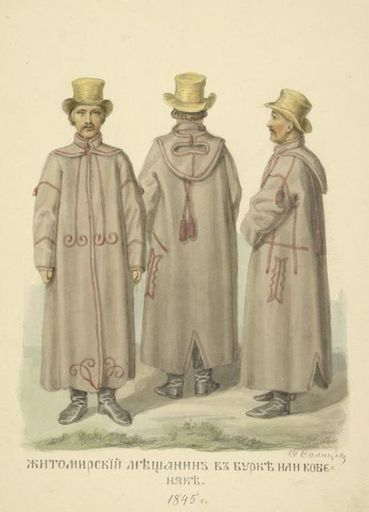
Житомирський міщанин 1840-х років

Більшість населення Волинської губернії, як і всіх інших губерній Російської імперії, належала до непревілейовних селянських та міщанських станів, на які припадало 3/4 та 1/5 населення відповідно. До превілейованих станів, які концентрувалися переважно в губернському та повітових центрах, належало 2,39 % населення губернії. Волинська губернія мала одну з найвищих у імперії частку іноземців серед населення — понад 1 % (понад 30 тис.), переважно громадян Австро-Угорщини та Німеччини.
| Становий склад, 1897 рік    | Становий склад, 1897 рік    | Становий склад, 1897 рік | Становий склад, 1897 рік | Становий склад, 1897 рік |
| --------------------------- | --------------------------- | ------------------------ | ------------------------ | ------------------------ |
| Суспільний стан             |                             |                          |                          | %                        |
| спадкові дворяни            | спадкові дворяни            |                          | 1б16                     | 1б16                     |
| дворяни особисті, чиновники | дворяни особисті, чиновники |                          | 0б41                     | 0б41                     |
| християнське духовенство    | християнське духовенство    |                          | 0б50                     | 0б50                     |
| почесні громадяни           | почесні громадяни           |                          | 0б19                     | 0б19                     |
| купці                       | купці                       |                          | 0б13                     | 0б13                     |
| міщани                      | міщани                      |                          | 21б42                    | 21б42                    |
| селяни                      | селяни                      |                          | 74б96                    | 74б96                    |
| військові козаки            | військові козаки            |                          | 0б06                     | 0б06                     |
| іноземні піддані            | іноземні піддані            |                          | 1б01                     | 1б01                     |
| інші                        | інші                        |                          | 0б16                     | 0б16                     |

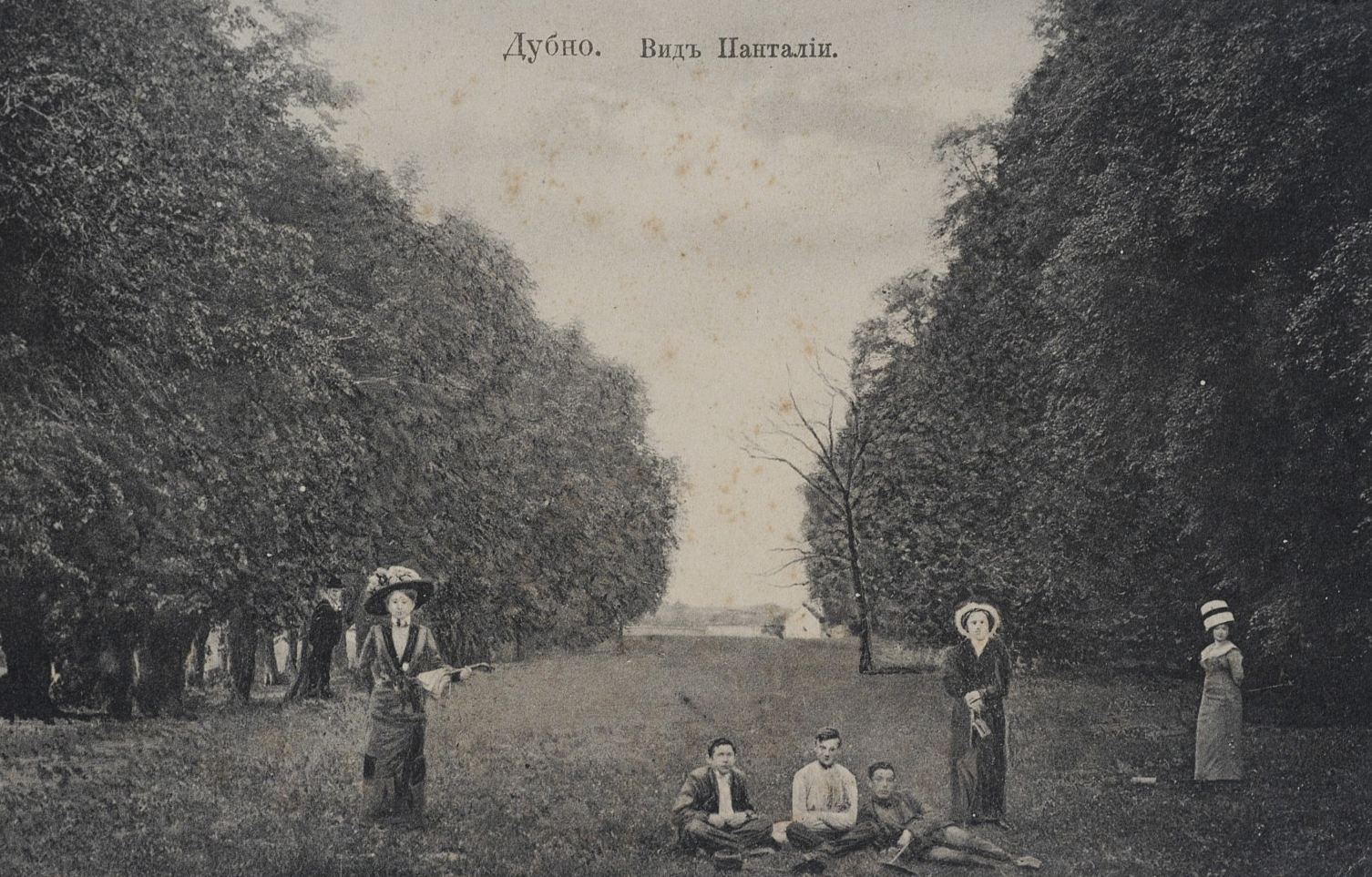
Дубенські міщани на прогулянці в Панталії, початок XX століття

Серед спадкового дворянства найчисельнішими були польськомовні (49,5 %). Вони переважали в усіх повітах губернії за винятком Овруцького та Новоград-Волинського, де проживала україномовна околична шляхта. Серед особистих дворян та чиновників переважали російськомовні (56,7 %), серед купецтва та міщанства — єврейськомовні (85,6 % та 60,2 % відповідно), серед духовенства та селянства — україномовні (51,0 % та 86,5 % відповідно). Серед іноземців, більшість з яких були вихідцями з Австро-Угорщини та Німеччини, переважали поляки (43,4 %) та німці (35,3 %), багато було також українців і чехів.
|                             | чисельність | українська | єврейська | польська | німецька | російська | чеська | інша  |
| --------------------------- | ----------- | ---------- | --------- | -------- | -------- | --------- | ------ | ----- |
| дворяни спадкові            | 34 682      | 26,4 %     | 0,03 %    | 49,5 %   | 0,5 %    | 22,9 %    | 0,1 %  | 0,6 % |
| дворяни особисті, чиновники | 12 342      | 13,7 %     | 1,3 %     | 26,1 %   | 1,4 %    | 56,7 %    | 0,1 %  | 0,6 % |
| християнське духовенство    | 14 955      | 51,0 %     |           | 1,1 %    | 0,2 %    | 47,5 %    | 0,1 %  | 0,1 % |
| почесні громадяни           | 5 739       | 44,5 %     | 4,9 %     | 4,6 %    | 1,1 %    | 44,1 %    | 0,1 %  | 0,7 % |
| купці                       | 3 883       | 1,4 %      | 85,6 %    | 1,5 %    | 2,0 %    | 8,2 %     | 0,9 %  | 0,5 % |
| міщани                      | 640 210     | 20,3 %     | 60,2 %    | 7,6 %    | 7,7 %    | 3,8 %     | 0,2 %  | 0,1 % |
| селяни                      | 2 241 062   | 86,5 %     | 0,2 %     | 4,5 %    | 4,9 %    | 2,3 %     | 1,1 %  | 0,4 % |
| військові козаки            | 1 645       | 4,0 %      |           | 0,1 %    |          | 95,9 %    |        | 0,1 % |
| іноземні піддані            | 30 112      | 11,1 %     | 0,7 %     | 43,4 %   | 35,3 %   | 1,5 %     | 7,1 %  | 0,9 % |
| інші                        | 4 852       | 40,6 %     | 4,1 %     | 15,3 %   | 19,9 %   | 18,4 %    | 0,9 %  | 0,6 % |
| все населення               | 2 989 482   | 70,1 %     | 13,2 %    | 6,2 %    | 5,7 %    | 3,5 %     | 0,9 %  | 0,4 % |

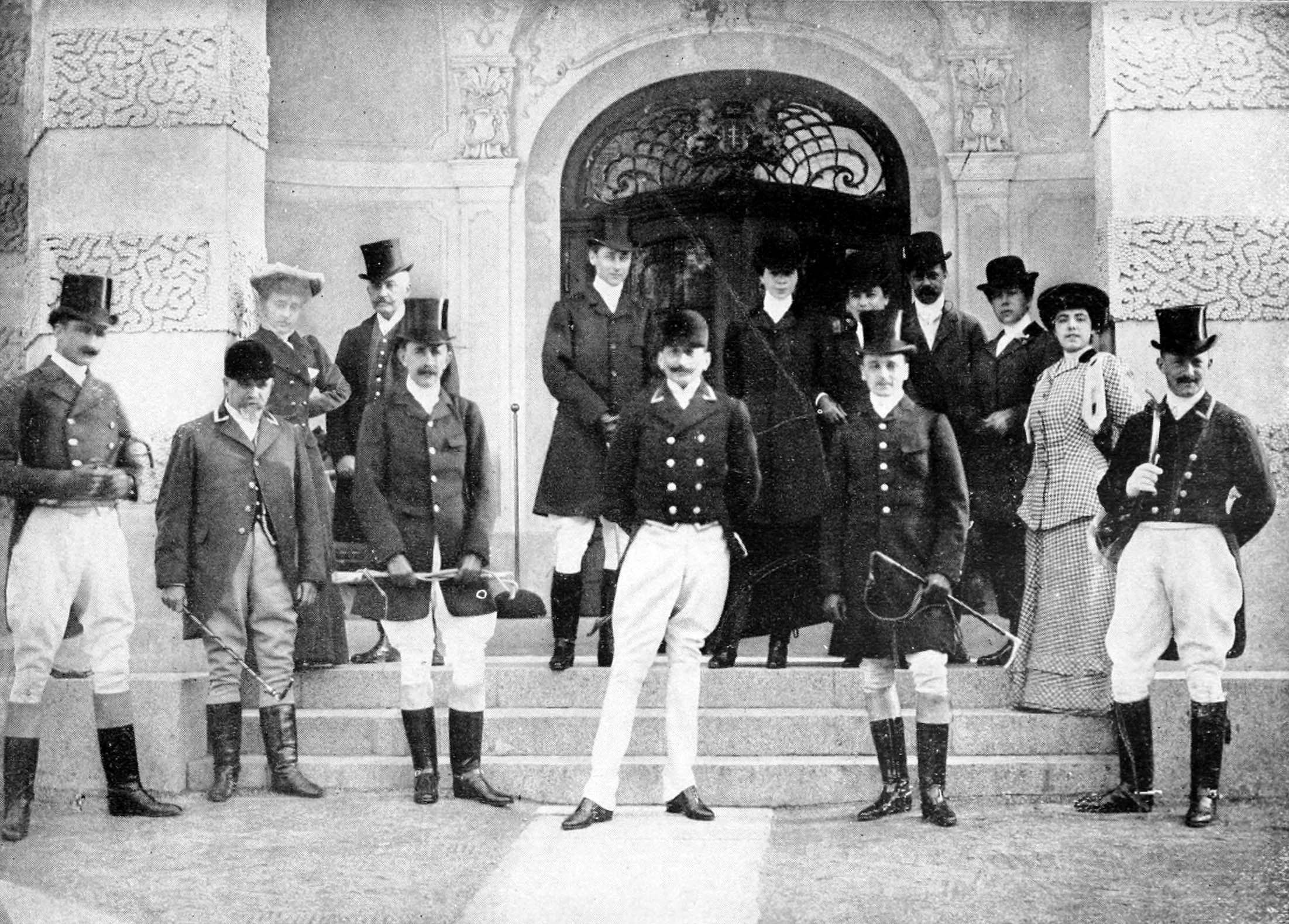
Волинська шляхта в резиденції Потоцьких в Антонінах, початок XX століття

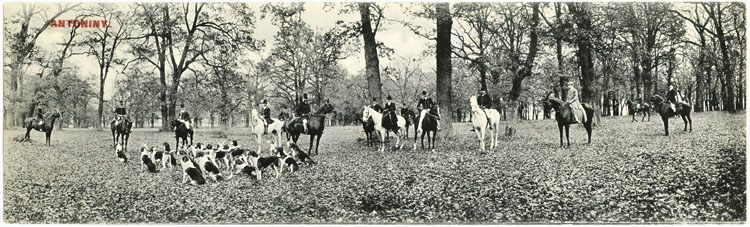
Шляхта на полюванні, резиденція Потоцьких у Антонінах, початок XX століття

Серед різних мовних та релігійних груп губернії спостерігалися значні відмінності в становому складі. Так, селянами були 92,5 % українців, 87,8 % чехів та лише 1,5 % євреїв. Міщанами були 97,7 %% єврейськомовних та лише 3,9 % чеськомовних. Найвища питома вага дворян була зафіксована серед поляків — майже кожен десятий польськомовний мешканець губернії належав до стану спадкових дворян. Найвищий відсоток особистих дворян та чиновників (6,7 %) було зафіксовано серед росіян губернії, тоді як серед українців, євреїв, німців та чехів ними були 0,1 % і менше населення.
|            | чисельність | дворяни спадкові | дворяни особисті, чиновники | християнське духовенство | почесні громадяни | купці  | міщани | селяни | військові козаки | іноземні піддані | інші  |
| ---------- | ----------- | ---------------- | --------------------------- | ------------------------ | ----------------- | ------ | ------ | ------ | ---------------- | ---------------- | ----- |
| українська | 2 095 579   | 0,4 %            | 0,1 %                       | 0,4 %                    | 0,1 %             |        | 6,2 %  | 92,5 % |                  | 0,2 %            | 0,1 % |
| єврейська  | 394 774     |                  |                             |                          | 0,1 %             | 0,8 %  | 97,7 % | 1,3 %  |                  | 0,1 %            | 0,1 % |
| польська   | 184 161     | 9,3 %            | 1,8 %                       | 0,1 %                    | 0,1 %             | 0,03 % | 26,5 % | 54,7 % |                  | 7,1 %            | 0,4 % |
| німецька   | 171 331     | 0,1 %            | 0,1 %                       |                          |                   |        | 28,9 % | 64,0 % |                  | 6,2 %            | 0,6 % |
| російська  | 104 889     | 7,6 %            | 6,7 %                       | 6,8 %                    | 2,4 %             | 0,3 %  | 23,5 % | 50,0 % | 1,5 %            | 0,4 %            | 0,9 % |
| чеська     | 27 670      | 0,1 %            | 0,1 %                       | 0,1 %                    |                   | 0,1 %  | 3,9 %  | 87,8 % |                  | 7,8 %            | 0,2 % |
| інша       | 11 078      | 1,9 %            | 0,6 %                       | 0,2 %                    | 0,4 %             | 0,2 %  | 6,6 %  | 87,5 % |                  | 2,4 %            | 0,3 % |

## Міста

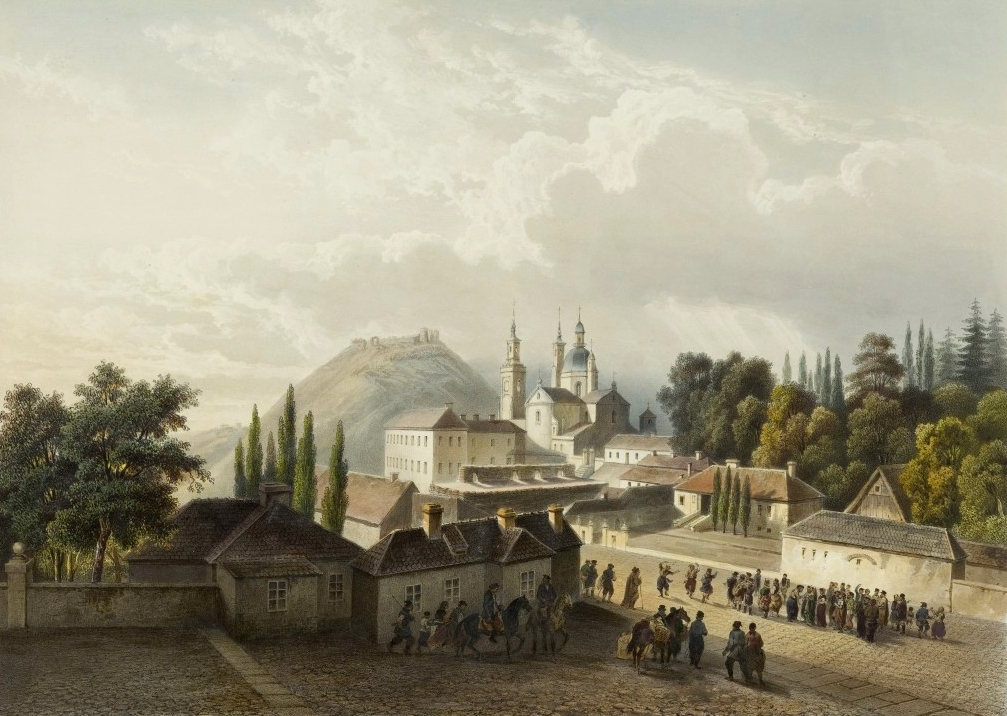
Кременець, 1-ша половина XIX століття

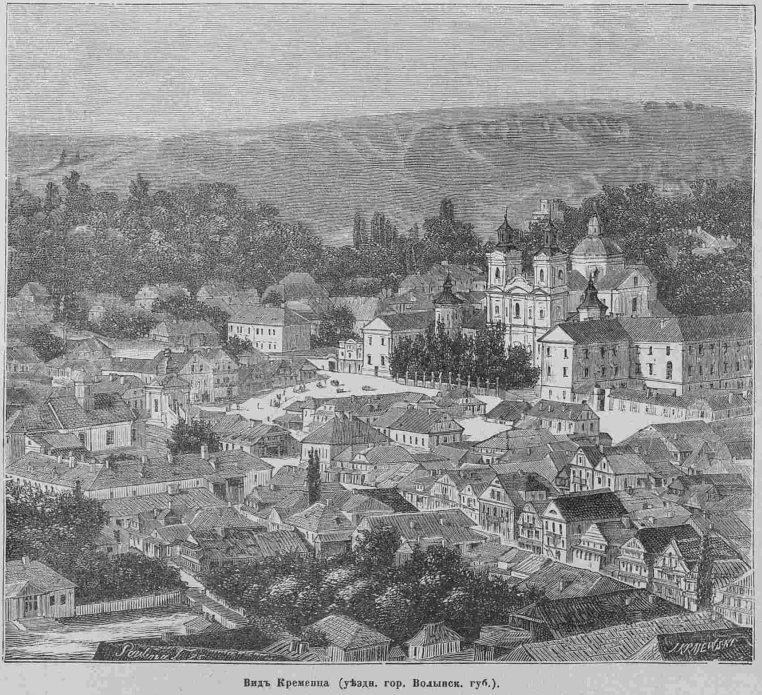
Кременець, 2-га половина XIX століття

Губернія належала до числа слабоурбанізованих. За переписом 1897 року налічувалося 12 міст, в яких проживало 233 847 осіб, або 7,8 % населення губернії. Найбільшим містом був губернський центр Житомир з 65,9 тис. мешканців, де зосереджувалося майже 30 % міського населення губернії.
Станом на 1911 рік у губернії налічувалося вже 13 міст (у 1903 році до категорії заштатних міст було віднесено Здолбунів), в яких проживало 333 651 осіб (8,9 % населення). Найбільшим містом залишався Житомир, де проживало 87,7 тис. осіб (23,3 % міського населення губернії). Унаслідок повільного розвитку промисловості та високого природного приросту сільського населення, рівень урбанізації в губернії зростав дуже повільно (1858 рік — 7,1 %, 1897 рік — 7,8 %, 1911 рік — 8,9 %).
|    | місто                | ревізія 1858 | ревізія 1867 | перепис 1897 | дані 1911 | дані 1915 |
| -- | -------------------- | ------------ | ------------ | ------------ | --------- | --------- |
| 1  | Житомир              | 33 717       | 37 640       | 65 895       | 87 650    | 102 997   |
| 2  | Рівне                | 5 054        |              | 24 573       | 33 722    | 34 341    |
| 3  | Ковель               | 3 646        |              | 17 697       | 28 912    | [ 23 ]    |
| 4  | Луцьк                | 6 362        | 10 656       | 15 804       | 28 141    | [ 23 ]    |
| 5  | Дубно                | 8 222        |              | 14 257       | 22 748    | [ 23 ]    |
| 6  | Кременець            | 10 486       | 10 968       | 17 704       | 21 871    | [ 23 ]    |
| 7  | Новоград-Волинський  | 6 561        |              | 16 904       | 21 173    | 15 536    |
| 8  | Старокостянтинів     | 10 113       |              | 16 377       | 20 344    | 12 531    |
| 9  | Острог               | 7 645        |              | 14 749       | 17 560    | 18 058    |
| 10 | Володимир-Волинський | 5 306        |              | 9 883        | 15 720    | [ 23 ]    |
| 11 | Заслав               | 8 622        |              | 12 611       | 14 593    | 14 315    |
| 12 | Овруч                | 4 511        |              | 7 393        | 10 830    | 11 314    |

### Етномовний склад

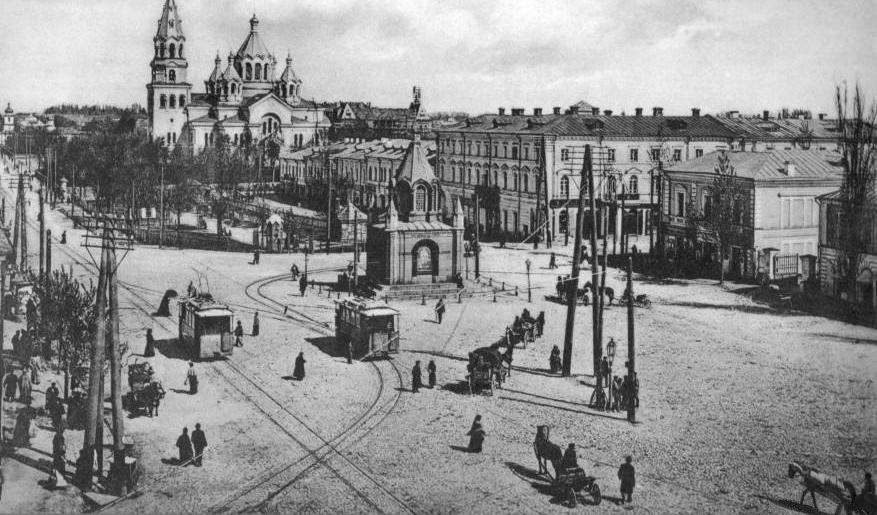
Соборна площа в Житомирі, кінець XIX століття

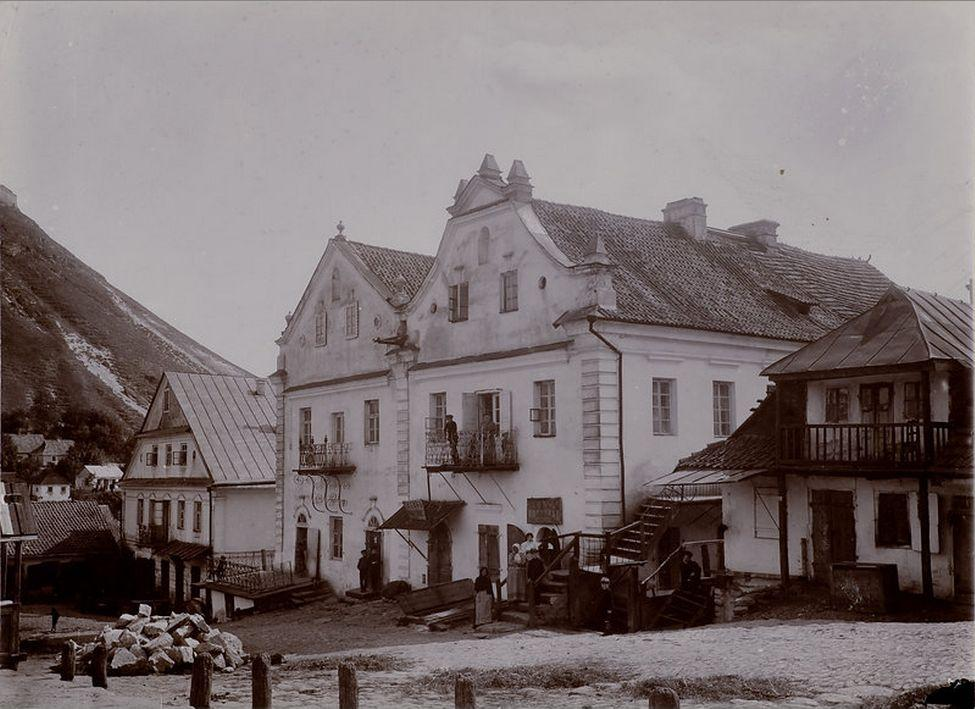
Вулиця в Кременці, кінець XIX століття

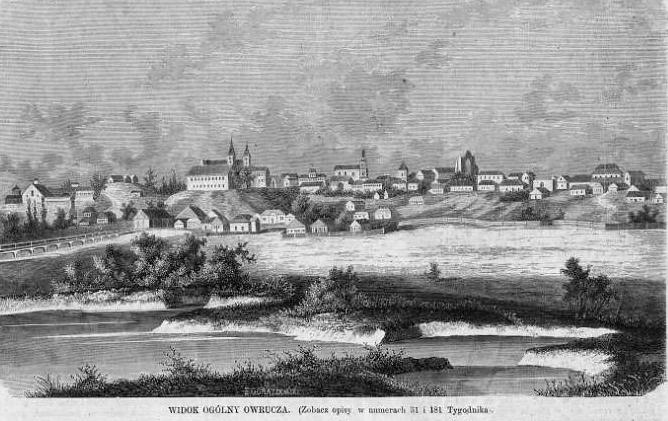
Овруч, початок 1870-х

Серед населення міст Волинської губернії найчисельнішою групою населення були євреї. За переписом 1897 року на єврейськомовних припадало 50,8 % населення, що в 2,6 і 2,7 рази більше, ніж на україномовних та російськомовних відповідно. З врахуванням перебування в містах губернії значної кількості військових, переважно росіян та українців, серед чоловічого населення євреї становили тільки 45,1 %, тоді як серед жіночого населення — 57,6 %.
| Мовна група        | Чисельність у містах | Рівень урбанізації |
| ------------------ | -------------------- | ------------------ |
| російськомовні     | 44 351               | 42,3 %             |
| єврейськомовні     | 118 727              | 30,1 %             |
| польськомовні      | 17 834               | 9,7 %              |
| чеськомовні        | 962                  | 3,5 %              |
| українськомовні    | 46 060               | 2,2 %              |
| німецькомовні      | 2009                 | 1,2 %              |
| Волинська губернія | 233 847              | 7,8 %              |

Найвищим відсотком єврейськомовних за переписом 1897 року відзначалися міста Острог (62,3 %, серед жінок — 70,5 %), Луцьк (59,5 %, серед жінок 72,4 %), Володимир-Волинський (59,1 %, серед жінок — 66,4 %). Україномовні найширше були представлені серед населення Кременця (47,0 %), який був єдиним містом губернії з неєврейською більшістю, та Овруча (42,5 %). Російськомовні концентрувалися в губернському центрі (25,7 %) та містах зі значною присутністю військових: Ковелі (25,7 %, серед чоловіків — 33,3 %, серед жінок — 18,9 %), Дубному (20,8 %, серед чоловіків — 27,4 %, серед жінок — 10,2 %). Польськомовне населення зосереджувалися в Житомирі (11,3 %), в інших містах їх частка коливалася від 2,1 % в Овручі до 9,3 % у Ковелі.
| місто                | українська | російська | єврейська | польська | німецька | інша  |
| -------------------- | ---------- | --------- | --------- | -------- | -------- | ----- |
| Житомир              | 13,9 %     | 25,7 %    | 46,4 %    | 11,3 %   | 1,0 %    | 1,7 % |
| Володимир-Волинський | 13,8 %     | 17,6 %    | 59,1 %    | 7,9 %    | 1,0 %    | 0,6 % |
| Дубно                | 17,4 %     | 20,8 %    | 49,8 %    | 6,4 %    | 0,7 %    | 4,9 % |
| Заслав               | 31,6 %     | 13,7 %    | 47,5 %    | 5,4 %    | 0,2 %    | 1,6 % |
| Ковель               | 11,8 %     | 27,3 %    | 48,0 %    | 9,3 %    | 1,1 %    | 2,5 % |
| Кременець            | 47,0 %     | 10,5 %    | 36,6 %    | 3,9 %    | 0,2 %    | 1,8 % |
| Луцьк                | 9,4 %      | 17,0 %    | 59,5 %    | 7,8 %    | 1,3 %    | 5,0 % |
| Новоград-Волинський  | 15,7 %     | 17,4 %    | 55,4 %    | 7,6 %    | 2,0 %    | 1,9 % |
| Овруч                | 42,2 %     | 8,8 %     | 46,5 %    | 2,1 %    |          | 0,4 % |
| Острог               | 16,6 %     | 14,9 %    | 62,3 %    | 3,7 %    | 0,4 %    | 2,1 % |
| Рівне                | 16,6 %     | 17,4 %    | 55,8 %    | 6,8 %    | 1,0 %    | 2,4 % |
| Старокостянтинів     | 29,8 %     | 8,6 %     | 56,0 %    | 4,7 %    | 0,1 %    | 0,8 % |
| міста губернії       | 19,7 %     | 19,0 %    | 50,8 %    | 7,6 %    | 0,9 %    | 2,0 % |

### Бюджети міст
|                      | доходи крб | витрати крб | сальдо крб |
| -------------------- | ---------- | ----------- | ---------- |
| Житомир              | 573 646    | 562 582     | 11 064     |
| Володимир-Волинський | 39 244     | 38 627      | 617        |
| Дубно                | 46 010     | 41 006      | 5 004      |
| Заслав               | 20 116     | 16 540      | 3 576      |
| Ковель               | 56 020     | 55 804      | 216        |
| Кременець            | 44 180     | 44 574      | -394       |
| Луцьк                | 64 118     | 59 382      | 4 736      |
| Новоград-Волинський  | 71 686     | 71 686      | 0          |
| Овруч                | 10 542     | 10 541      | 1          |
| Острог               | 40 819     | 44 453      | -3 634     |
| Рівне                | 88 037     | 87 548      | 489        |
| Старокостянтинів     | 24 501     | 24 411      | 90         |
| Здолбунів            | 13 487     | 13 037      | 450        |

## Економіка
Економіка Волинської губернії мала аграрний профіль. За переписом у сільському господарстві було зайнято 60 % самодіяльного населення (з врахуванням членів сімей понад 80 %), тоді як у промисловості та ремеслах лише 10,7 %. Основою сільського господарства було землеробство, особливо вирощування зернових та цукрових буряків. Промисловість, представлена переважно дрібними підприємствами з менше ніж 10 зайнятими та оборотом менше 1 тис. крб, спеціалізувалася на переробці місцевої сировини, зокрема сільськогосподарської.

### Сільське господарство
Головними продуктами землеробства були: озиме жито (середній збір за 1900–1904: 32,7 мільйон пудів), озима пшениця (середній збір 16,8 мільйон пудів), ячмінь (середній збір 7,2 мільйон пудів), овес (средн. збір 19,4 мільйон пудів), гречка (середній збір 3,6 мільйон пудів), просо (середній збір 2,3 мільйон пудів), горох (середній збір 2 мільйон пудів), картопля (середній збір 53 мільйон пудів), цукровий буряк для цукрових заводів близько 2 мільйонів берковців. Вирощувалися також тютюн та хміль. На півдні губернії було розвинене садівництво: персики, абрикоси і виноград. У лісистих місцевостях селяни займались бджільництвом (вуликів 182 тисяч, виробництво меду 35 тисяч пудів, воску 4 тисяч пудів).
Завдяки великій кількості косовиць і пасовищ було розвинене скотарство. У 1911 році налічувалося 3199,0 тис. голів худоби, зокрема коней 721,6 тис., великої рогатої худоби 1057,7 тис., овець 734,4 тис. (тонкорунних 47,3 тис.), свиней 681,5 тис., кіз 3,7 тис., віслюків та мулів 69 шт. Конярство було найбільш поширене в повітах Житомирському, Новоград-Волинському та Кременецькому, вівчарство у Володимир-Волинському, свинарство в Житомирському, Новоград-Волинському та Володимир-Волинському, розведення великої рогатої худоби — у Ковельському, Житомирському та Новоград-Волинському. Овеча шерсть була одним з основним статей експорту Волині (близько 15 % від загального обсягу), частково вона йшла на внутрішнє споживання в інші губернії імперії, частково до Австро-Угорщини. У південних повітах губернії (особливо Старокостянтинівському та Острозькому) поширення тваринництва було меншим.

### Промисловість

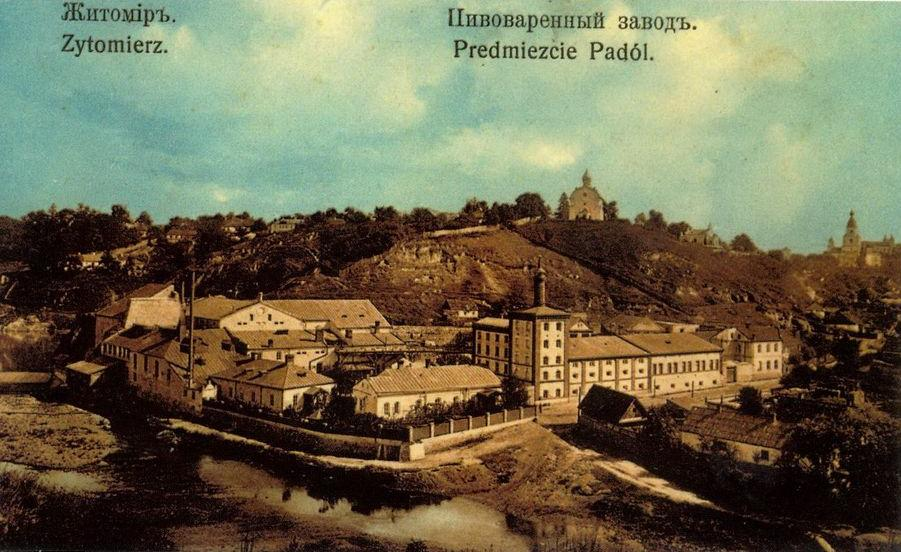
Житомирський пивоваренний завод Махачека і Янса на Подолі. На початку 1910-х року — третє за обсягом виробництва підприємство Житомира після Тютюнової фабрики Боярських та Котельно-механічного заводу Лінникових з обсягом виробництва в 1911 році — 105 тис. крб (початок XX століття)

Промисловість губернії характеризувалася низьким рівнем розвитку. У 1889 році налічувалося 218 середніх та крупних фабрик та заводів з виробництвом продукції на 9,9 млн крб і 4816 робітниками (серед яких 89 % чоловіків і 11 % жінок). У дрібних фабриках (з річним оборотом менше 1 тис. крб), яких налічувалося в 1889 році 1189 штук, працювало 8661 робітників, з загальним виробництвом на 2,8 млн крб.

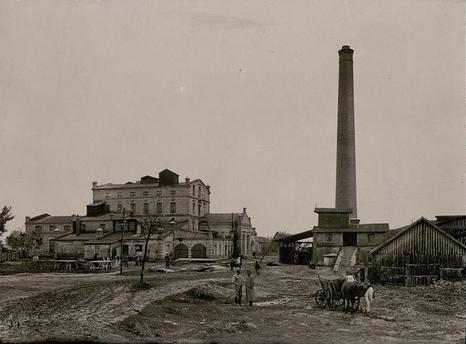
Пивоваренний завод Шнайдера в Луцьку (початок XX століття)

Основними галузями промисловості були цукрова промисловість та винокуріння, на які припадало близько 3/4 всієї промисловості губернії. Серед інших галузей важливе місце посідали деревообробна промисловість (у 1889 році — 36 лісопильних заводів з оборотом 608 тис. крб), шкіряна промисловість (447 підприємств з оборотом у 211,5 тис. крб), скляна промисловість (25 підприємств з оборотом 198 тис. крб), виробництво черепиці (143 підприємств, 154 тис. крб), порцеляни та фаянсу (8 підприємств, 178 тис. крб). Існувало також 3 машинобудівні заводи з оборотом у 142 тис. крб.
Станом на 1911 рік у Волинській губернії налічувалося кілька сотень промислових підприємств з обсягом виробництва в десятки мільйонів карбованців. Більшість з них були дрібними, з річним обсягом виробництва менше 20 тис. крб і кількістю робітників менше 30. На третині підприємств було зайнято менше 10 робітників. В той же час існували і великі підприємства з сотнями робітників і значними обсягами виробництва. Переважно це були цукрові заводи (серед 12 найбільших підприємств губернії їх було 10), деякі з яких мали обсяги виробництва понад 1 млн крб.
Найбільші підприємства Волинської губернії в 1911 році за річним обсягом виробництва:
| №  | підприємство                                                             | населений пункт        | повіт                 | річний обсяг виробництва, тис.крб | робітників |
| -- | ------------------------------------------------------------------------ | ---------------------- | --------------------- | --------------------------------- | ---------- |
| 1  | Цукровий завод Житинського Товариства                                    | село Великий Житин     | Рівненський           | 2000,0                            | 470        |
| 2  | Цукровий завод Товариства Янушпільського рафінадного та пісочного заводу | містечко Янушпіль      | Житомирський          | 1647,0                            | 629        |
| 3  | Ректифікаційний завод винноочисного складу № 4                           | місто Рівне            | Рівненський           | 1250,5                            | 75         |
| 4  | Паперова фабрика Дитятківського Товариства                               | село Гута              | Заславський           | 1238,3                            | 666        |
| 5  | Цукровий завод графа І. А. Потоцького                                    | містечко Шепетівка     | Заславський           | 1000,0                            | 870        |
| 6  | Цукровий завод графа І. А. Потоцького                                    | село Кременчуки        | Заславський           | 931,4                             | 400        |
| 7  | Цукровий завод Ф. А. Терещенка                                           | село Великі Коровинці  | Житомирський          | 804,9                             | 794        |
| 8  | Цукровий завод Іванківського Товариства                                  | село Іванків           | Житомирський          | 700,0                             | 482        |
| 9  | Цукровий завод Ф. Ф. Терещенка                                           | містечко Червоне       | Житомирський          | 672,0                             |            |
| 10 | Цукровий завод Красилівського Товариства                                 | містечко Красилів      | Старокостянтинівський | 600,0                             | 75         |
| 11 | Цукровий завод Олексинського Товариства                                  | село Великий Олексин   | Рівненський           | 590,0                             | 408        |
| 12 | Цукровий завод Старокостянтинівського Товариства                         | місто Старокостянтинів | Старокостянтинівський | 576,0                             | 338        |

#### Цукрова промисловість
Цукрова промисловість була найважливішою галуззю промисловості Волинської губернії. У 2-й половині XIX століття вона швидко розвивалася завдяки дешевизні робочої сили, близькості до сировини, здешевленню транспортних перевезень внаслідок будівництва залізниць, а також завдяки державному протекціонізму і кредитуванню. У 1876 році цукрові заводи Волині виробили продукції на 3 334 792 крб, реалізація якої дала майже 50 % прибутків, одержаних всіма заводами і фабриками краю. У 1890 році цукрові заводи губернії виробили цукру-піску і рафінаду на 9 013 287 крб, що в 2,7 рази більше ніж у 1876 році, у 1911 році — на 11 720 095 крб. Значна частка продукції цукрової промисловості йшла на експорт у Європу (Велика Британія, Італія) та Азію (Хіва, Бухара, Персія, Афганістан, Китай).
| № | повіт                 | кількість цукрових заводів | обсяг виробництва в 1911 році, тис. крб | частка в губернському виробництві |
| - | --------------------- | -------------------------- | --------------------------------------- | --------------------------------- |
| 1 | Житомирський          | 4                          | 3823,9                                  | 32,6 %                            |
| 2 | Рівненський           | 2                          | 2590,0                                  | 22,1 %                            |
| 3 | Заславський           | 3                          | 2308,3                                  | 19,7 %                            |
| 4 | Старокостянтинівський | 3                          | 1639,0                                  | 14,0 %                            |
| 5 | Новоград-Волинський   | 2                          | 733,9                                   | 6,3 %                             |
| 6 | Дубенський            | 1                          | 625,0                                   | 5,3 %                             |
|   | Волинська губ.        | 15                         | 11720,1                                 | 100,0 %                           |

#### Винокуріння
Винокуріння (спиртова промисловість) було другою за значенням галуззю промисловості губернії. У 1875 році на Волині діяло близько 150 винокурних заводів, які випускали продукції на 1 882 923 крб. Процес розорення дрібних винокурних підприємств, технічне переоснащення в галузі призводили до того, що кількість заводів зменшувалася (наприкінці 1870-х до 108), але загальний обсяг виробленої продукції збільшувався (до 3 464 990 крб у 1879 році). У 1911 році діяло 128 винокурних та ректифікаційних підприємств з загальним обсягом виробництва 6,32 млн крб. Майже 2/3 виробництва припадало на Луцький та Рівненський повіти, де знаходилися найкрупніші підприємства галузі (зокрема найбільший у губернії Рівненський ректифікаційний завод з річним обсягом виробництва 1,25 млн крб).
| №  | повіт                 | кількість винокурінних та ректифікаційних заводів | обсяг виробництва в 1911 році, тис. крб | частка в губернському виробництві |
| -- | --------------------- | ------------------------------------------------- | --------------------------------------- | --------------------------------- |
| 1  | Луцький               | 14                                                | 2516,1                                  | 39,8 %                            |
| 2  | Рівненський           | 13                                                | 1598,9                                  | 25,3 %                            |
| 3  | Дубенський            | 16                                                | 499,0                                   | 7,9 %                             |
| 4  | Житомирський          | 15                                                | 456,5                                   | 7,2 %                             |
| 5  | Володимир-Волинський  | 12                                                | 288,0                                   | 4,6 %                             |
| 6  | Новоград-Волинський   | 10                                                | 209,6                                   | 3,3 %                             |
| 7  | Заславський           | 8                                                 | 195,4                                   | 3,1 %                             |
| 8  | Кременецький          | 10                                                | 159,9                                   | 2,5 %                             |
| 9  | Острозький            | 9                                                 | 156,5                                   | 2,5 %                             |
| 10 | Ковельський           | 6                                                 | 100,6                                   | 1,6 %                             |
| 11 | Старокостянтинівський | 8                                                 | 77,6                                    | 1,2 %                             |
| 12 | Овруцький             | 7                                                 | 61,2                                    | 1,0 %                             |
|    | Волинська губ.        | 128                                               | 6319,3                                  | 100,0 %                           |

Стан цієї галузі залежав від економічної політики уряду і погодних умов. Скорочення виробництва під час неврожаїв (1891 рік) чергувалося з періодичними кризами перевиробництва (1894 рік). Але галузь продовжувала розвиватися і надходження від реалізації алкогольних виробів стало одним з найважливіших джерел прибутків держави і важливою статтею експорту краю — у 1900 році на Волинську губернію припадало більше половини загальноросійського експорту спирту.

### Торгівля

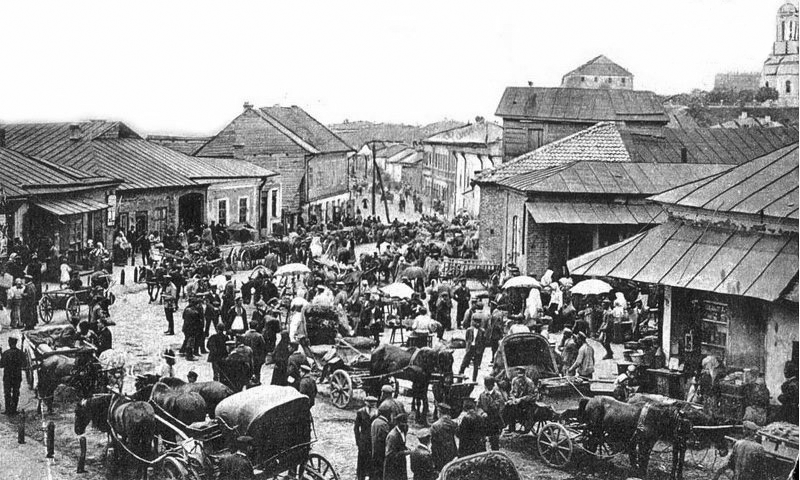
Ринок у місті Острог (кінець XIX — початок XX століття

Внутрішня торгівля губернії була представлена базарами та ярмарками, яких наприкінці 1880-х років було близько 730, з загальним оборотом 600 тис. крб.
Зовнішня торгівля характеризувалася переважанням експорту товарів над імпортом. Так, за 1879—1883 роки з губернії було вивезено товарів на 16,1 млн крб, а ввезено тільки на 8,1 млн. Основними статтями експорту були спирт, зерно (25 %), овеча шерсть (15 %), ліс. Зернові продукти вирушали переважно залізницею в порти Прибалтики та Царство Польське (за 1879—1883 роки було вивезено з губернії близько 3,8 млн пудів зерна), товарний ліс експортувався за кордон, до Німеччини та Великої Британії (близько 5–7 млн пудів щорічно). Серед імпорту переважала продукція важкої промисловості (вироби з металу, машини та сільськогосподарське знаряддя). Зовнішня торгівля проводилася через Волочиську, Радивилівську та Дружкопільську митниці, через 2 митні застави (Збаразьку і Мервинську) а також через 2 перехідних пункти.
1911 року було вивезено товарів на суму 33,9 млн крб, ввезено — на 17,5 млн крб. Понад 2/3 зовнішньої торгівлі губернії здійснювалася через Волочиську митницю, на неї припадало 69,8 % експорту (23,7 млн крб) та 71,6 % імпорту (12,6 млн крб), загальний оборот 36,2 млн крб. Другою за обсягом була Радивилівська митниця з оборотом 11,1 млн крб, третьою — Волочиська митна застава з оборотом у 2,9 млн крб.
| Митниця                         | Експортовано товарів за кордон, крб | Імпортовано іноземних товарів, крб |
| ------------------------------- | ----------------------------------- | ---------------------------------- |
| Волочиська митниця              | 23 656 037                          | 12 550 643                         |
| Радивилівська митниця           | 6 221 975                           | 4 922 605                          |
| Волочиська митна застава        | 2 874 479                           | 7408                               |
| Радивилівський перехідний пункт | 334 618                             | 1147                               |
| Збаразька митна застава         | 275 963                             | 2671                               |
| Дружкопільська митна застава    | 393 462                             | 2596                               |
| Мервенська застава              | 130 138                             | 42 048                             |
| Всього                          | 33 886 672                          | 17 529 118                         |

### Зайнятість
За результатами перепису 1897 року у Волинській губернії налічувалося 703 477 самодіяльного населення (23,5 %) і 2 286 005 несамодіяльного населення (76,5 %). На кожних 4 зайнятих жителів губернії припадало 13 незайнятих. Серед населення чоловічої статі зайнятими були 603 160 з 1 502 803 осіб (40,1 %), жіночої — тільки 100 371 з 1 486 679 (6,8 %).
Більшість самодіяльного населення губернії була задіяна в землеробстві. Тут були зайняті 407 тис. осіб (57,8 % зайнятого населення), з врахуванням членів сімей — 2 219 тис. осіб (74,2 % всього населення губернії). Серед переважаючого в губернії україномовного населення в землеробстві були зайняті 79,1 % самодіяльного населення (з врахуванням членів сімей — 91,1 % населення).
У 1897 році найбільшими видами зайнятості у Волинській губернії за кількістю працюючих були:
| Вид зайнятості                                   | Кількість зайнятих | Частка в самодіяльному населенні |
| ------------------------------------------------ | ------------------ | -------------------------------- |
| Землеробство                                     | 406 950            | 57,8 %                           |
| Прислуга, поденники                              | 63 956             | 9,1 %                            |
| Збройні сили                                     | 49 793             | 7,1 %                            |
| Виготовлення одягу                               | 24 410             | 3,5 %                            |
| Торгівля продуктами с/г (крім зерна)             | 11 659             | 1,7 %                            |
| Доходи з капіталів, нерухомості                  | 11 009             | 1,6 %                            |
| Будівництво, ремонт                              | 10 627             | 1,5 %                            |
| Обробка дерева                                   | 8899               | 1,3 %                            |
| Торгівля без точного визначення                  | 8606               | 1,2 %                            |
| Обробка металів                                  | 7488               | 1,1 %                            |
| Обробка тваринних та рослинних поживн. продуктів | 7218               | 1,0 %                            |
| Навчальна та виховна діяльність                  | 6157               | 0,9 %                            |
| Кошти від казни, сусп. закладів та приватн. осіб | 5864               | 0,8 %                            |
| Тваринництво                                     | 5548               | 0,8 %                            |
| Інше                                             | 75 293             | 10,7 %                           |

Загалом, у сільськогосподарських сферах було зайнято 416 тис. осіб, 59,1 % самодіяльного населення губернії (разом з членами сімей — понад 70 %), у торговельних — 39,4 тис., (5,6 %), у сферах транспорту та зв'язку 9,2 тис. (1,3 %), у сфері ремесел, виробництва та будівництва 75 тис. (10,6 %), у збройних силах 49,8 тис. (7,1 %), у адміністрації, судах, освіті, культурі та медицині 13,7 тис. (1,9 %), прислугою та поденниками 64,0 тис. (9,1 %).

## Транспорт

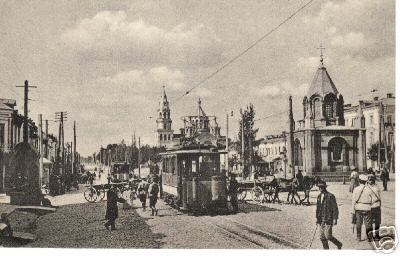
Трамвай у Житомирі, 1910 рік

На початку 1880-х років довжина шосейних доріг у губернії дорівнювала 400 верст, загальна довжина поштових доріг — 903 версти. Основний шосейний маршрут губернії — дорога Житомир-Рівне протяжністю 172,5 верст (184 км). Основні поштові дороги — Житомир-Овруч (через Черняхів), Полонне-Кобилля (через Старокостянтинів), Шепетівка-Заслав.

### Залізниця

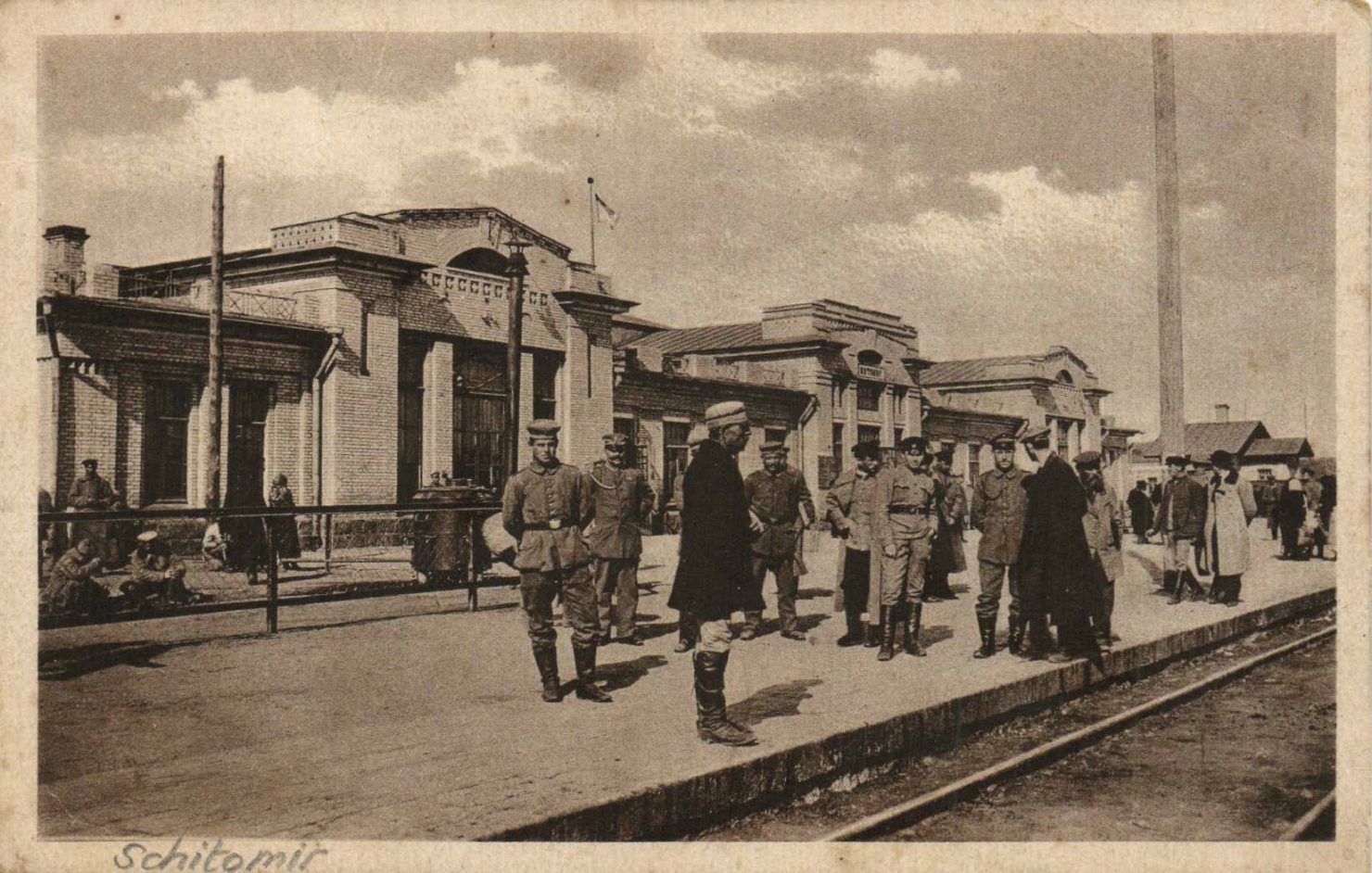
Залізничний вокзал у Житомирі в роки громадянської війни, 1918 рік

Через губернію проходили залізниці Південно-Західна (лінія Київ-Брест на 459 верст та Жмеринка-Волочись — 22 версти), Поліська (ділянка Вільно-Рівне на 128 верст) та Привіслянська (64 версти). Діяли також три залізниці, що належали приватним особам та товариствам:
- Степанська залізниця — Рівненський повіт (51 верста);
- від станції Кам'янка Радивилівської гілки до лісових дач графа Берга (7 верст);
- від станції Озеряни Радивилівської гілки до цукрового заводу в містечку Мізоч.

У 1879 році залізницями було перевезено 321,4 тис. пасажирів, у 1883 році — 402,1 тис.
Станом на 1911 рік в межах губернії відбувалися перевезення пасажирів за залізничними маршрутами:
- Здолбунів — Радивилів (через Дубно);
- Озеряни — Мізоч;
- Дубно — Кременець;
- Ківерці — Луцьк.

Міжгубернські пасажирські залізничні маршрути, що проходили через територію Волинської губернії:
- Київ (Київська губ.) — Ковель (через Коростень, Сарни);
- Козятин (Подільська губ.) — Ковель (через Шепетівку, Рівне, Ківерці);
- Ковель — Просткен (Привіслянський край);
- Жмеринка (Подільська губ.) — Волочиськ (через Проскурів).

Діяла також приватна вузькоколійна залізниця Бердичів — Житомир, яка належала «Першому товариству вузькоколійних під'їзних шляхів».

### Річковий транспорт
Наприкінці 1880-х років у губернії діяло 4 річкових пристані, через які здійснювалися торгові операції. Найбільша торговельна пристань діяла в містечку Устилуг, звідси щорічно відправлялося по 0,9 млн пудів товарів, понад 2/3 обсягу річкового експорту губернії. Активні торговельні маршрути проходили річками Стир, Горинь, Случ, Івка, якими щорічно вирушали десятки суден та тисячі плотів з товарами на суму в 500—600 тис. крб

## Зв'язок
У губернії в 1911 році налічувалося 113 поштово-телеграфних контор та відділень, які розташовувалися в усіх містах, більшості містечок та деяких великих селах (напр. Коровинцях Житомирського повіту, Вовковиях Дубенського повіту).
У 1883 році жителями Волинської губернії було отримано 145296 екз газет і періодичних видань.

## Релігія
Георгіївський монастир на Козацьких Могилах

## Освіта

### Загальна характеристика
Стан освіти у Волинській губернії був одним із найгірших серед південно-західних губерній Російської імперії. За переписом 1897 року майже 83 % населення губернії були неграмотними (не вміли читати), зокрема серед жінок — понад 90 %. Освіту вище початкової мав лише 1 мешканець губернії зі 150, були відсутні заклади вищої освіти.
У 1862 році в губернії налічувалося близько 18 тис. учнів шкіл та гімназій, що становило лише 1 % населення губернії. У 1862 році діяло 1238 сільських шкіл, переважно церковно-парафіяльних, де навчалося 11841 учнів (хлопців 10984, дівчат 857), менше 5 % від загальної чисельності населення шкільного віку. Існували 2 гімназії — Житомирська (560 учнів) та Рівненська (500 учнів), 4 повітових училища — у Овручі, Теофіполі, Острозі, Луцьку з 260 учнями, 30 парафіяльних училищ з 300 учнями, зразковий жіночий пансіон, відкритий у 1843 році. Діяли декілька приватних жіночих пансіонатів і дві семінарії (православна в Кременці та католицька у Житомирі). Діяли також 11 єврейських училищ (одне з яких, Старокостянтинівське — 2-го розряду), де загалом навчалося 325 осіб, та одне раббинське училище у Житомирі з 42 вихованцями.

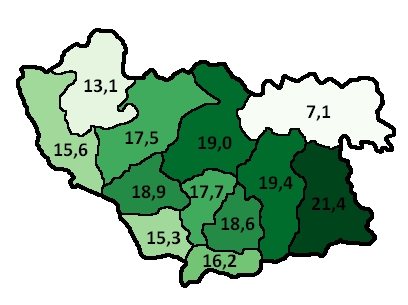
Поширення грамотності (вміння читати) у повітах Волинської губернії за результатами перепису 1897 року, (відсоток грамотного населення)

Серед призовників Волинської губернії в 1874—1885 роках тільки 12 % вміли читати. До 1894 року ця частка виросла до 22 %, у 1904 році — до 35 %.
За даними перепису населення 1897 року, вміли читати 17,2 % населення Волинської губернії, зокрема серед чоловіків 24,4 %, серед жінок тільки 9,8 %. У губернському Житомирському повіті відсоток письменних сягав 21,4 %, тоді як у віддаленому Овруцькому повіті на Поліссі — лише 7,1 %
| Повіт                       | Грамотного населення | Населення з середньою та вищою освітою |
| --------------------------- | -------------------- | -------------------------------------- |
| Житомирський повіт          | 21,4 %               | 1,41 %                                 |
| Новоград-Волинський повіт   | 19,4 %               | 0,30 %                                 |
| Рівненський повіт           | 19,0 %               | 0,69 %                                 |
| Дубенський повіт            | 18,9 %               | 0,53 %                                 |
| Заславський повіт           | 18,6 %               | 0,49 %                                 |
| Острозький повіт            | 17,7 %               | 1,04 %                                 |
| Луцький повіт               | 17,5 %               | 0,54 %                                 |
| Старокостянтинівський повіт | 16,2 %               | 0,51 %                                 |
| Володимир-Волинський повіт  | 15,6 %               | 0,37 %                                 |
| Кременецький повіт          | 15,3 %               | 1,00 %                                 |
| Ковельський повіт           | 13,1 %               | 0,53 %                                 |
| Овруцький повіт             | 7,1 %                | 0,22 %                                 |
| Волинська губернія          | 17,2 %               | 0,67 %                                 |

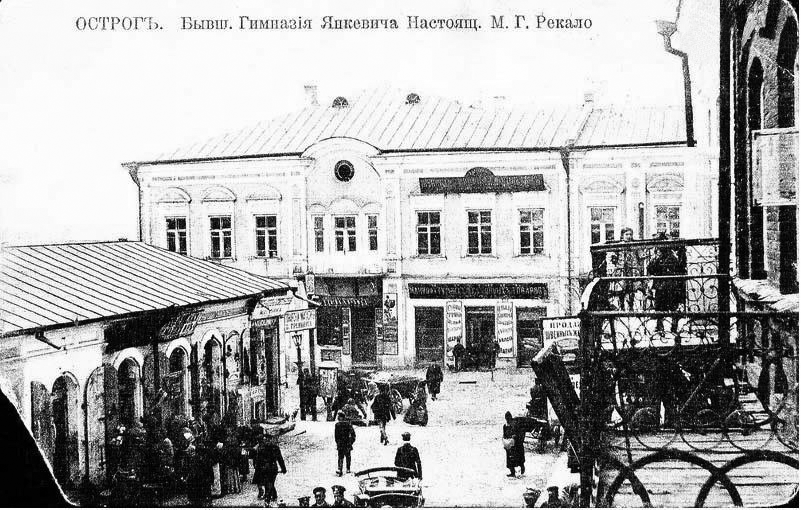
Гімназія в місті Острог (кінець XIX — початок XX століття)

При середньому рівні грамотності в губернії в 17,2 %, серед православного населення вміли читати тільки 11,7 % населення (серед україномовних 9,3 %, серед російськомовних 49,6 %), серед юдеїв 32,8 %, серед протестантів (майже суто німців) — 38,2 %. Серед римокатоликів грамотними були 22,8 %, при цьому серед польськомовних католиків, яких налічувалося 180 тис. — 27,8 %, серед україномовних (106 тис.) — 10,7 %, серед чеськомовних (7,9 тис.) — 59,3 %.
Серед духовенства губернії грамотними були 70,6 % населення, серед дворянства та чиновництва — 63,5 %, серед переважно міських станів (почесних громадян, купців та міщан) — 29,1 %, серед сільських станів — 12,1 %
| Вік                | Усе населення | Міське населення | Повітове населення |
| ------------------ | ------------- | ---------------- | ------------------ |
| 1–9                | 3,8 %         | 10,7 %           | 3,4 %              |
| 10–19              | 25,1 %        | 51,2 %           | 23,0 %             |
| 20–29              | 26,7 %        | 54,7 %           | 22,7 %             |
| 30–39              | 22,5 %        | 50,8 %           | 20,2 %             |
| 40–49              | 19,6 %        | 46,4 %           | 17,5 %             |
| 50–59              | 16,5 %        | 41,7 %           | 14,5 %             |
| 60–69              | 16,1 %        | 40,7 %           | 14,0 %             |
| 70–79              | 15,2 %        | 40,1 %           | 13,0 %             |
| 80–89              | 10,6 %        | 29,9 %           | 9,0 %              |
| 90–99              | 7,1 %         | 24,0 %           | 5,8 %              |
| понад 100          | 6,2 %         | 28,6 %           | 4,3 %              |
| Волинська губернія | 17,2 %        | 41,4 %           | 15,1 %             |

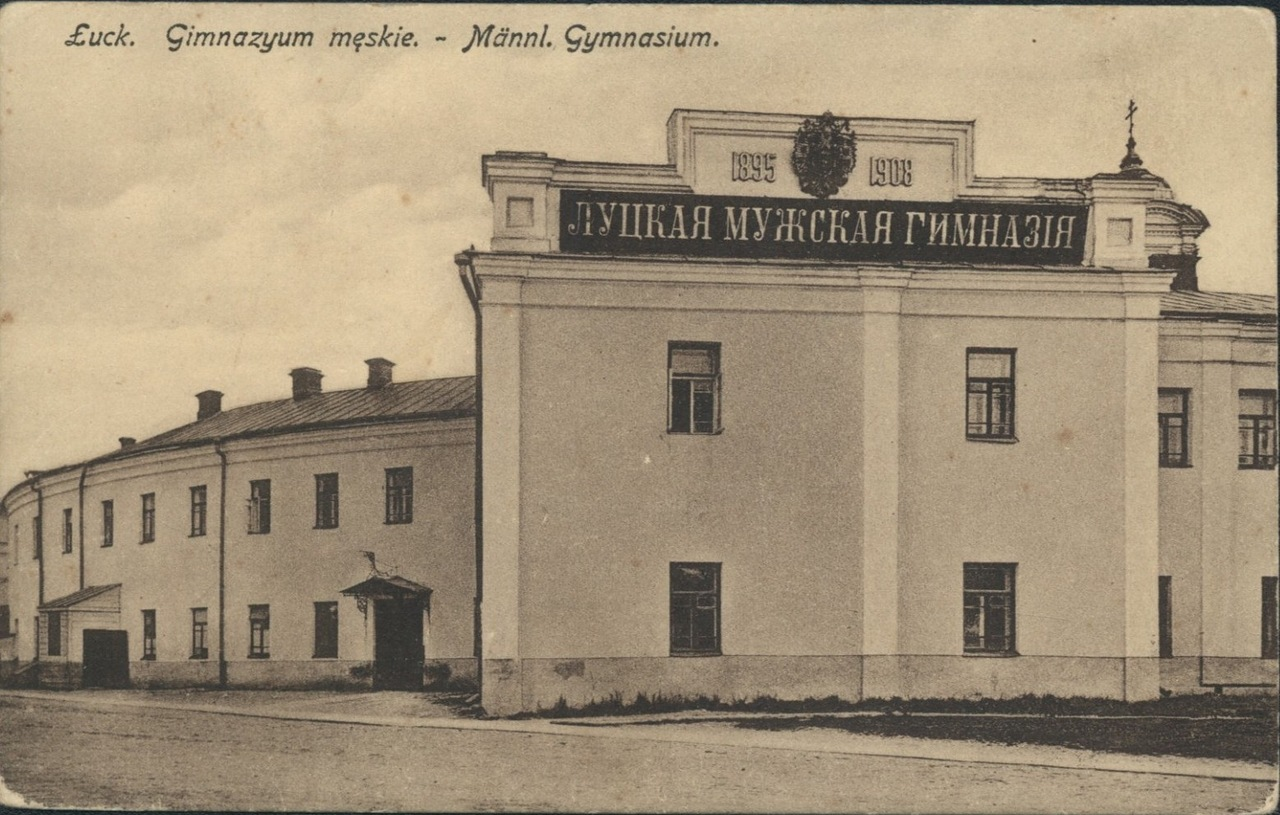
Чоловіча гімназія в Луцьку (1916 рік)

Грамотність російською мовою мали 360 387 жителів губернії, що становило 73 % від загальної кількості грамотних. 132 516 осіб були грамотними тільки іншою мовою (переважно німецькою, єврейською та польською), не володіючи російською. Серед грамотних російськомовних майже всі (99,7 %) володіли російською грамотою, серед україномовних таких було 97,8 %, серед польськомовних — 68,6 %. Серед грамотних чехів та євреїв володіли російською грамотою 60,0 % та 53,2 % відповідно. Серед чисельних народів губернії тільки серед німців більшість письменного населення (70,5 %) не володіли російською грамотою.

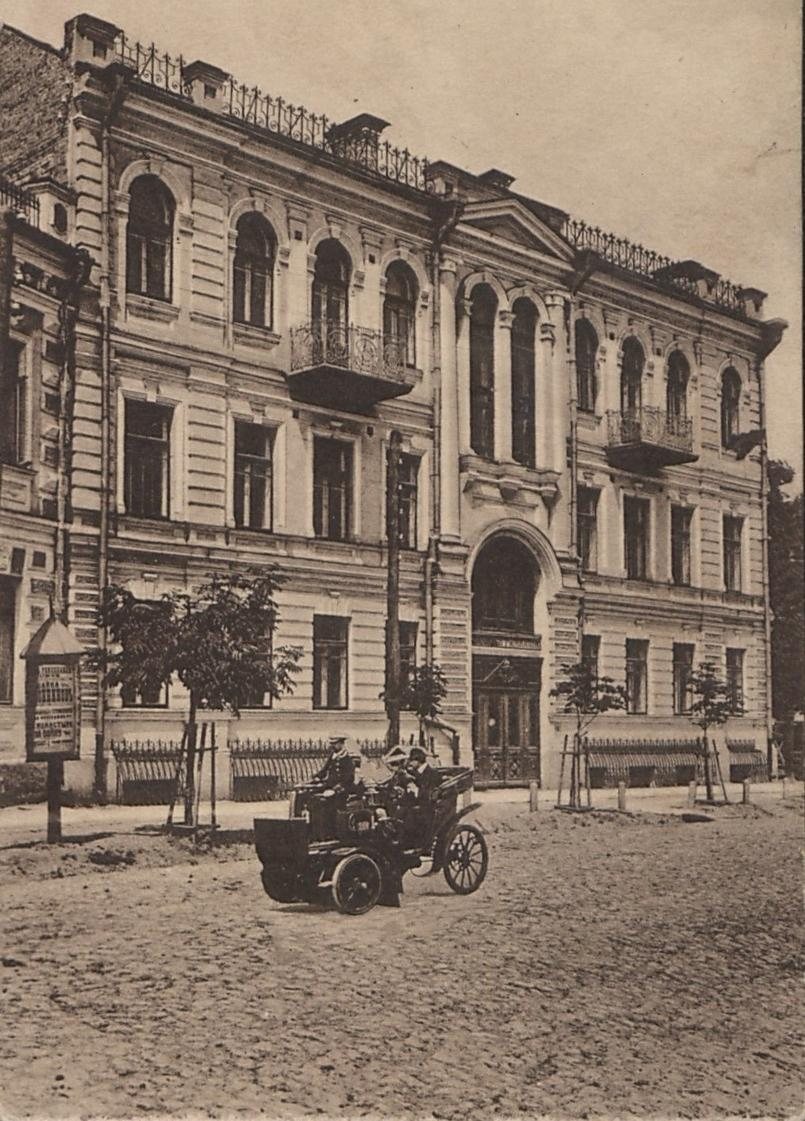
Жіноча гімназія в Луцьку (1916 рік)

Характерною особливістю було те, що грамотність російською мовою серед чоловіків була поширена набагато більше ніж серед жінок. Так серед грамотних україномовних російською грамотою володіли 99,0 % чоловіків та лише 89,0 % жінок, серед польськомовних 76,5 % чоловіків та 60,7 % жінок, серед єврейськомовних 55,1 % чоловіків та 49,5 % жінок. Серед грамотних німців російською грамотою володіли 38,7 % чоловіків та лише 19,4 % жінок.
Освіту вище початкової в 1897 році мали 20009 мешканців Волинської губернії. Серед них налічувалося російськомовних 10 332 (51,6 %), польськомовних 4405 (22,0 %), україномовних 3534 (17,7 %), німецькомовних 702 (3,5 %), єврейськомовних 671 (3,4 %). Середню та вищу освіту мав лише 1 житель губернії зі 150, зокрема серед російськомовних 1 з 10, серед польськомовних 1 з 42, серед німецькомовних 1 з 244, серед єврейськомовних 1 з 588, серед україномовних 1 з 592.

### Навчальні заклади
Станом на 1903 рік у губернії діяло 3003 навчальних заклади з 129 454 учнями, зокрема:
- 727 початкових училищ
- 956 церковно-парафіяльних шкіл
- 523 шкіл письменності (106 634 учнів)
- 10 середніх навчальних закладів (3 649 учнів)
- 7 духовних училищ
- 1 вчительська семінарія
- 5 сільських шкіл
- 1 фельдшерська школа
- 770 єврейських шкіл (17 265 учнів)

## Медицина

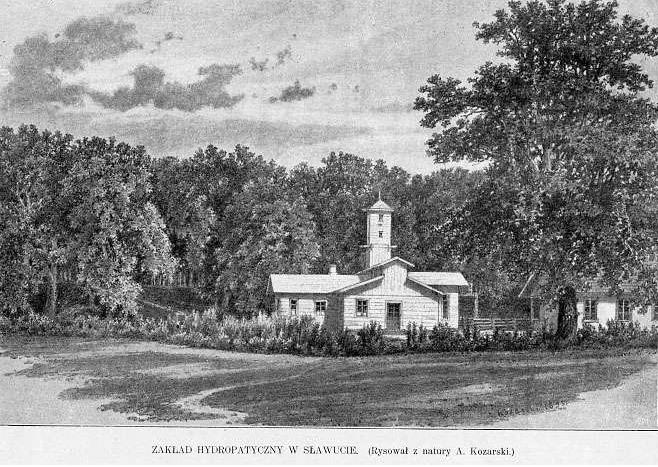
Гідропатичний санаторій Сангушків у Славуті, 1870-ті роки

На початку 1910-х у губернії діяло 172 лікарняних заклади різних типів, з них більшістю (62 %) опікувалися земства. Продаж ліків вели 210 аптек, які діяли в усіх містах та більшості містечок.
| Повіти                | Земські медичні заклади | Лікарні Червоного хреста | Приватні та спеціалізовані медичні заклади | Військові медичні заклади | Єврейські лікарні | Лікарняні заклади при залізницях | Лікарні при заводах | Лікарні при реліг. закладах | Всього |
| --------------------- | ----------------------- | ------------------------ | ------------------------------------------ | ------------------------- | ----------------- | -------------------------------- | ------------------- | --------------------------- | ------ |
| м. Житомир            | 1                       | 1                        | 6                                          | 3                         | 1                 | 1                                |                     |                             | 13     |
| Житомирський          | 14                      |                          | 1                                          |                           |                   |                                  | 4                   |                             | 19     |
| Володимир-Волинський  | 11                      |                          | 1                                          |                           | 1                 |                                  |                     |                             | 13     |
| Дубенський            | 8                       |                          |                                            |                           | 1                 |                                  |                     |                             | 9      |
| Заславський           | 8                       | 1                        | 3                                          |                           | 3                 |                                  | 4                   |                             | 19     |
| Ковельський           | 9                       |                          |                                            |                           | 1                 | 1                                |                     |                             | 11     |
| Кременецький          | 7                       |                          |                                            |                           | 4                 |                                  | 1                   | 1                           | 13     |
| Луцький               | 8                       |                          |                                            |                           | 1                 |                                  |                     | 1                           | 10     |
| Новоград-Волинський   | 9                       |                          | 1                                          |                           | 5                 |                                  | 3                   |                             | 18     |
| Овруцький             | 8                       |                          |                                            |                           |                   |                                  | 1                   |                             | 9      |
| Острозький            | 7                       |                          |                                            |                           | 1                 |                                  | 1                   | 1                           | 10     |
| Рівненський           | 9                       |                          | 1                                          |                           | 1                 | 1                                | 3                   | 1                           | 16     |
| Старокостянтинівський | 7                       |                          |                                            |                           | 2                 | 1                                | 2                   |                             | 12     |
| Волинська губернія    | 106                     | 2                        | 13                                         | 3                         | 21                | 4                                | 19                  | 4                           | 172    |

За даними перепису 1897 року поширення основних фізичних недоліків серед населення Волинської губернії характеризувалося наступними цифрами:
- сліпих — 4101
  - сліпих від народження — 1870
  - з набутою сліпотою — 2231
- глухонімих — 3205
- німих — 1159
- божевільних — 1716
- всього — 10 181

## Пожежна служба
Пожежна служба губернії в 1911 році складался з 12 повітових відділень (7 брандмейстерів та 109 робітників). На її утримання було виділено 46,5 тис. крб, з них тільки на Житомирську повітову пожежну частину — 15 831 крб (34 %). Використовувалося примітивне знаряддя.
У 1911 році у Волинській губернії було зафіксовано 1563 пожежі, найбільше — у осінні (528) та літні (424) місяці. Було спричинено збитків на суму 2776,3 тис. крб, що майже в 60 разів перевищувало витрати на пожежні частини. Серед причин пожеж виділялися:
- навмисні підпали — 319
- необачність — 202
- блискавки — 131
- неправильна експлуатація печей та труб — 123
- невідомі причини — 788

## Збройні сили

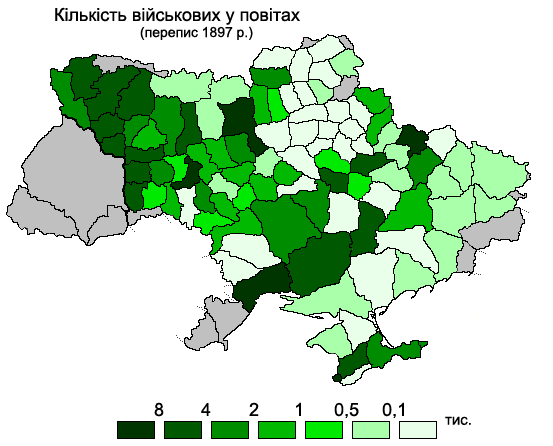
Кількість військових у повітах за переписом 1897 року (західна частина Волинської губернії, що межувала з Австро-Угорщиною та Привіслянським краєм, відзначалася найвищою концентрацією військових в межах українських повітів Російської імперії)

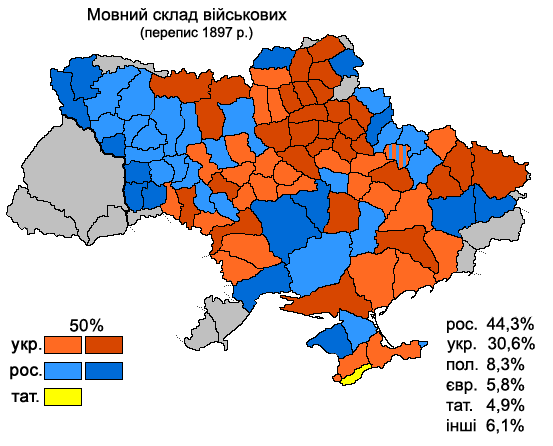
Мовний склад військових у повітах українських губерній за переписом 1897 року (для Волинської губернії, особливо її прикордонних повітів, була характерна підвищена концентрація військових частин, укоплектованих вихідцями з центральної Росії)

Як прикордонна з Австро-Угорщиною, Волинська губернія була місцем дислокації значної кількості військових частин. За переписом 1897 року на території Волинської губернії було зафіксовано перебування 49 793 військових, членами сімей військовослужбовців були ще 3317 осіб. Особливо високою їх концентрацією відзначалися Житомирський повіт (7583 військових), Луцький (7196), Кременецький (6839), Рівненський (5740), Дубенський (5215), Ковельський (4267), найменше їх було в Овруцькому повіті (100 осіб).
У містах знаходилося 29 441 військових (59,1 % загальної чисельності), у повітах (переважно містечках) — 20 352 військових (40,9 %). За мовним складом серед військових переважали російськомовні, яких налічувалося 23 354 осіб (46,9 % чисельності військових) та україномовні, 15 708 осіб (31,5 %). Понад 10 % військових Волинської губернії становили народи Надволжя, серед них татарськомовних налічувалося 3553 осіб (7,1 %), башкирськомовних 981 (2,0 %), мордовськомовних, чуваськомовних, марійськомовних разом 782 (1,6 %). На єврейськомовних припадало 5,5 % (2714 ос.), на польськомовних 2,6 % (1279 ос.), на німецькомовних 1,0 % (521 ос.).
| Місто                | Військово- службовців | Частка військових у населенні міста |
| -------------------- | --------------------- | ----------------------------------- |
| Дубно                | 3605                  | 25,3 %                              |
| Рівне                | 4836                  | 19,7 %                              |
| Ковель               | 3356                  | 19,0 %                              |
| Луцьк                | 2879                  | 18,2 %                              |
| Заслав               | 1940                  | 15,4 %                              |
| Острог               | 1795                  | 12,2 %                              |
| Новоград-Волинський  | 1783                  | 10,5 %                              |
| Володимир-Волинський | 1012                  | 10,3 %                              |
| Кременець            | 1656                  | 9,4 %                               |
| Житомир              | 5577                  | 8,5 %                               |
| Старокостянтинів     | 966                   | 5,9 %                               |
| Овруч                | 37                    | 0,5 %                               |

У 1911 році у Волинській губернії були розквартировані наступні військові частини:

м. Володимир-Волинський
- 7-й гусарський Білоруський полк
- 68-й лейб-піхотний Бородинський полк
- 11-й Донський козачий полк

м. Дубно (штаб 11-ї кавалерійської дивізії)
- 11-та Артилерійська бригада
- 41-й піхотний Селенгінський полк
- 11-й уланський Чугуївський полк
- Дубенський дисциплінарний батальйон

м. Заслав
- 128-й піхотний Старооскольський полк

м. Ковель (штаб 7-ї кавалерійської дивізії)
- 7-й драгунський Кінбурнський полк
- 67-й піхотний Тарутинський полк

м. Кременець
- 11-й драгунський Ризький полк
- 42-й піхотний Якутський полк

м. Радивилів Кременецького повіту
- 12-й Донський козачий полк
- 18-та Прикордонна Волинська бригада

м. Луцьк (штаб 11-ї піхотної дивізії)
- 11-а артилерійська бригада
- 11-й гусарський Ізюмський полк
- 43-й піхотний Охотський полк
- 44-й піхотний Камчатський полк

м. Новоград-Волинський
- 18-й піхотний Вологодський полк

м. Острог
- 126-й піхотний Рильський полк
- 2-й дивізіон 32 Артилерійської бригади (м. Рівне)

м. Рівне (штаб 11-го Армійського корпусу)
- 32-га піхотна дивізія (нач. — ген.-лейт. Федір Христіанович Вендт)
  - 125-й піхотний Курський полк
  - 127-й піхотний Путивльський полк
  - 21-й саперний батальйон
  - 32-га артилерійська бригада

м. Волочиськ Старокостянтинівського повіту
- 12-й драгунський Стародубський полк
- 3-й Оренбурзький козачий полк
- 45-й піхотний Азовський полк

## Культура

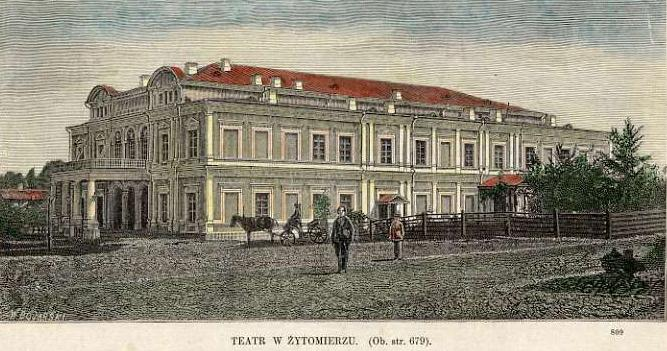
Театр у Житомирі, 1870-ті роки

На початку 1910-х років у губернії діяло 70 закладів культури різного типу (театри, кінотеатрів, клубів, громадських зборів), переважно в містах:
- Житомир — 14 (зокрема 4 театри, 2 електротеатри)
- Рівне — 7 (2 театри, 1 електробіоскоп, 2 біоскопи)
- Ковель — 7 (2 театри, 2 електротеатри)
- Володимир-Волинський — 7 (2 електротеатри)
- Луцьк — 6 (1 театр, 2 кінотеатри)
- Новоград-Волинський — 5 (2 театри)
- Кременець — 3 (1 театр)
- Острог — 3 (1 електро-біограф)
- Старокостянтинів — 3 (1 кінотеатр))
- Дубно — 2 (1 електротеатр)
- Ізяслав — 2 (1 електротеатр)
- Овруч — 2 (1 театр)
- Здолбунів — 1

У селах та містечках діяли 8 закладів такого типу, зокрема в селі Фрідріхівка (зараз у складі Волочиська) — 4 (1 кінотеатр), містечку Радивилів — 3, Купель — 1 (кінотеатр).
Перший кіносеанс у губернії відбувся 21 серпня 1897 року в Житомирському міському театрі. Перший стаціонарний кінотеатр відкрився в 1906 році, під назвою електротеатр «Біограф». Пізніше вони почали з'являтися і в інших містах губернії.
На початку 1910-х років у губернії налічувалося 208 закладів розповсюдження книжок, зокрема:
- бібліотек — 76 (міста — 44, повіти — 32)
- книжкових магазинів — 54 (міста — 47, повіти — 7)
- книжкових лавок — 78 (міста — 44, повіти — 34)

## Засоби масової інформації

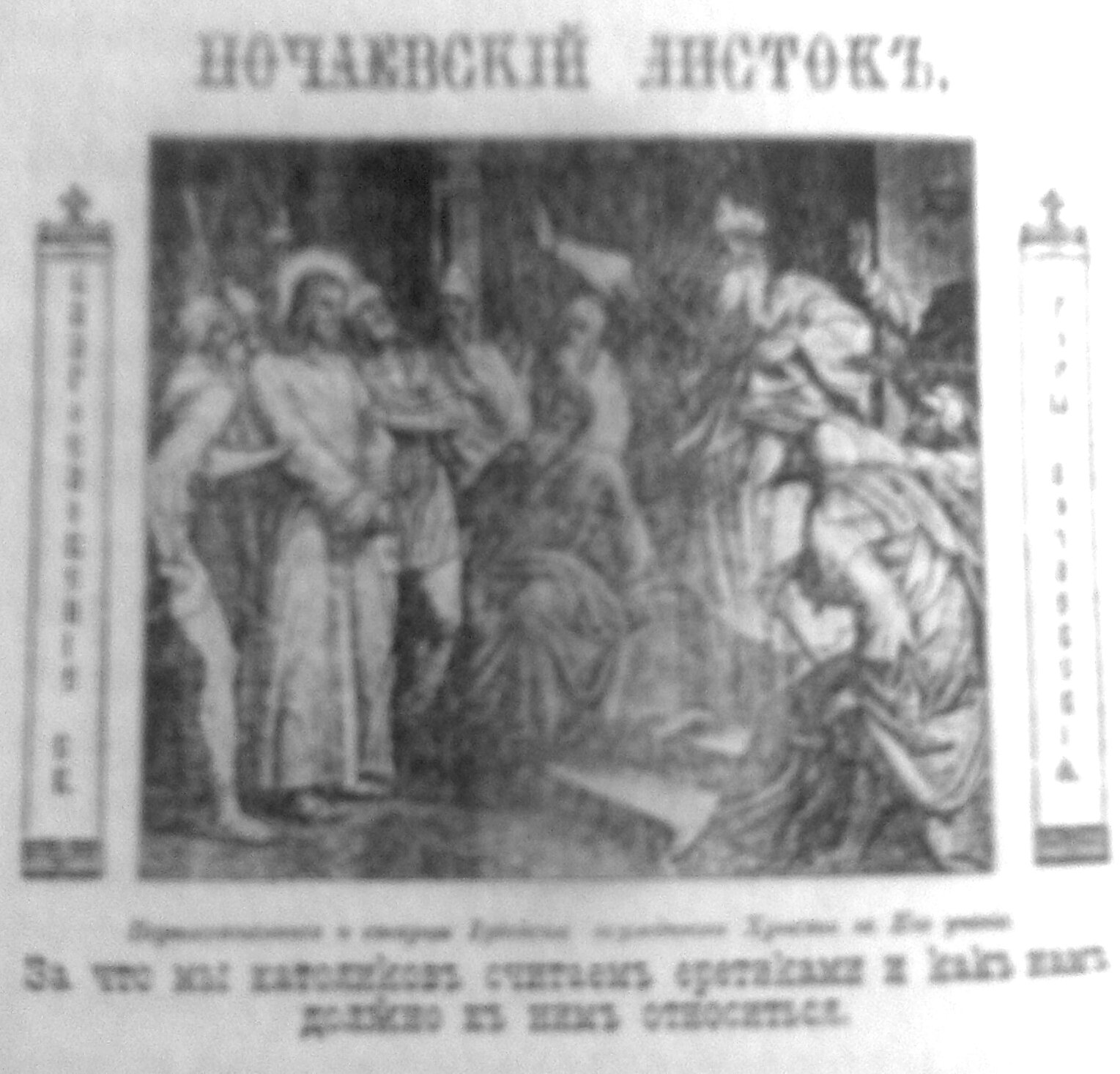
Обкладинка випуску «Почаївського листка» в 1905 році з темою: «За що ми католиків вважаємо за єретиків і як ми маємо до них ставитися».

Станом на 1911 рік у Волинській губернії видавалося 11 періодичних видань, з них 7 у Житомирі, та 4 у Кременецькому повіті (у Кременці та Почаєві).
Зокрема в Житомирі видавалися:
- «Волынскія Губернскія ВѢдомости»
- «Волынскія Епархіальныя ВѢдомости»
- «Жизнь Волыни» (щоденна газета)
- «Волынь» (щоденна газета)
- «Волынская почта» (щоденна газета)
- «Листокъ хмелевода»
- «ИзвѢстія Волынскаго Губернскаго Земства»

У Кременецькому повіті (Кремененці та Почаєві) виходили наступні періодичні видання:
- «Почаевскій листокъ» (журнал тижневик)
- «Русскій инокъ» (журнал виходив 2 рази на тиждень)
- «Кременецкая искра»
- «Волынская земля» (щоденна газета)

|          |  |                   |  |                |  |                      |  |
| «Волынь» |  | «Волынская почта» |  | «Жизнь Волыни» |  | «Почаевскій листокъ» |  |

## Маршалки шляхти
Губернськими маршалками шляхи у Волинській губернії були:
- Йосип Август Ілінський 1796-1799
- Каєтан Адам Мячинський 1799-1801
- Йоахим Вільга 1801-1802
- Станіслав Григорій Ворцель 1802-1808
- Алойзій Гостинський 1808-1811
- Вацлав Ганський 1811-1814
- Бартоломій Гіжицький 1814-1815
- Генрих Ілінський 1816-1817
- Євстахій Еразм Санґушко 1817-1820
- Вінсентій Ледоховський 1820-1823
- Петро Мошинський 1823-1826
- Михайло Чацький 1826-1829
- Граціян Ленкевич-Іпогорський 1829-1838
- Януш Ілінський 1838-1841
- Костянтин Станіслав Любомирський VIII-IX 1841
- Якуб Омечинський 1841-1844
- Теодор Бобр-Петровський 1844-1850
- Ромульд Ледоховський 1850-1852
- Володимир Свяковський 1852-1856
- Кароль Микулич-Радецький 1856-1863
- Олександр (Владислав) Заліський 1863-1866.
- князь Микола Імеретинський 09.11.1866—12.1869
- вакантне 1870—1872
- Модест Карамишев 01.03.1872—1877
- вакантне 1877—1880
- князь Микола Кудашев 04.01.1880—1881
- вакантне 1881—1882
- Сергій Уваров 08.05.1882—22.01.1900
- граф Нирод Максиміліанович 27.03.1901—31.12.1901
- князь Володимир Волконський 23.03.1902—17.08.1907
- Павло Демидов 17.08.1907—1914
- Борис Лелявський 1914—1915
- Ілля Папа-Афанасопуло 1915—1917

## Політика

### Вибори до Державної Думи
6 серпня 1905 року Маніфестом Миколи II було оголошено маніфест-декларацію про створення Державної думи, як «особливого законодорадчого органу». Згідно з законом про діяльність Державної Думи до її складу мало бути обрано 412 депутатів, які повинні були представляти 130 мільйонне населення держави. Від Волинської губернії мало бути обрано 13 депутатів — ця кількість залежала від чисельності населення губернії.
Обирати депутатів Державної Думи мали виборщики. Усі 12 повітів Волинської губернії на губернських зборах у Житомирі мали представляти 195 виборщиків (зокрема 69 — від волостей, 86 — від землевласників, 40 — від міщан). Селяни від кожної волості обирали на повітовий з'їзд 2 представників, з числа яких потім обиралися делегати на губернський з'їзд, а останні вже мали обирати депутатів до Державної Думи. Майновий ценз землевласників, які мали право на повітовому з'їзді напряму обирати делегатів на губернський з'їзд, був неоднаковим у різних частинах губернії. В залежності під повіту потрібно було мати у своєму користуванні не менше 100—500 десятин землі (десятина — 1,0925 га), наприклад у Заславському повіті — 100 дес., Старокостянтинівському — 150 дес., Житомирському, Кременецькому, Острозькому — 200 дес., Володимир-Волинському, Новоград-Волинському — 250 дес., Ковельському — 300 дес., Луцькому — 300 дес., Рівненському — 300 дес., Овруцькому — 500 дес. Дрібні землевласники, які мали у своєму володінні меншу кількість землі та священнослужителі, що володіли церковними землями чи власними мали проводити попередні з'їзди, наяких обирали делегатів на повітовий. Брати участь у з'їздах міських виборщиків мали право особи, що володіли майном вартістю не менше 1,5 тис. руб. Міщани, які не володіли відповідним майновим цензом, не мали права брати участь у попередніх з'їздах жителів міст. До участі у виборах не допускалися жінки, особи молодші 25 р., ув'язнені, позбавлені духовного сану чи в позбавлені посади судовому порядку, а також всі хто навчався або перебував на дійсній військовій службі.

Юзеф Потоцький, польський землевласник (близько 60 тис. десятин у Старокостянтинівському та Заславському повітах, зокрема в Антонінах), останній нащадок волинської гілки Потоцьких, депутат I Думи від Волинської губернії

До I Державної Думи (27.04.1906 — 09.07.1906) від Волинської губернії потрапили:
- Андро Дмитро Федорович — Рівненський предводитель дворянства
- Бобровник Петро Миколайович — селянин с. Ізабелівка Новоград-Волинського повіту
- Базилюк-Вознюк Петро Лук'янович — селянин с. Сколобове Житомирського повіту
- Гринюк Авксентій Григорович — селянин с. Махнівки Старокостянтинівського повіту
- Грохольський Володимир Мечиславович — граф, с. Гриців Заславського повіту
- Журавський Михайло Євгенійович — Старокостянтинівський предводитель дворянства
- Концевич Авдій Васильович — священник с. Седлище Ковельського повіту
- Лопатюк Трохим Назарович — селянин с. Сарновичі Овруцького повіту
- Марчук Прокопій Павлович — селянин с. Мала Клітинка Старокостянтинівського повіту
- Погрібняк Павло Ісидорович — селянин с. Унієва Острозького повіту
- Понятовський Щенсний Адамович — поміщик, присяжний повірений з с. Великі Цепцевичі Луцького повіту
- Потоцький Йосип Альфредович — граф, с. Антоніни Заславського повіту
- Фурман Артемій Григорович — селянин с. Люлінці Кременецького повіту

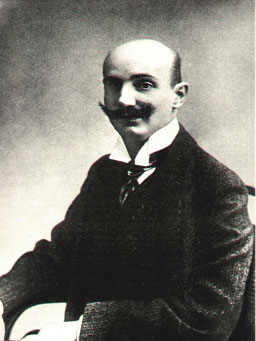
Василь Шульгін, депутат II, III та IV Думи від Волинської губернії, один з лідерів фракції «правих», пізніше — «Всеросійського національного союзу»

До II Державної Думи (20.02.1907 — 02.06.1907) від Волинської губернії потрапили:
- Бас Євсей Кіндратович — селянин містечка Деражне Рівненського повіту (фракція октябристів)
- Бєляєв Григорій Миколайович — землевласник села Коршів Луцького повіту
- Васюхник Павло Сергійович — селянин села Старосілля Луцького повіту (безпартійний)
- Гаркавий Михайло Феодосійович — селянин містечка Городниця Новоград-Волинського повіту (безпартійний)
- Герштанський Дем'ян Йосипович — священник села Релавиці Володимир-Волинського повіту (фракція кадетів)
- Дрбоглав Іван Федорович — селянин чеського походження (безпартійний)
- Ігнатюк Марк Олександрович — селянин містечка Івниця Житомирського повіту (безпартійний)
- Калішук Віктор Степанович — селянин села Тумин Володимир-Волинського повіту (безпартійний)
- Коренчук Ананій (Антоній) Францевич — селянин села Бірки Ковельського повіту (безпартійний)
- Нікончук Мартіан Максимович — селянин села Кожухівка Овруцького повіту
- Рейн Георгій Єрмолайович — лікар, громадський діяч (фракція октябристів)
- Шульгін Василь Віталійович — землевласник Острозького повіту, громадський діяч та публіцист (Союз російського народу)
- Ющук Іван Созонович — селянин села Чудниця Острозького повіту (безпартійний)

У III Державній Думі (01.10.1907 — 09.06.1912) депутатами від Волинської губернії були:
- Андрійчук Матвій Степанович — селянин села Слободище Житомирського повіту (Союз російського народу)
- Баранович Дмитро Якович — священник (Союз російського народу)
- Березовський Петро Васильович — педагог, громадський діяч (Союз російського народу)
- Бєляєв Григорій Миколайович — землевласник села Коршів Луцького повіту
- Волконський Володимир Вікторович — поміщик Старокостянтинівського повіту (Союз російського народу)
- Ганжулевич Євгеній Якович — священник Житомирського повіту (Союз російського народу)
- Герасименко Єфим Васильович  — селянин села Непізнаничі Новоград-Волинського повіту (Союз російського народу)
- Данилюк Яків Григорович — селянин села Вілія Кременецького повіту (Союз російського народу)
- Кириллович Діонісій Фадейович — священник, настоятель Луцької соборної церкви (Союз російського народу)
- Клименко Тит Ігнатович — селянин села Білка Овруцького повіту (Союз російського народу)
- Клопотович Віктор Феофілович — землевласник села Лавринівці Заславського повіту (Союз російського народу)
- Никитюк Яків Степанович — селянин села Кам'янка Заславського повіту (Союз російського народу)
- Шульгін Василь Віталійович — землевласник Острозького повіту, громадський діяч та публіцист (Союз російського народу)

У останній, IV Державній Думі (15.11.1907 — 06.10.1917), депутатами від Волинської губернії були:
- Бєляєв Григорій Миколайович — землевласник села Коршів Луцького повіту
- Бурмич Стефан Григорович — селянин села Гаєвичі Овруцького повіту
- Ігнатюк Лука Омелянович — селянин села Людвище Кременецького повіту (Союз російського народу)
- Карпінський Іоанн Костянтинович — священник села Ярунь Новоград-Волинського повіту (Союз російського народу)
- Лелявський Борис Миколайович — землевласник, Овруцький предводитель дворянства (Російське зібрання)
- Лотоцький Ананій Олексійович — священник села Милятин Острозького повіту
- Мельников Василь Іванович — землевласник Дубенського та Кременецького повітів
- Москалюк Прокопій Андрійович — селянин села Свинна Старокостянтинівського повіту (Союз російського народу)
- Бессонов Микола Миколайович — єпископ Кременецький (Никон)
- Рейн Георгій Єрмолаєвич — лікар, громадський діяч
- Самчук Василь Іванович — селянин село Хорошів Острозького повіту (Союз російського народу)
- Тивончук Михайло Павлович — селянин містечка Степань Рівненського повіту
- Шульгін Василь Віталійович— землевласник Острозького повіту, громадський діяч та публіцист (Союз російського народу)
- Ярмолович Полієн Антонович — громадський діяч міста Рівне (Російське зібрання)

### Вибори до Всеросійських установчих зборів
25 листопада (12 листопада за старим стилем) 1917 року відбулися вибори до Всеросійських установчих зборів. На території Волинської губернії вибори були проведені не на усій території, оскільки частина повітів знаходилася під контролем держав Троїстого союзу. За офіційними даними у виборах взяли участь 804 208 мешканців Волинської губернії, з них 570 073 голосів (70,9 %) було віддано за українських есерів. За національні списки (єврейські та польські партії) проголосували 14,2 % виборців губернії, за більшовиків — 4,4 %, за російських есерів — 3,4 %, інші партії (кадети, меншовики, праві) набрали менше 3 %
| партія                                       | голосів | частка   |
| -------------------------------------------- | ------- | -------- |
| Українська партія соціалістів-революціонерів | 570 073 | 70,89 %  |
| Національні списки                           | 113 992 | 14,17 %  |
| Більшовики                                   | 35 612  | 4,43 %   |
| Есери                                        | 27 575  | 3,43 %   |
| Кадети                                       | 22 397  | 2,78 %   |
| Меншовики                                    | 16 947  | 2,11 %   |
| Праві                                        | 1 746   | 0,22 %   |
| Всього                                       | 804 208 | 100,00 % |

### Губернатори
Губернаторами Волинської губернії в період з 1797 по 1917 роки були:
| П. І. Б.                              | титул, чин, звання              | час на посаді | П. І. Б.                                 | титул, чин, звання                 | час на посаді |
| ------------------------------------- | ------------------------------- | ------------- | ---------------------------------------- | ---------------------------------- | ------------- |
| Миклашевський Михайло Павлович        | дійсний статський радник        | 1797–1797     | Синельников Миколай Петрович             | генерал-майор                      | 1852–1855     |
| Гревс Петро Єгорович                  | статський радник                | 1797–1799     | Клушин Павло Миколайович                 | дійсний статський радник           | 1855–1856     |
| Глазенап Карл Іванович                | дійсний статський радник        | 1799–1800     | Друцькой-Соколинський Михайло Васильович | князь, дійсний статський радник    | 1856–1863     |
| Курис Іван Онуфрійович                | дійсний статський радник        | 1800–1802     | Чертков Михайло Іванович                 | генерал-майор                      | 1864–1866     |
| Решетов Гаврило Степанович            | дійсний статський радник        | 1802–1805     | Ейлер Миколай Павлович                   | генерал-майор                      | 1866–1866     |
| Волконський Михайло Миколайович       | князь, дійсний статський радник | 1805–1806     | Галлер Іван Володимирович                | генерал-майор                      | 1866–1871     |
| Комбурлей Михайло Іванович            | таємний радник                  | 1806–1815     | Грессер Петро Аполонович                 | дійсний статський радник           | 1871–1878     |
| Сент-Прі Карл Францевич               | граф, дійсний статський радник  | 1815–1816     | Подгорічани-Петрович Юрій Миколайович    | граф, дійсний статський радник     | 1878–1881     |
| Домбровський                          |                                 | 1816–1816     | Томара Лев Павлович                      | камергер, дійсний статський радник | 1881–1885     |
| Сіверс Федір Федорович                | статський радник                | 1816–1816     | Валь Віктор Вільгельмович                | генерал-майор                      | 1885–1889     |
| Гіжицький Варфоломей Каетанович       | дійсний статський радник        | 1816–1824     | Янковський Євген Осипович                | генерал-майор                      | 1889–1892     |
| Бутовт-Андржейкович Михайло Фадейович | дійсний статський радник        | 1824–1828     | Суходольський Сергій Петрович            | дійсний статський радник           | 1892–1896     |
| Аверин Павло Іванович                 | дійсний статський радник        | 1828–1831     | Трепов Федір Федорович                   | генерал-майор                      | 1896–1898     |
| Римський-Корсаков Андрій Петрович     | дійсний статський радник        | 1831–1835     | Дунін-Барковський Йосип Якович           | дійсний статський радник           | 1898–1904     |
| Жуковський Миколай Васильович         | дійсний статський радник        | 1835–1837     | Каталей Петро Іванович                   | дійсний статський радник           | 1904–1905     |
| Звегинцов Олександр Ілліч             | дійсний статський радник        | 1837–1837     | Штакельберг Флор Олександрович           | барон, дійсний статський радник    | 1905–1909     |
| Маслов                                | генерал-майор                   | 1837–1839     | Кутайсов Олександр Павлович              | граф, дійсний статський радник     | 1909–1912     |
| Лашкарьов Григорій Сергійович         | генерал-майор                   | 1839–1844     | Мельников Михайло Олексійович            | статський радник                   | 1912–1915     |
| Каменський Іван Васильович            | генерал-майор                   | 1844–1848     | Гололобов Яків Георгійович               | колезький радник                   | 1915          |
| Васильчіков Іларіон Іларіонович       | князь, генерал-майор            | 1848–1851     | Скаржинський Петро Васильович            | дійсний статський радник           | 1915–1917     |

## Керівники губернії у 1917—1925 роках

### Голови військово-революційного комітету і губернського виконавчого комітету
- Тарногродський Микола Павлович (1918—.03.1918) /губревком/
- Кручинський Михайло Олександрович (.04.1919—.05.1919) /губревком/
- Маслюк Федір М. (.05.1919—.06.1919) /губревком/
- Гілінський Абрам Лазарович (.06.1919—.08.1919) /губвиконком/
- Маслюк Федір М. (.12.1919—1920) /губревком/
- Васильєв М. М. (1920—.03.1920) /губревком/
- Філіппов С. В. (.03.1920—.06.1920) /губревком/
- Аверін Василь Кузьмич (.06.1920—.07.1920) /губвиконком/
- Маслюк Федір М. (1920—.08.1920) /губревком/
- Аверін Василь Кузьмич (.09.1920—.11.1920) /губревком/
- Васильєв М. М. (.11.1920—.12.1920) /губревком/
- Ніколаєнко Іван Гнатович (.12.1920—.10.1921) /губревком/
- Ніколаєнко Іван Гнатович (.10.1921—27.11.1922) /губвиконком/
- Храмов Володимир Іванович (27.11.1922—.10.1923) /губвиконком/
- Кін Павло Андрійович (.10.1923—.05.1924) /губвиконком/
- Пахомов Яків Захарович (.05.1924—.09.1924) /губвиконком/
- Ремейко Олександр Георгійович (.09.1924—.06.1925) /губвиконком/
- Покко Сильвестр Іванович (.06.1925—.08.1925) /губвиконком/

### Голови губернського комітетуКП(б)У
- Гілінський Абрам Лазарович (.03.1919—.04.1919)
- Кручинський Михайло Олександрович (.04.1919—.06.1919)
- Гілінський Абрам Лазарович (.06.1919—1919)
- Борисов Борис Борисович (.01.1920—.04.1920)
- Шлападзе/Шепелєв (.04.1920—1920)
- Маслюк Федір М. (.06.1920—.08.1920)
- Аверін Василь Кузьмич (.09.1920—.12.1920)

### Відповідальні секретарі губернського комітетуКП(б)У
- Ляпін Олександр Іванович (.12.1920—.02.1921)
- Карасик Рувим Михайлович (.02.1921—.08.1921)
- Мусульбас Іван Андрійович (.08.1921—.01.1923)
- Березін Олександр Йосипович (.01.1923—.08.1923)
- Кац С. Г. (.08.1923—.09.1923)
- Попов Микола Степанович (.09.1923—21.10.1923)
- Демченко Микола Нестерович (21.10.1923—.08.1925)

## Архітектура

### Палаци

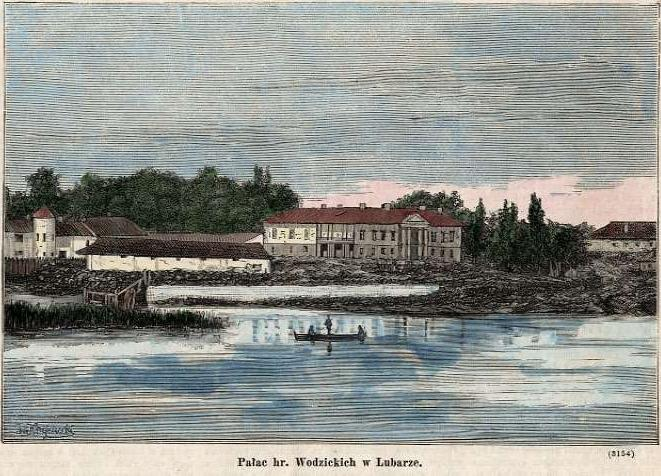
Палац Водзіцьких у Любарі, 1870-ті роки
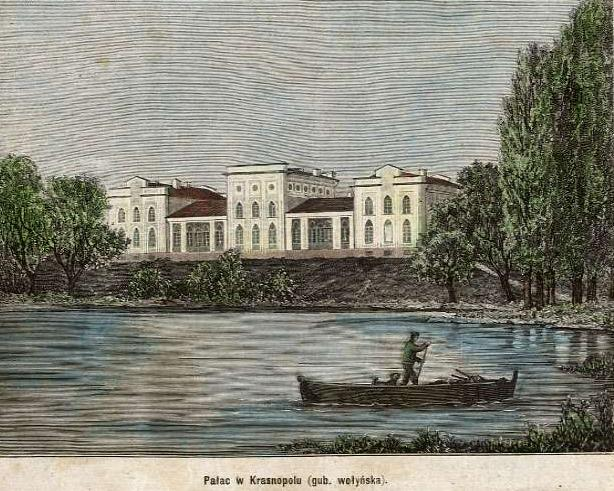
Палац Гіжицьких у Краснополі, 1870-ті роки
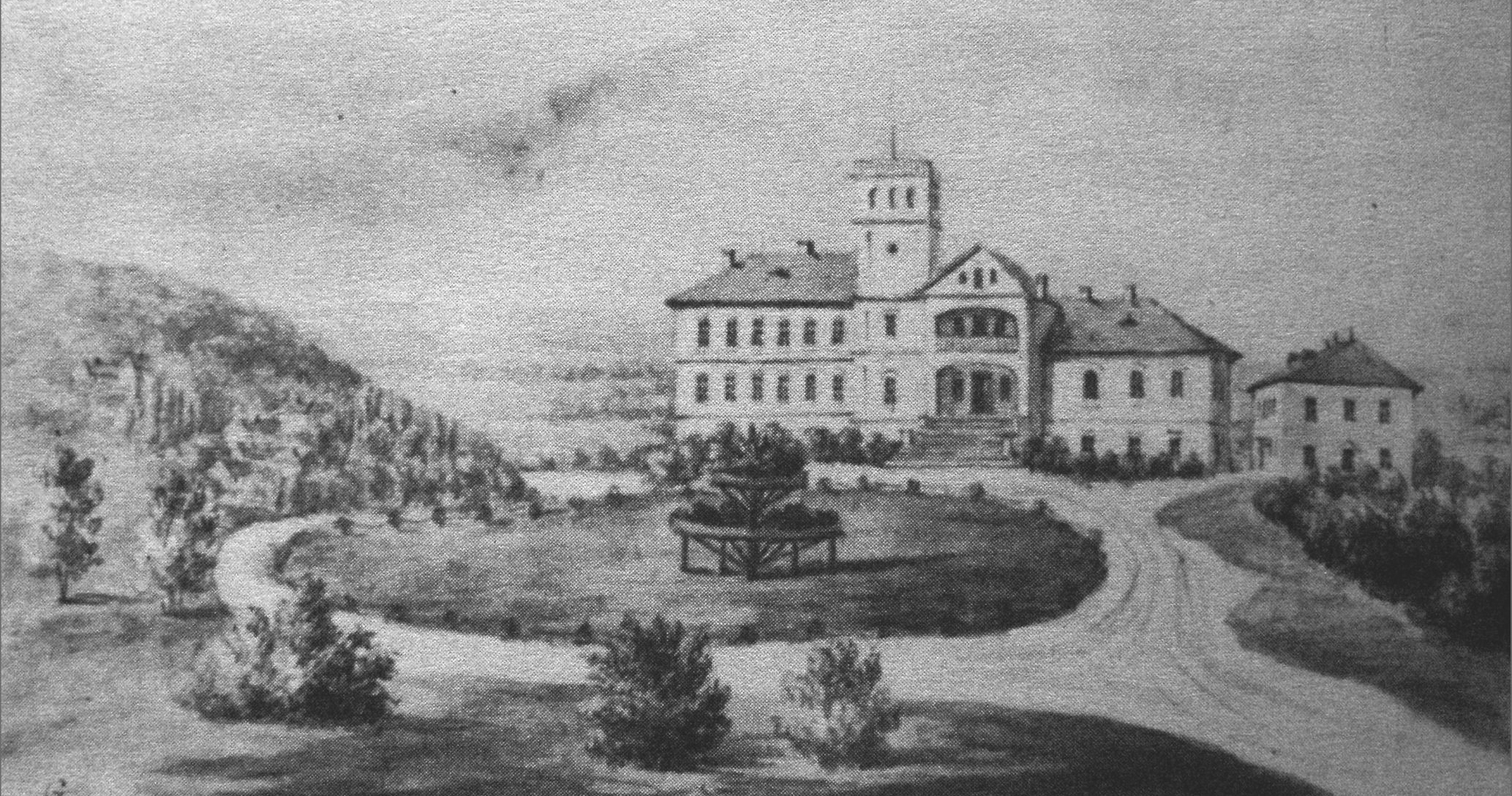
Палац Яблоновських у Плужному, XIX століття
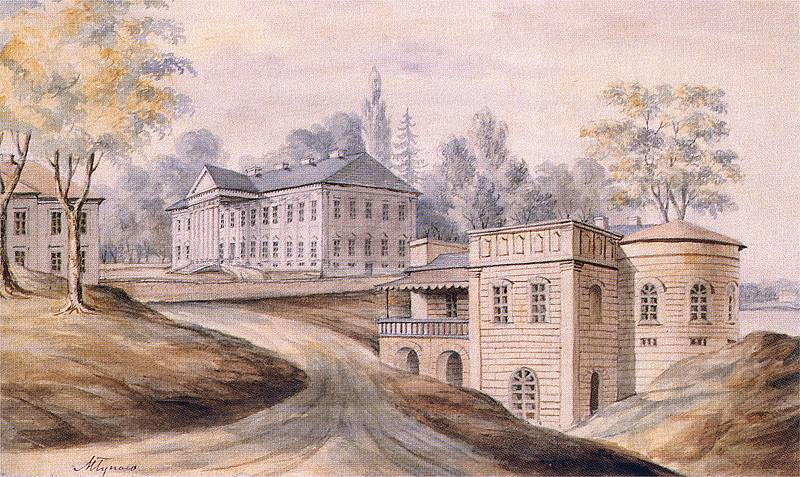
Палац Ходкевичів у Млинові, 1860–70-ті роки
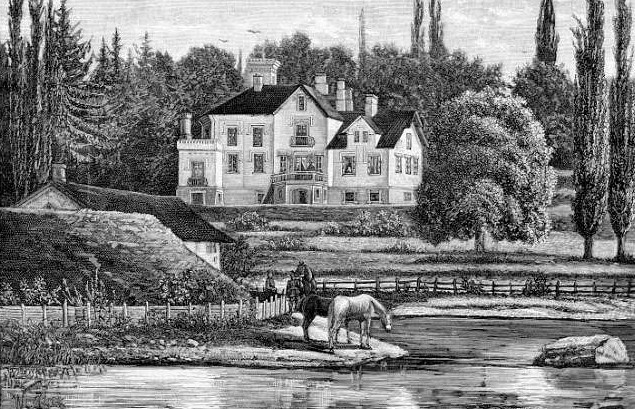
Палац Чапських у Мирополі, XIX століття
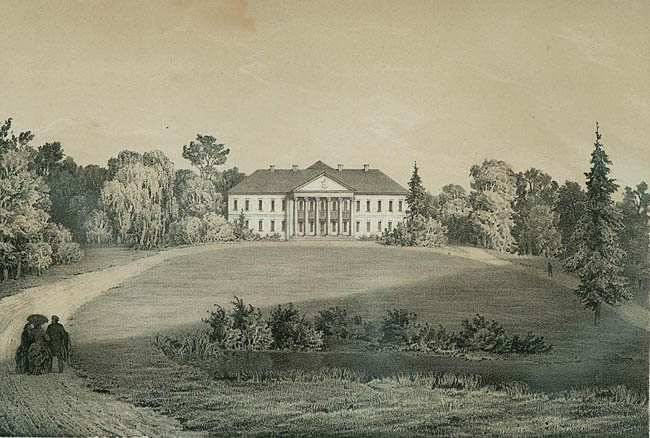
Палац Стецьких у Великих Межирічах, XIX століття
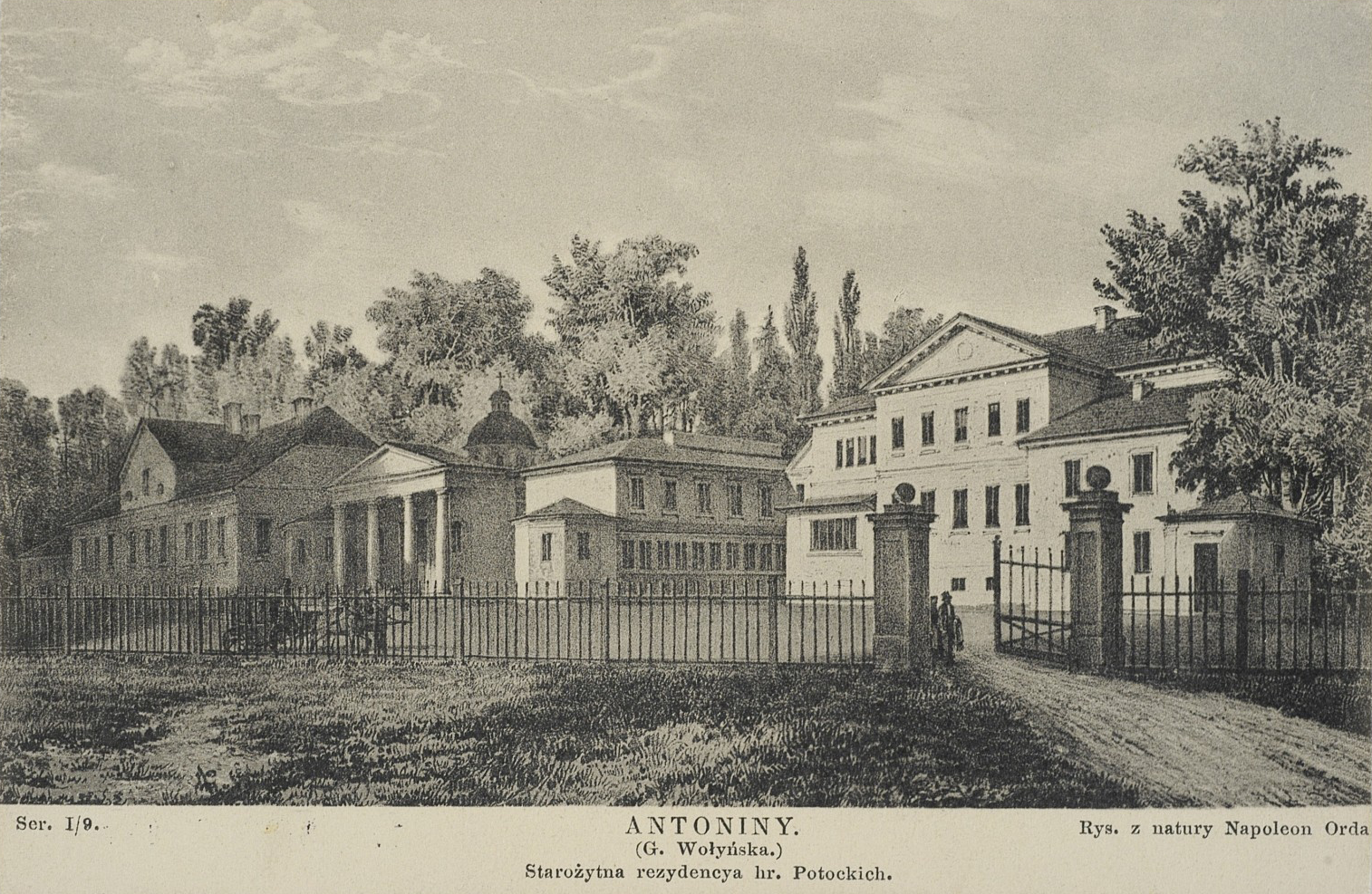
Палац Потоцьких у Антонінах, 1907 рік
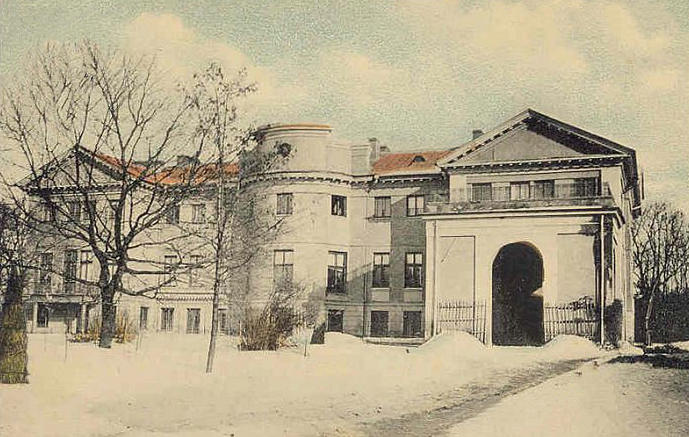
Палац Санґушків у Славуті, початок XX століття
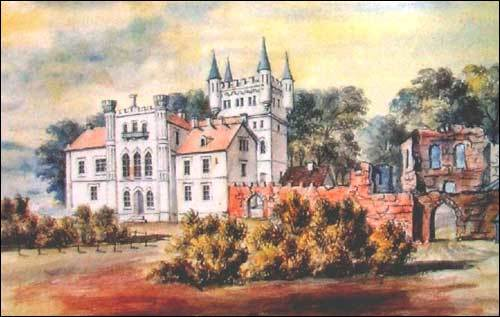
Палац Чосновських у Білокриниці, XIX століття
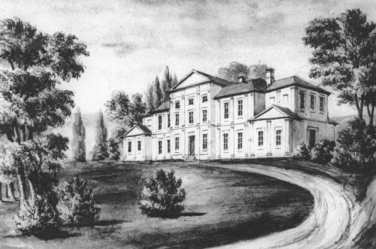
Палац Вишневецьких у Чайчинцях, XIX століття

### Замки та фортеці

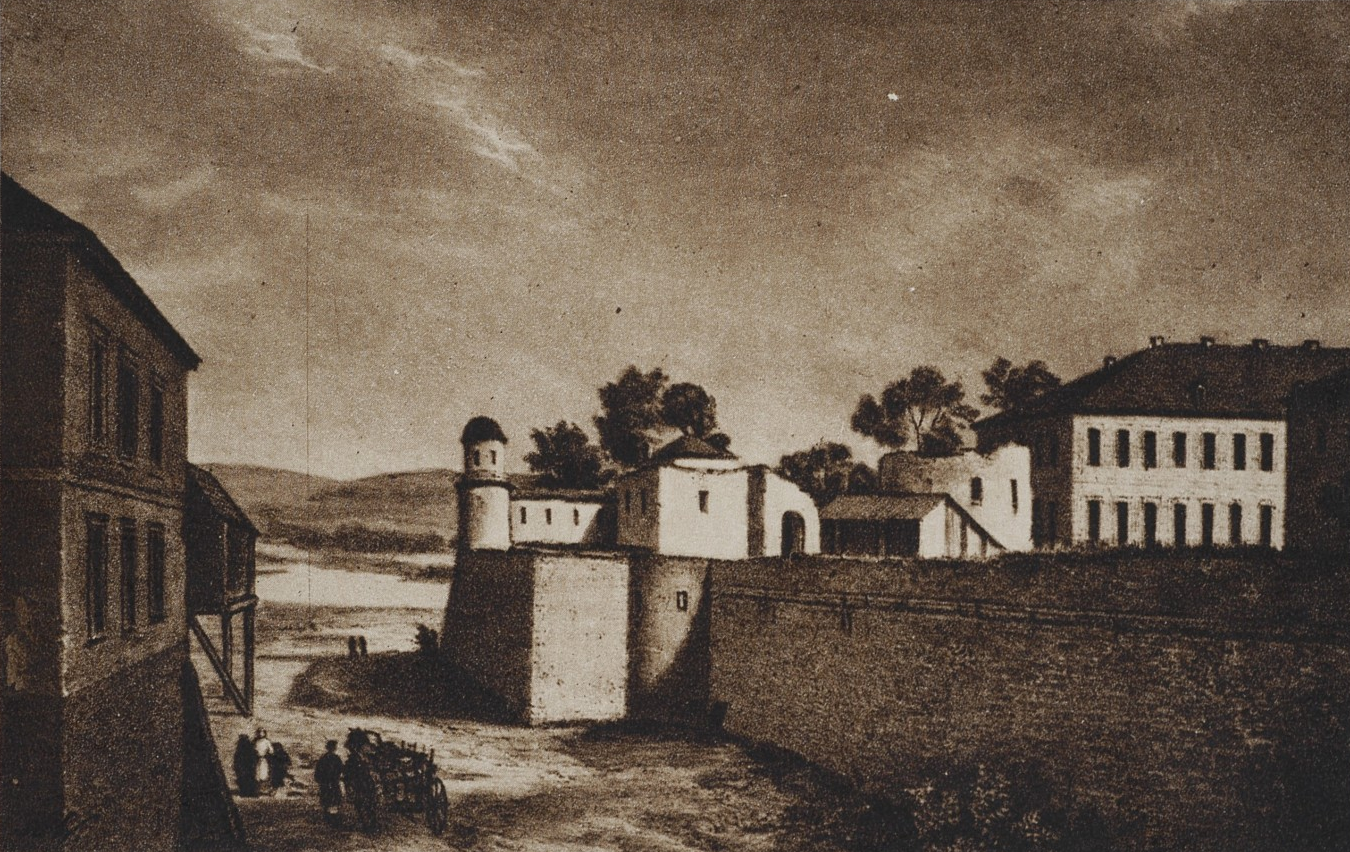
Дубенський замок, XIX століття
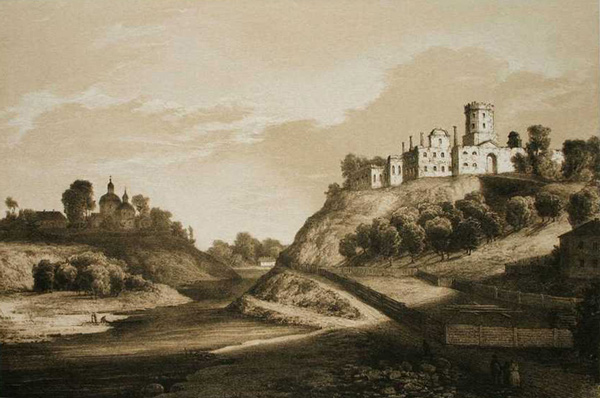
Корецький замок, XIX століття
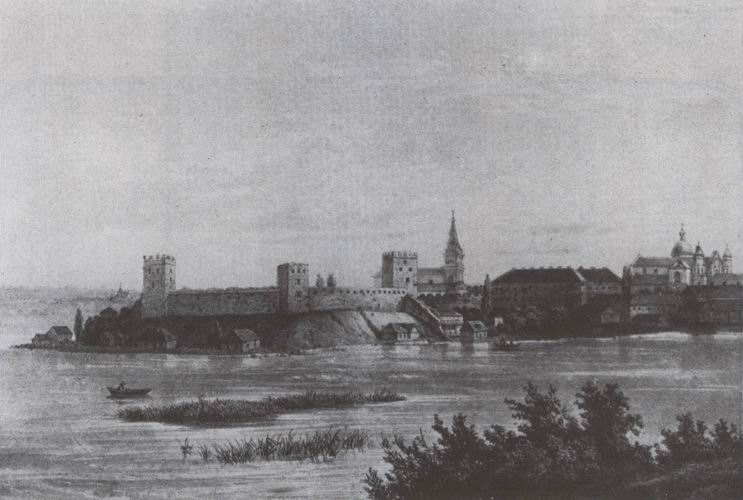
Замок Любарта в Луцьку, середина XIX століття
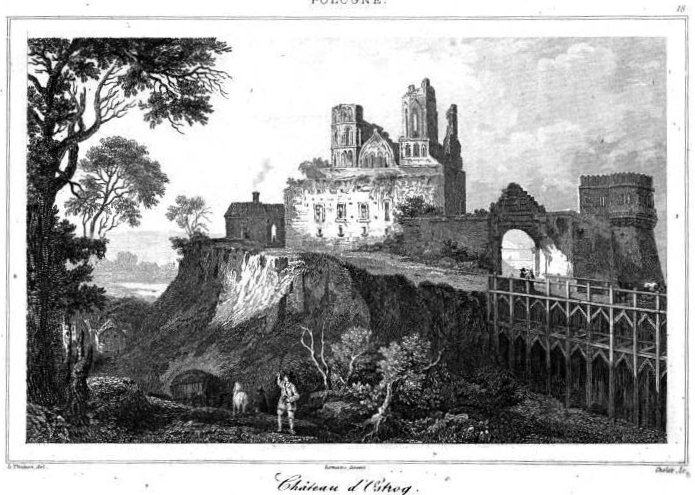
Острозький замок, 1840 рік

### Релігійні споруди

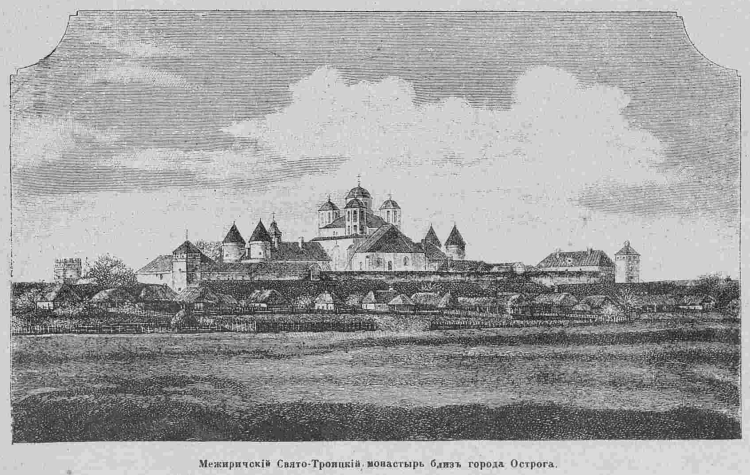
Межиріцький монастир, XIX століття
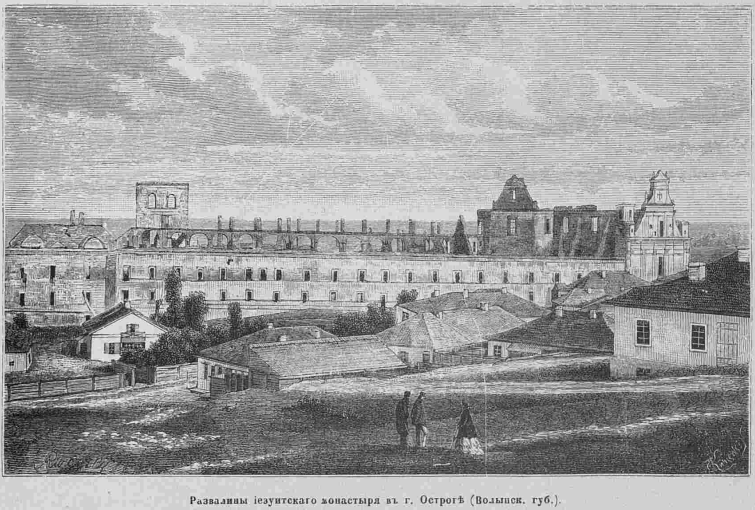
Руїни єзуїтських костелу, колегіуму, монастиря біля Острога, XIX століття
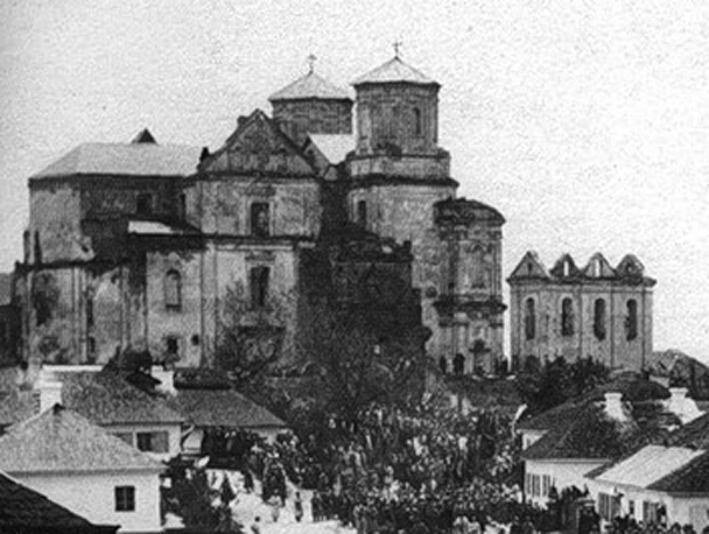
Успенська катедра у Володимирі, 1892 рік
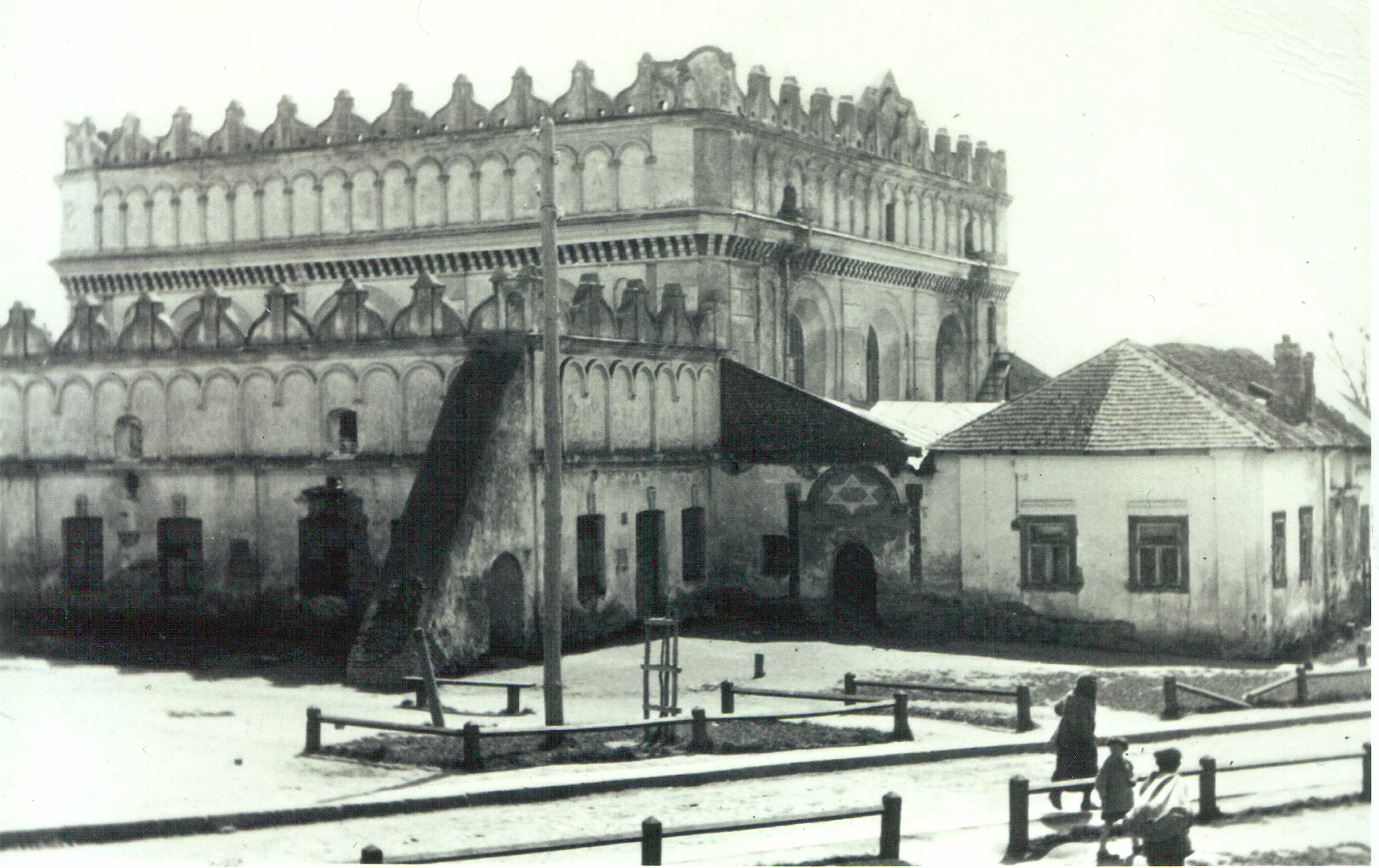
Велика синагога в Любомлі, початок XX століття

## Персоналії
- 1871 р. н. Косач Лариса Петрівна псевдонім Леся Українка — українська письменниця, перекладач, діяч культури.
- 1871 р. н. Кримський Агатангел Юхимович — український історик, письменник і перекладач, один з організаторів Академії Наук України.
- 1873 р. н. Осецький Олександр Вікторович — український військовий діяч, генерал УНР.
- 1881 р. н. Остапенко Сергій Степанович — український економіст, державний і політичний діяч УНР.
- 1882 р. н. Липинський В'ячеслав Казимирович — український політичний діяч, історик, публіцист, теоретик українського консерватизму.
- 1884 р. н. Фещенко-Чопівський Іван Адріянович — вчений-металург, громадський і політичний діяч, міністр Центральної Ради та Директорії.
- 1885 р. н. Сальський Володимир Петрович — український військовий діяч, генерал-хорунжий Армії УНР.
- 1889 р. н. Шандрук Павло Феофанович — український військовий діяч, генерал-хорунжий Армії УНР, командант УНА в роки Другої світової війни.
- 1890 р. н. Фанні Юхимівна Каплан (Фейга Хаїмівна Ройтблат) — учасниця російської революції 1917 року, член  партії есерів. В офіційній радянській історіографії знана як виконавець замаху на життя Леніна.
- 1896 р. н. Черановський Борис Іванович — український радянський авіаконструктор.
- 1906 р. н. Корольов Сергій Павлович — український радянський вчений в галузі ракетобудування та космонавтики.
- 1908 р. н. Тарас Бульба-Боровець (9 березня - 15 травня 1981, Нью-Йорк, США) — діяч українського повстанського руху часів Другої світової війни, засновник УПА «Поліська Січ».